# Ramblerrozen

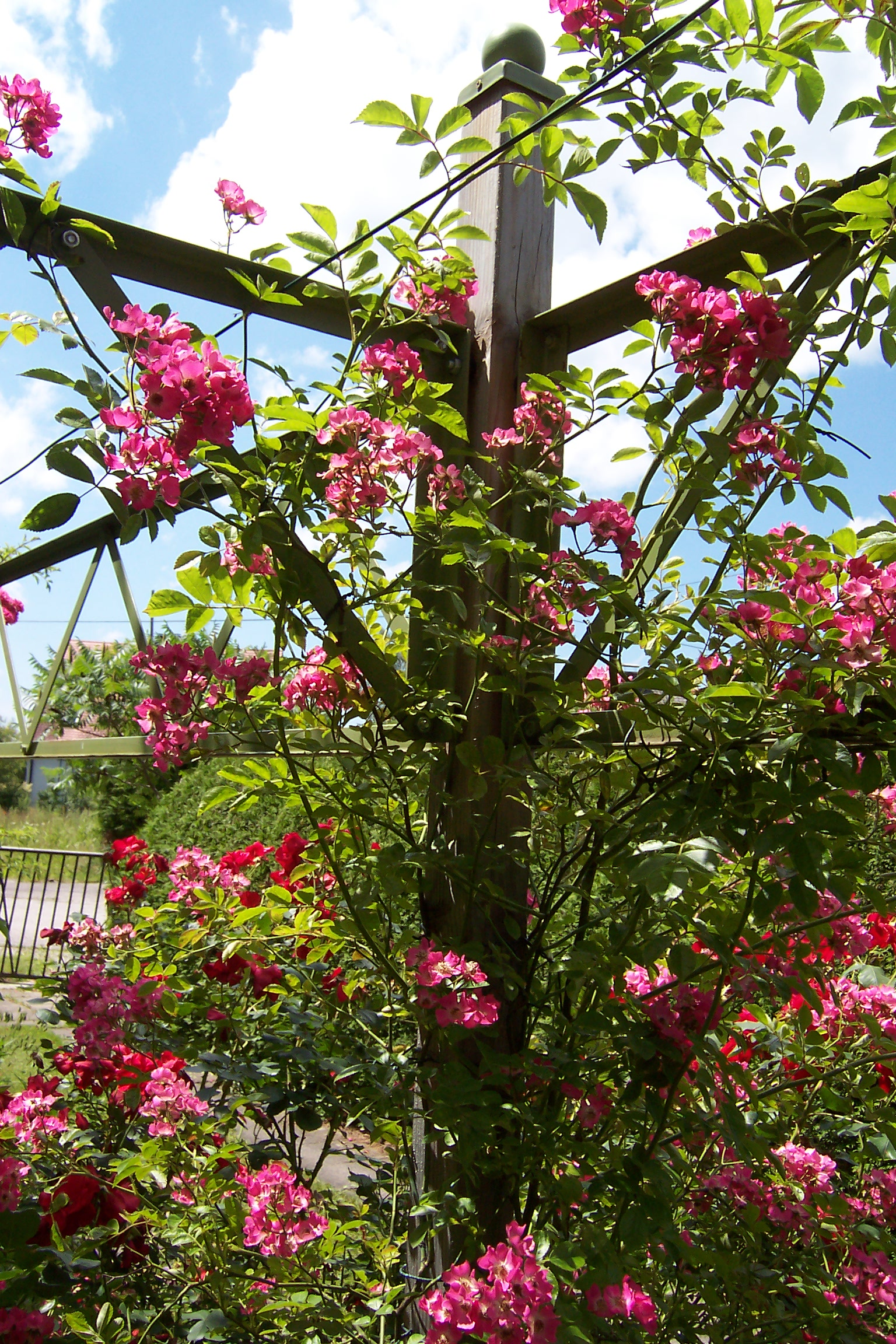
Ramblerroos Maria Lisa

Ramblerrozen (ook rambler of liaanrozen genoemd) vormen een aparte groep van krachtig groeiende rozen, die met hun kruipende, lange, soepele takken 5-6 m hoog in bomen kunnen klimmen. In Engeland hebben deze rozen de speciale naam rambler gekregen, die ook in Nederland gebruikelijk is en letterlijk zwervers betekent. In België worden ze liaanrozen genoemd. Klimrozen (Engels: climber) hebben in tegenstelling tot ramblerrozen starre, stijve takken. De indeling tussen rambler en climber is kunstmatig en vaak willekeurig, omdat de overgang tussen beiden vloeiend is.
Ramblerrozen bloeien eenmaal per jaar vanaf het einde van de lente tot in het begin van de zomer (juni-juli). De bloemen zijn klein en meestal enkelbloemig maar ze bloeien lang en zeer talrijk in grote trossen. Ramblerrozen worden gebruikt om er priëlen, pergola's of rozenbogen mee te laten begroeien.
Het merendeel van de bekende ramblerrozen ontstonden in het begin van de 20e eeuw toen rozenkwekers begonnen klimmende rozen te veredelen die aan het einde van de 19e eeuw uit het Verre Oosten waren ingevoerd, hoofdzakelijk R. multiflora en R. wichurana. Deze rozensoorten onderscheiden zich sterk van andere rozensoorten en behoren tot de sectie 
Rosa sect. Synstylae. De naam verwijst naar de stijlen van de bloemen die zijn vergroeid tot een slank zuiltje. Daarvoor bestonden er maar weinig soorten ramblerrozen, waarvan de meesten van de bosroos (R. arvensis), de groenblijvende roos (R. sempervirens) en de muskusroos (R. moschata) afstamden, die ook in deze sectie zijn ingedeeld.

## Multiflora-hybriden
Rosa multiflora komt van nature voor in Oost-Azië en is daar een struikroos met takken, die in hoge bogen breed uit elkaar groeien. Ze bereikt een hoogte van 3 m en werd voor het eerst benoemd in 1784 door de Zweedse natuuronderzoeker Carl Peter Thunberg. Ze wordt ook vaak als onderstam bij het enten van andere rozen gebruikt. Een van de oudste multiflora-hybriden is de roos De la Grifferaie, die vanwege haar groeikracht eveneens vaak als onderstam is gebruikt.

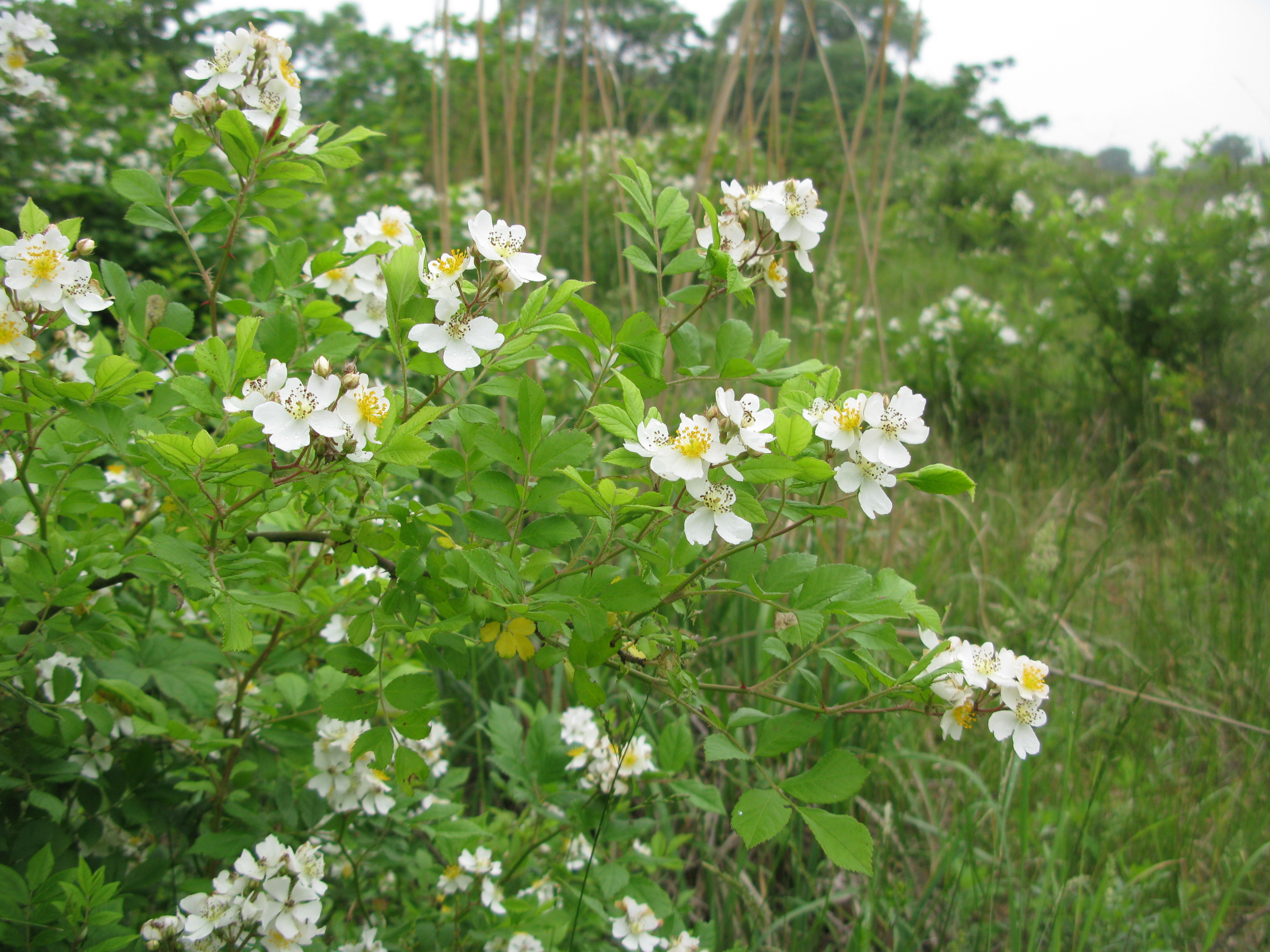
R. multiflora (C. P. Thunberg 1784)
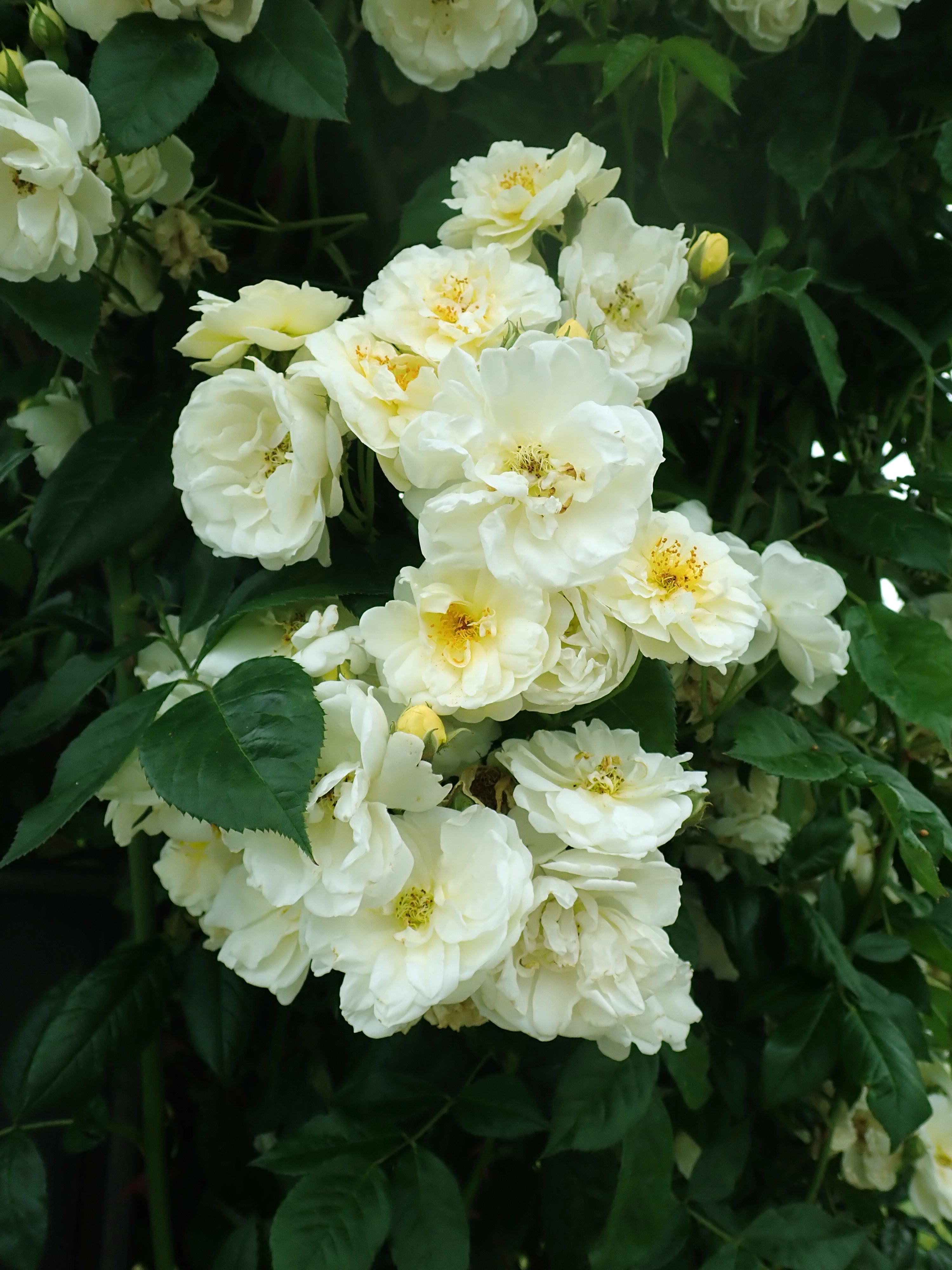
Aglaia (Schmitt, 1896)
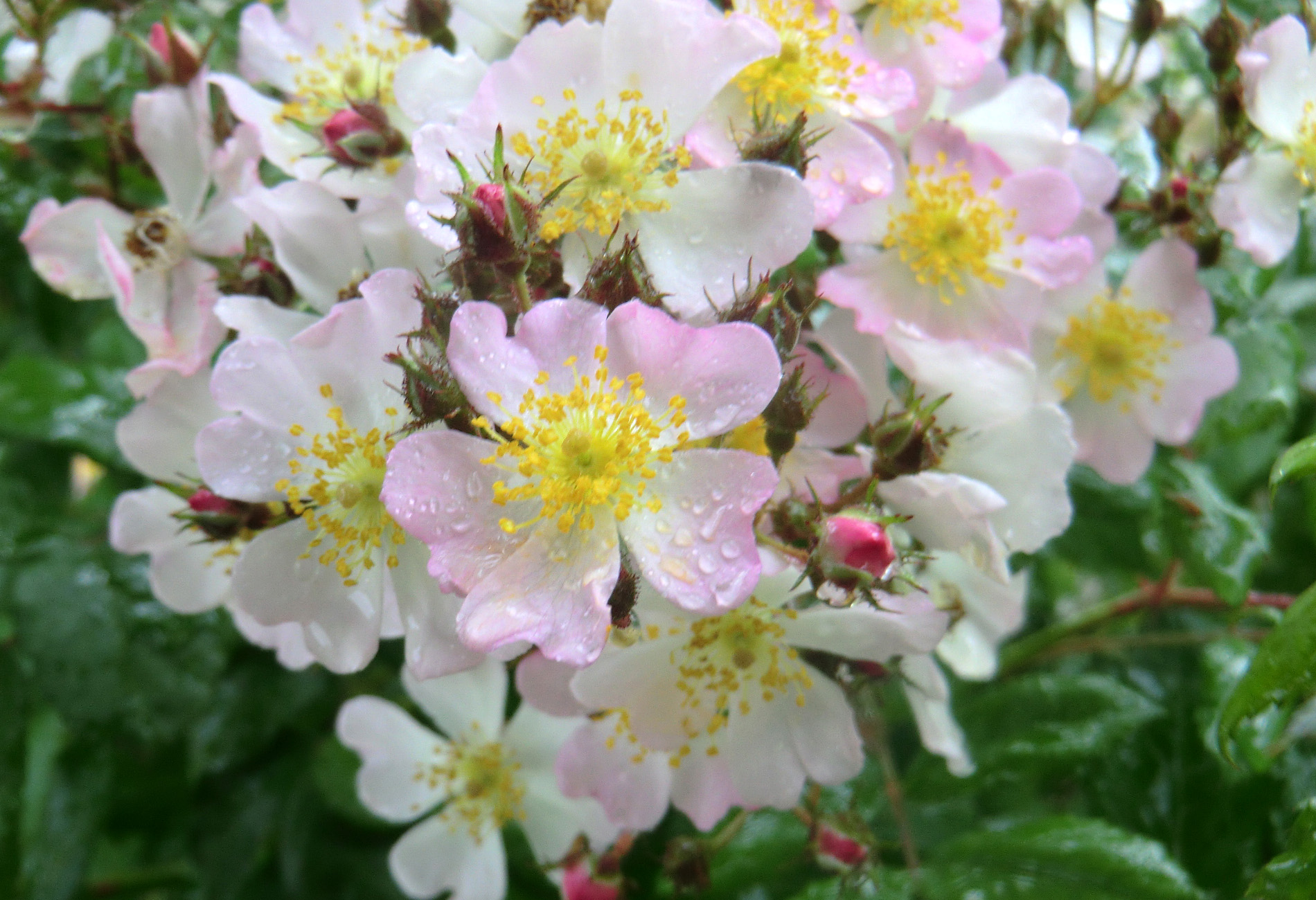
Alfred Dietrich (Mertens 1980)
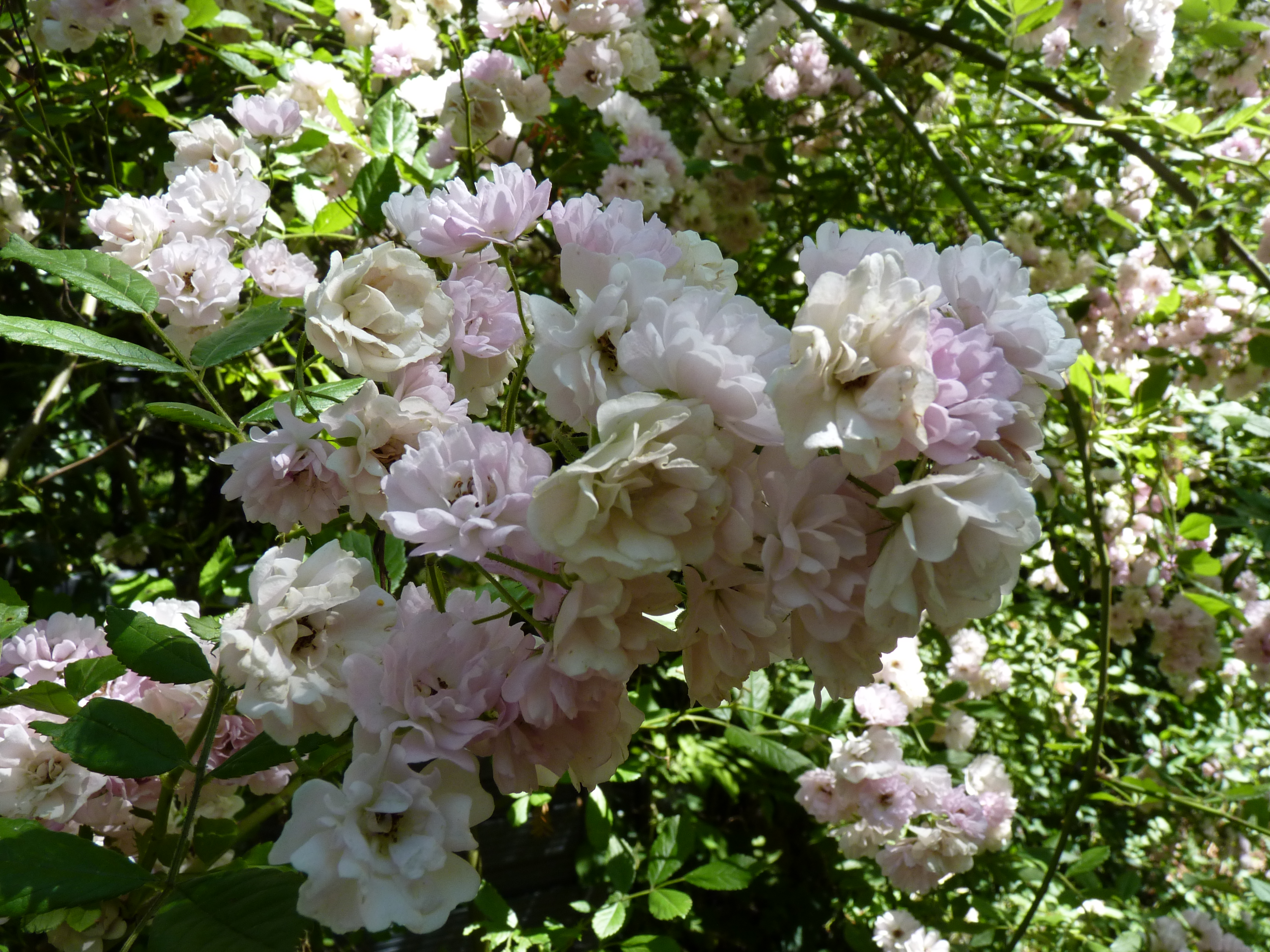
Apple Blossom (Burbank 1932)
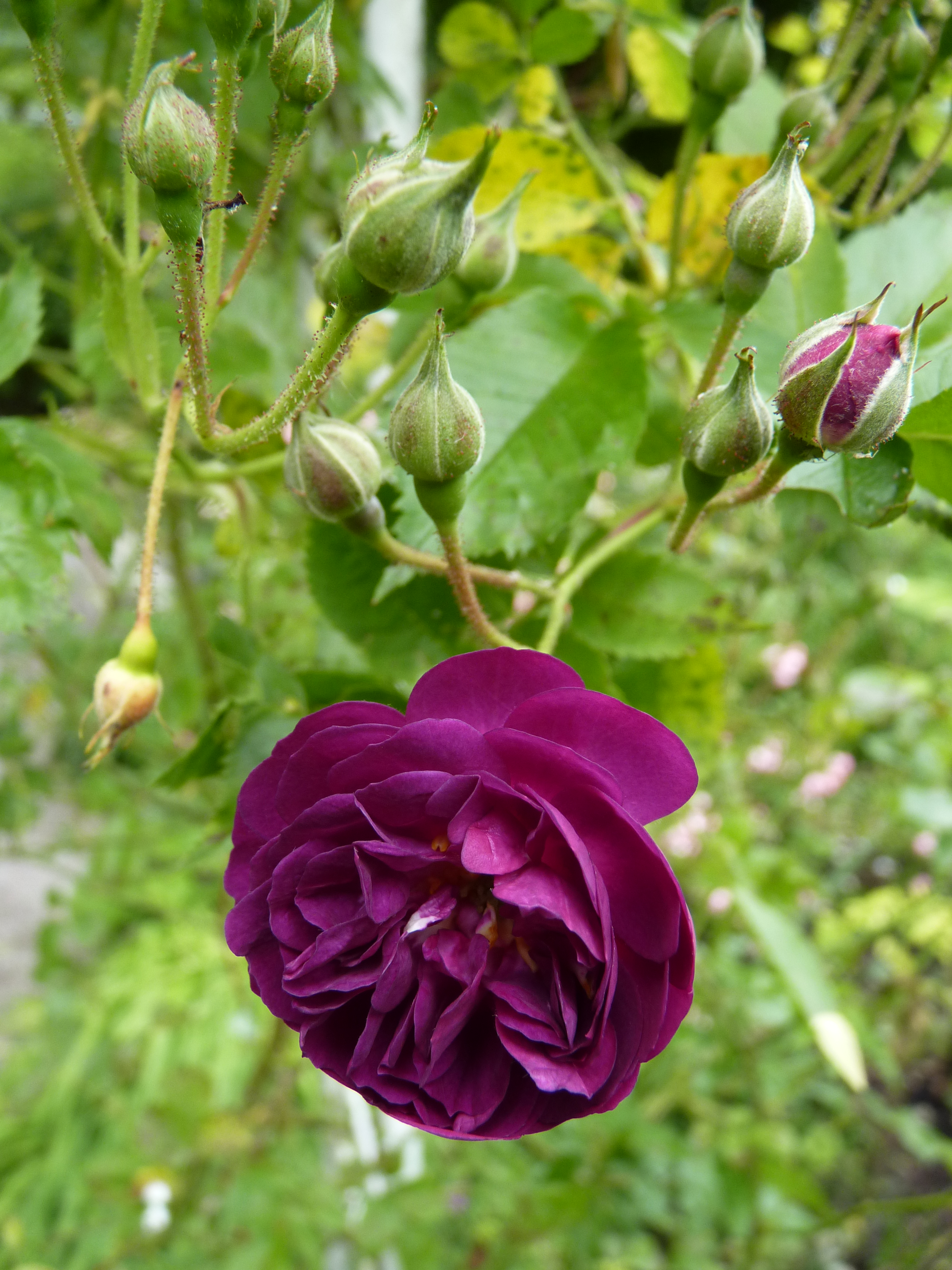
Bleu Magenta (Kweker onbekend ca. 1910)
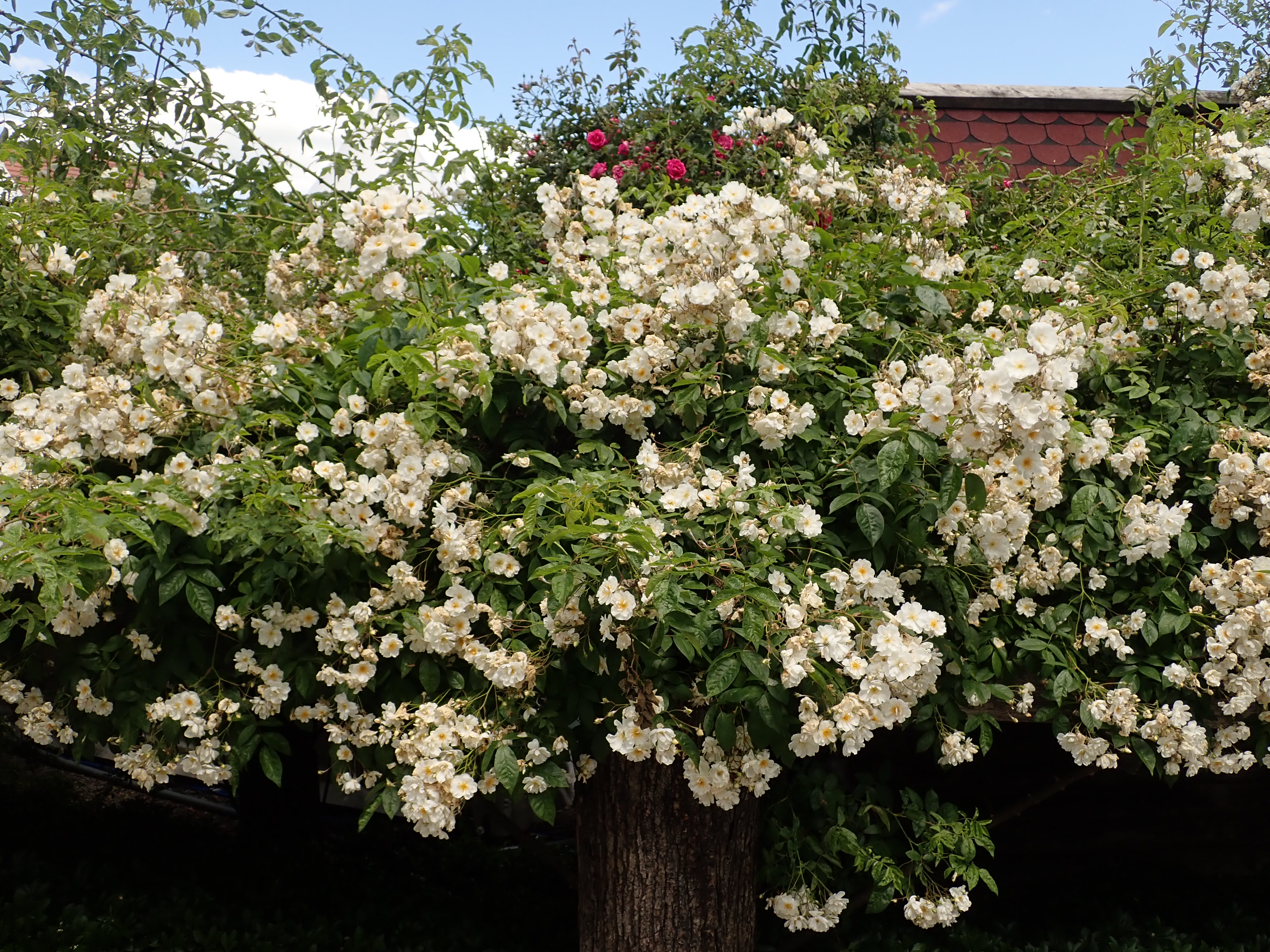
Bobbie James (Sunningdale 1961)
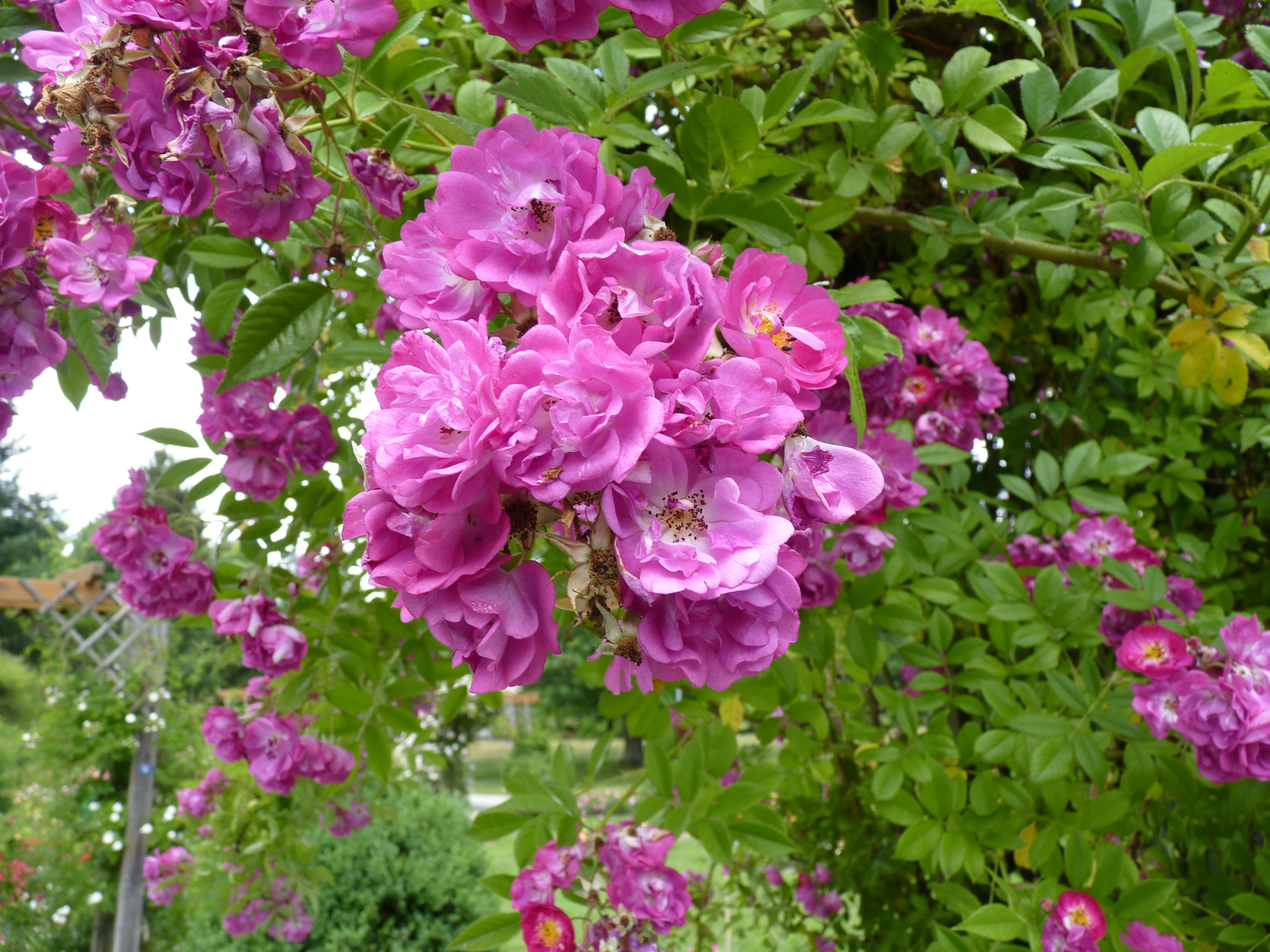
Bordeaux (Soupert & Notting 1908)
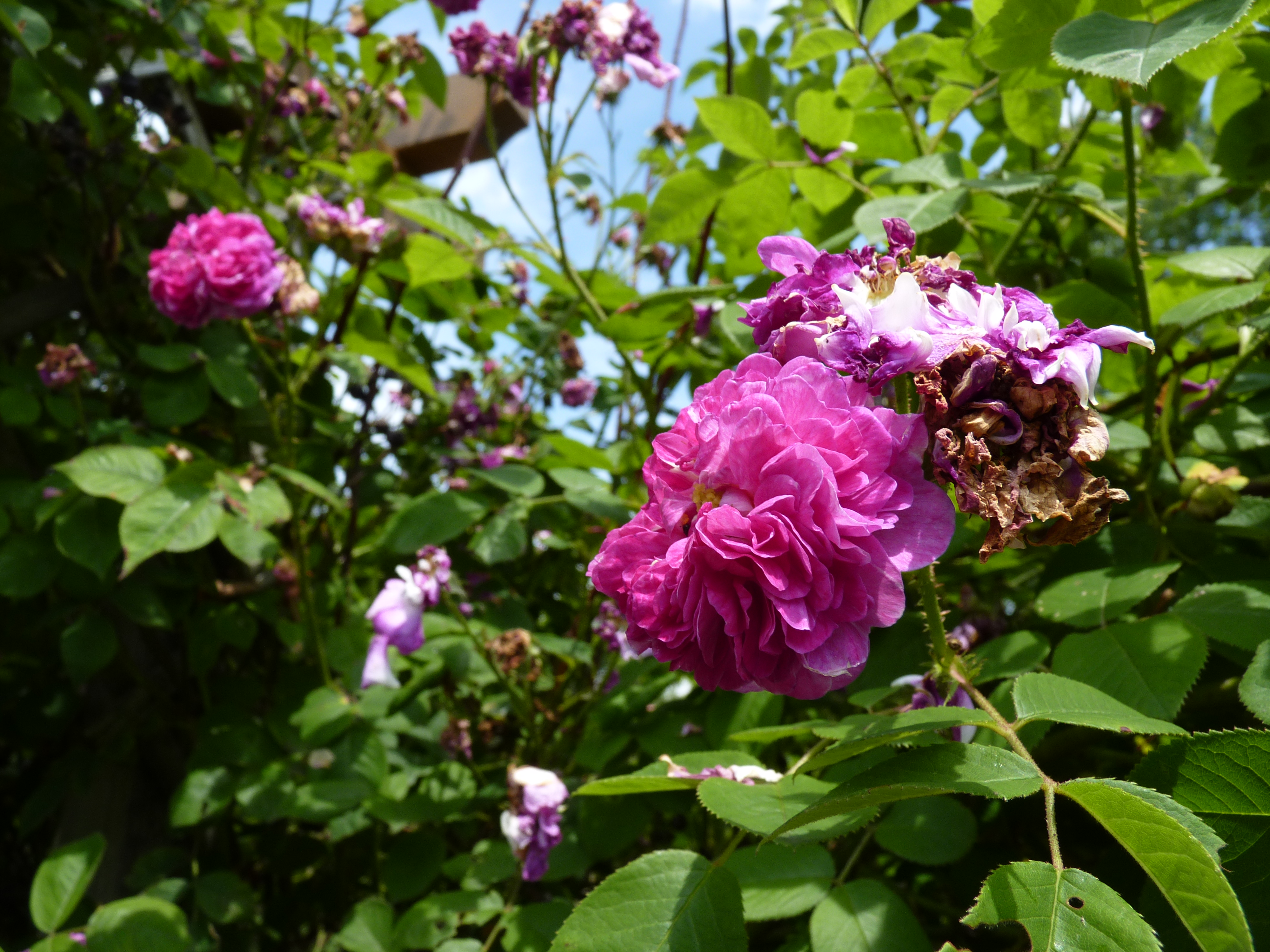
Corporal Johann Nagy (Geschwind 1890)
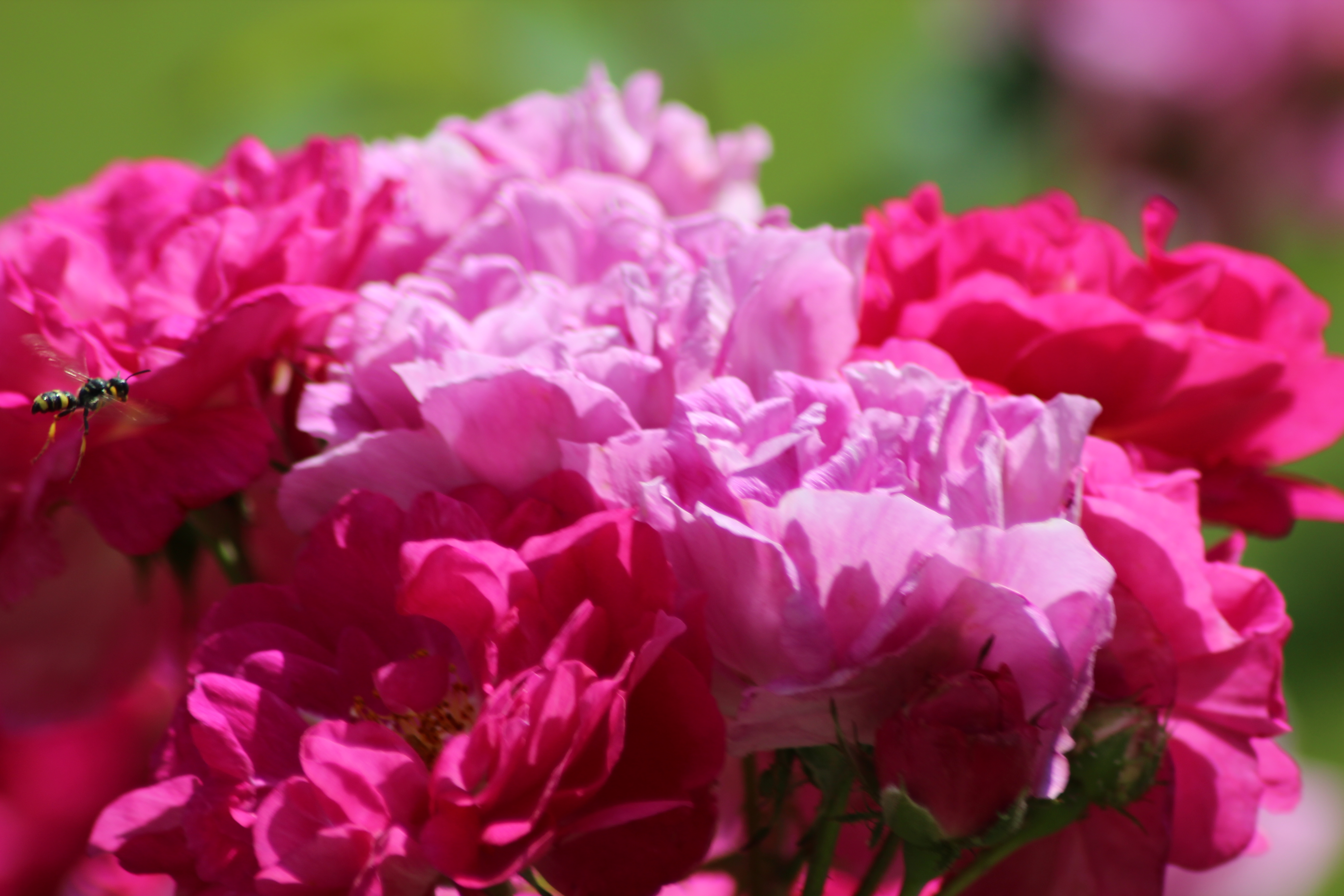
De la Grifferaie (Vibert 1845)
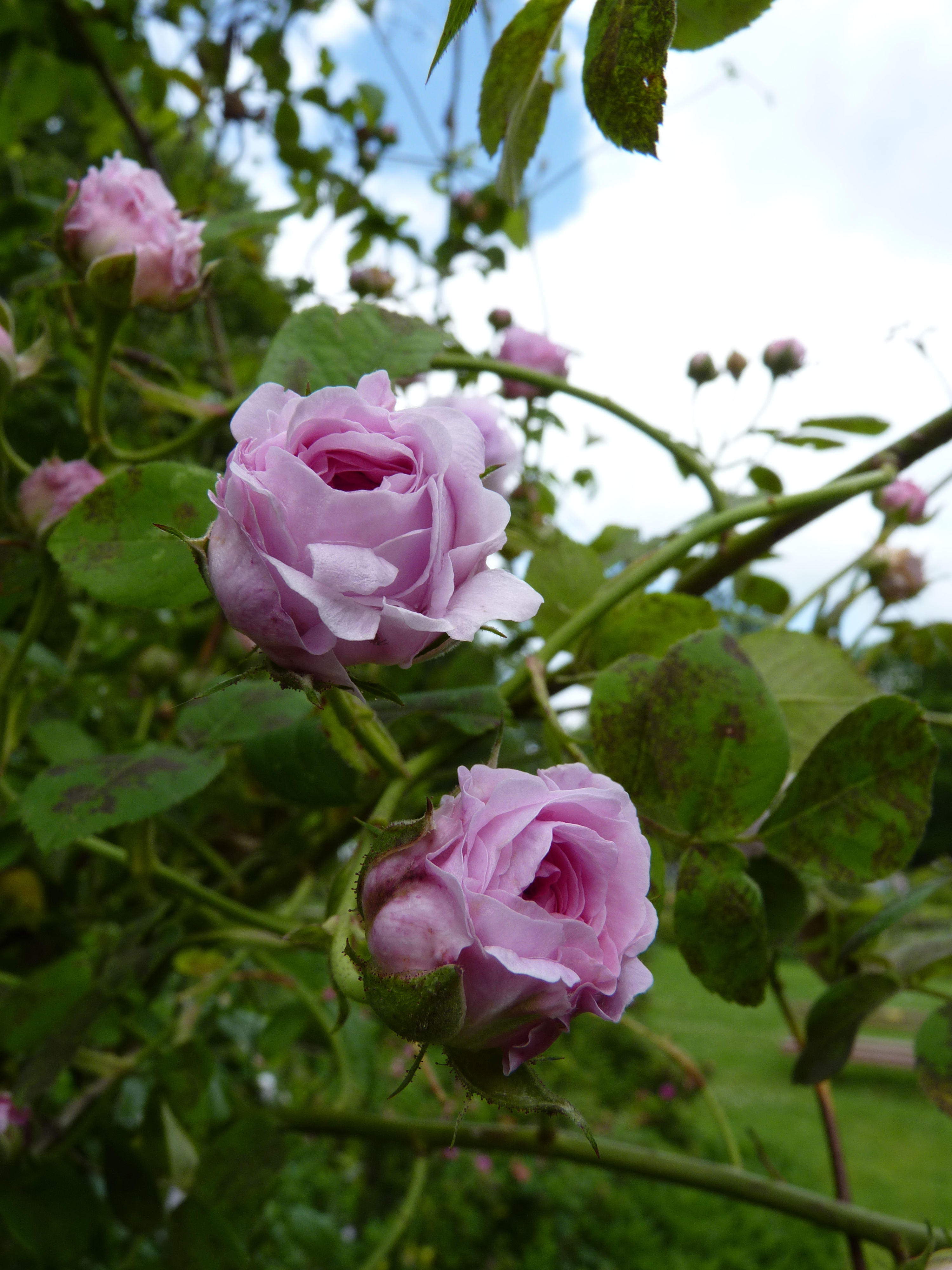
Geschwinds Orden (Geschwind 1885)
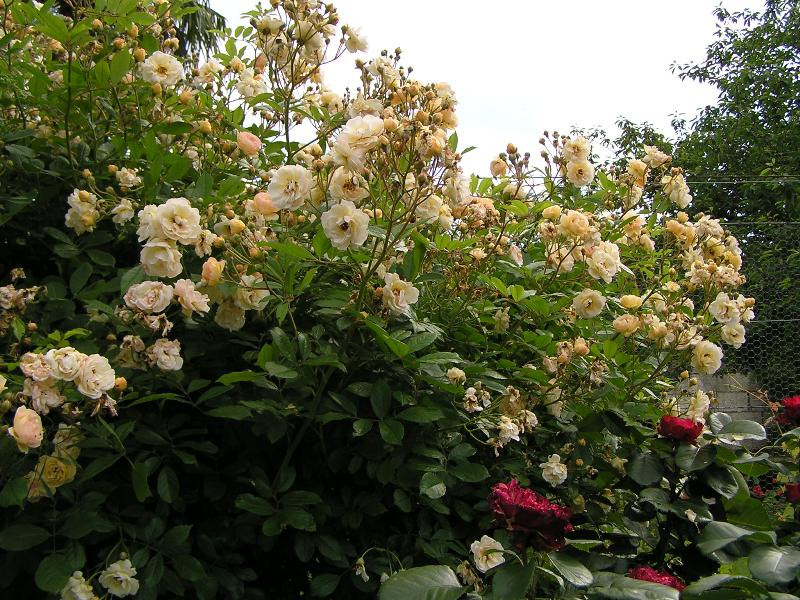
Ghislaine de Féligonde (Turbat 1916)
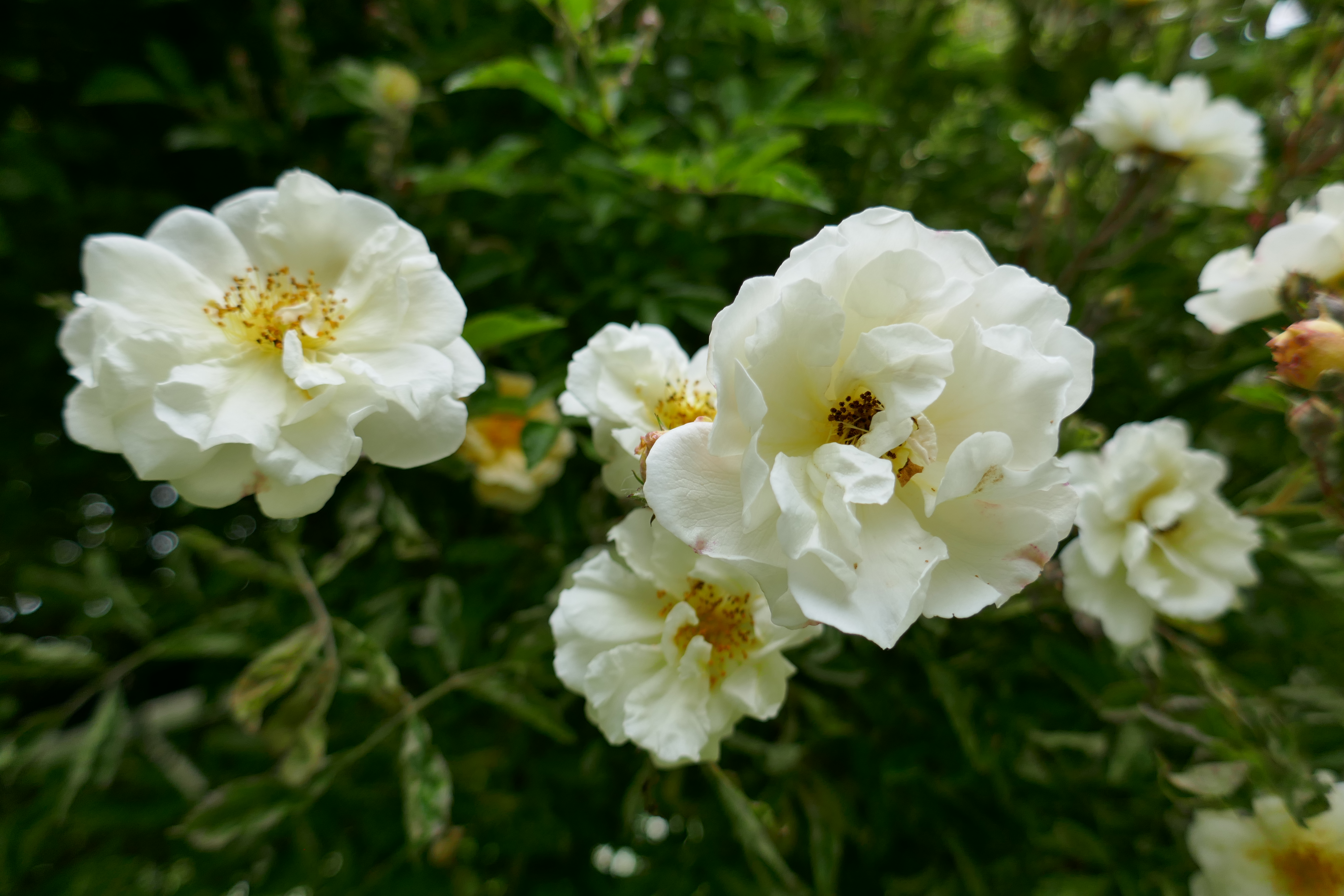
Goldfinch (Paul 1907)
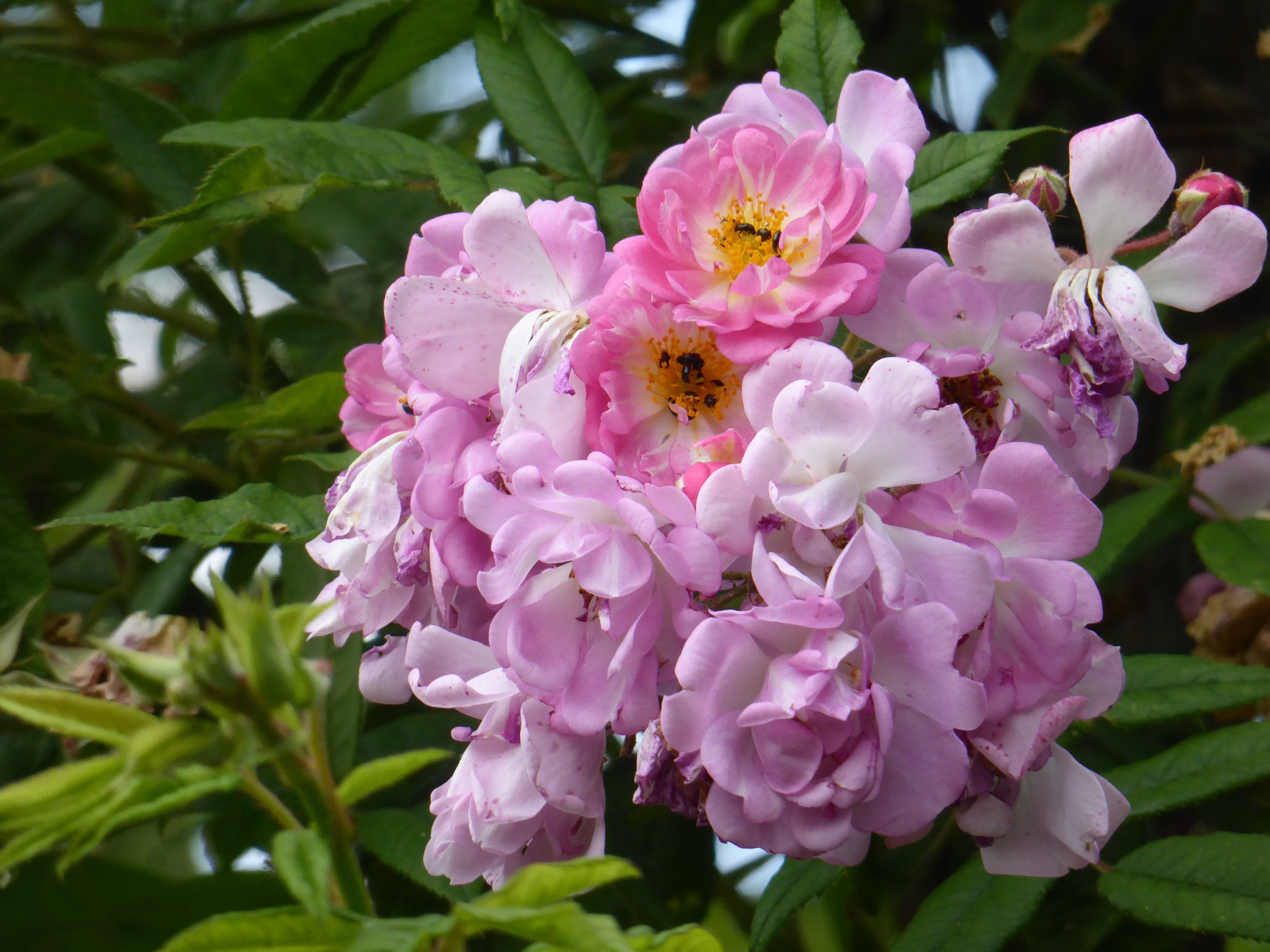
Hackeburg (Kiese 1912)
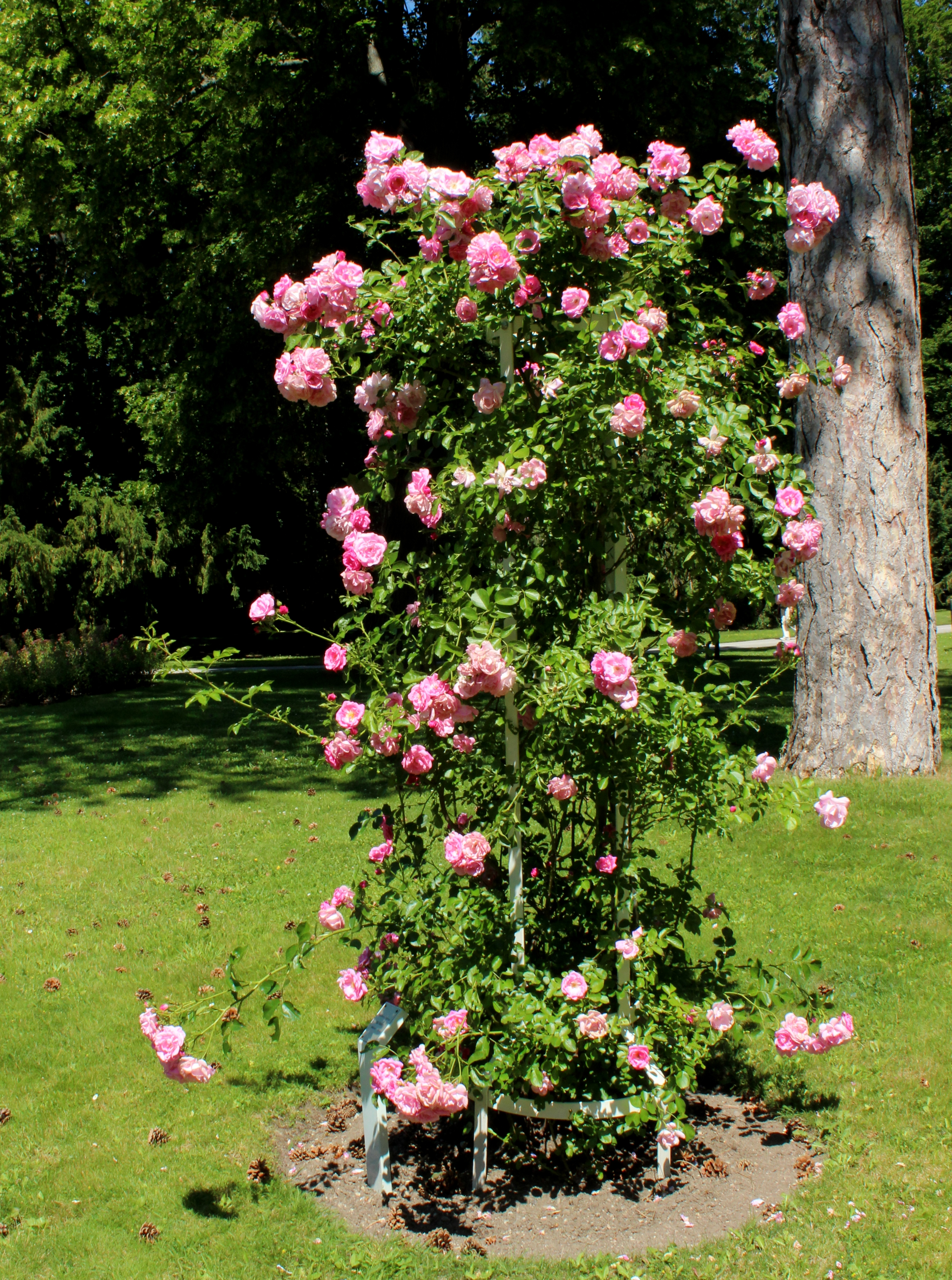
Ida Klemm (Walter 1906)
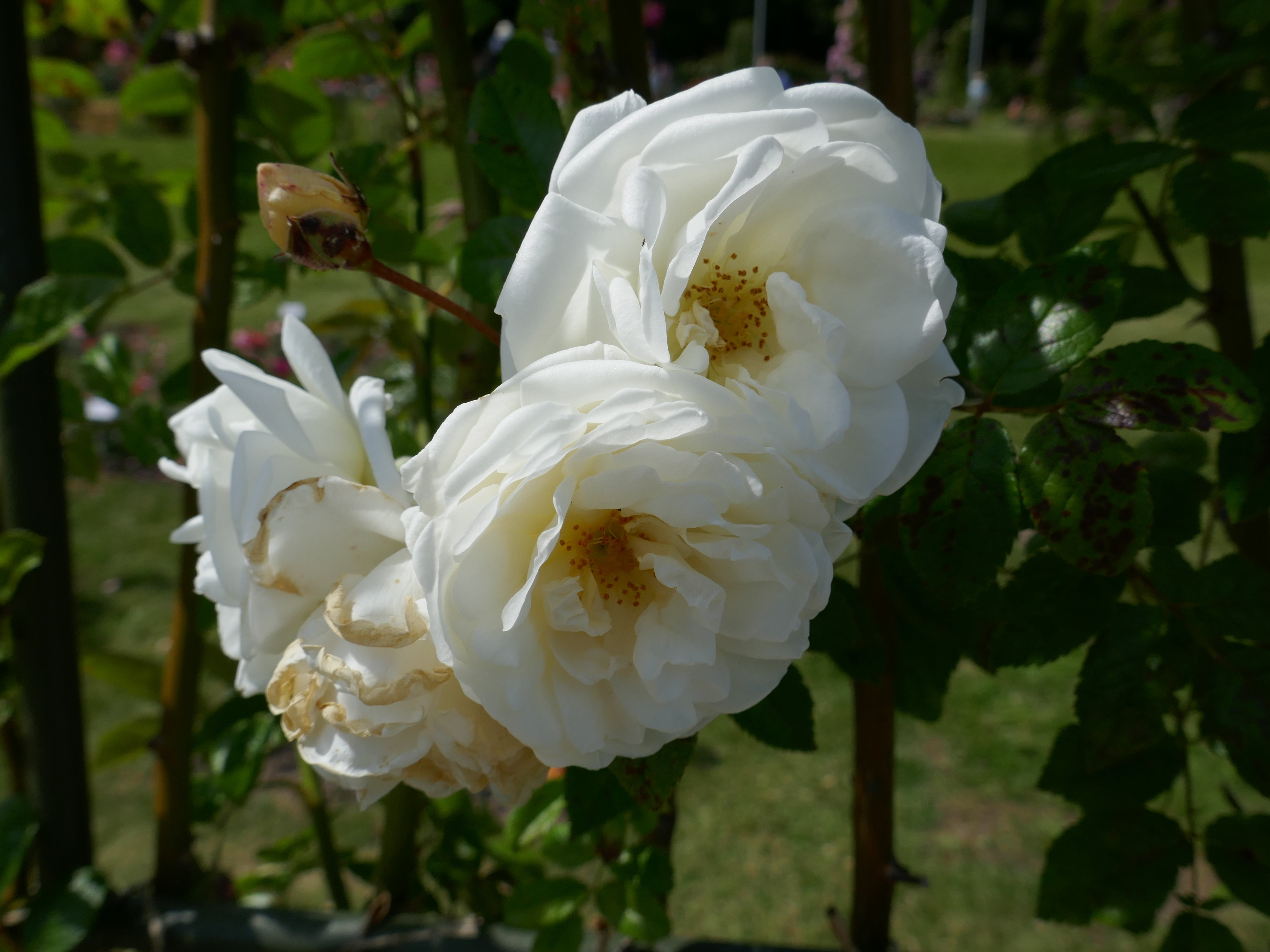
Madeleine Selzer (Walter 1926)
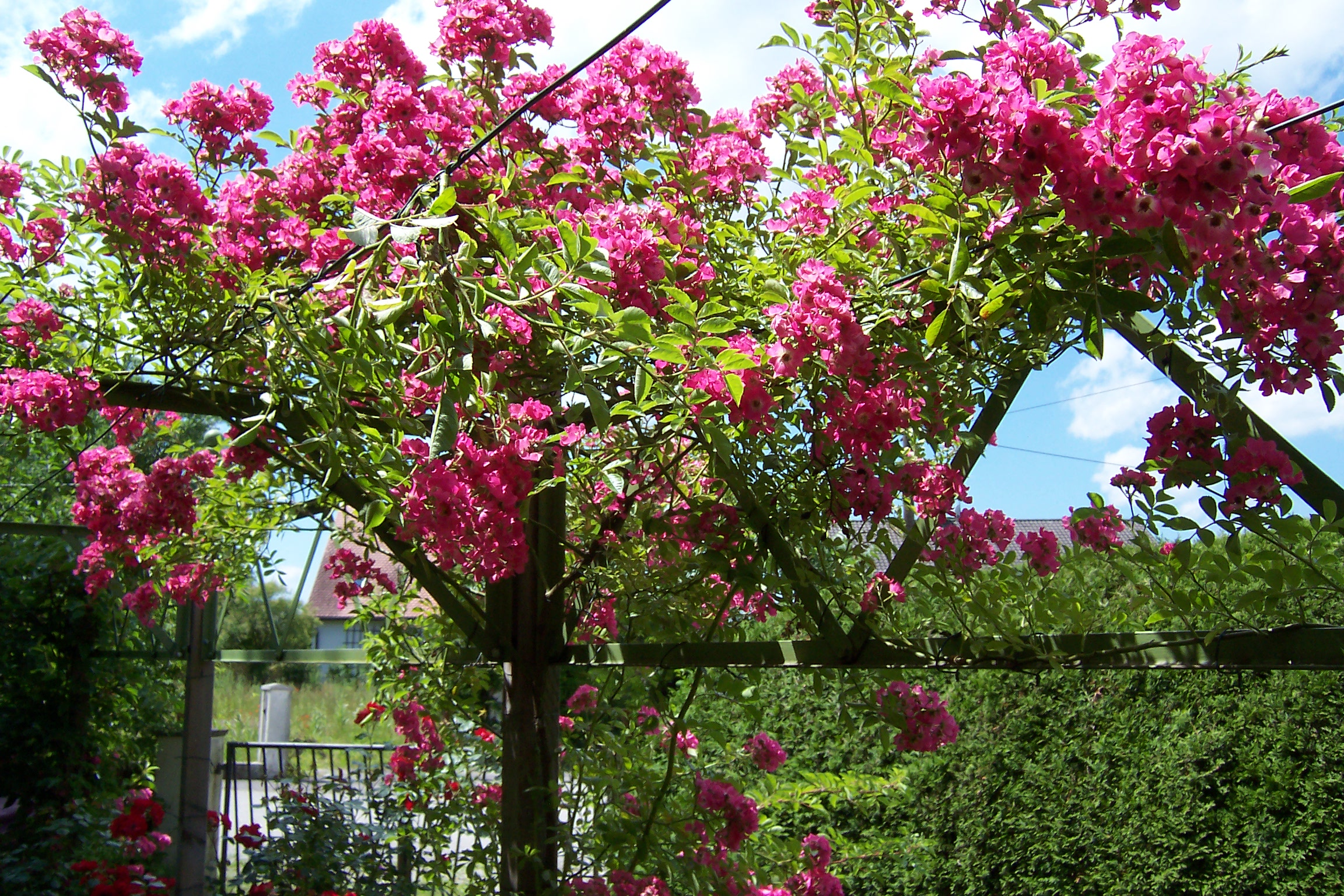
Maria Lisa (Liebau 1936)
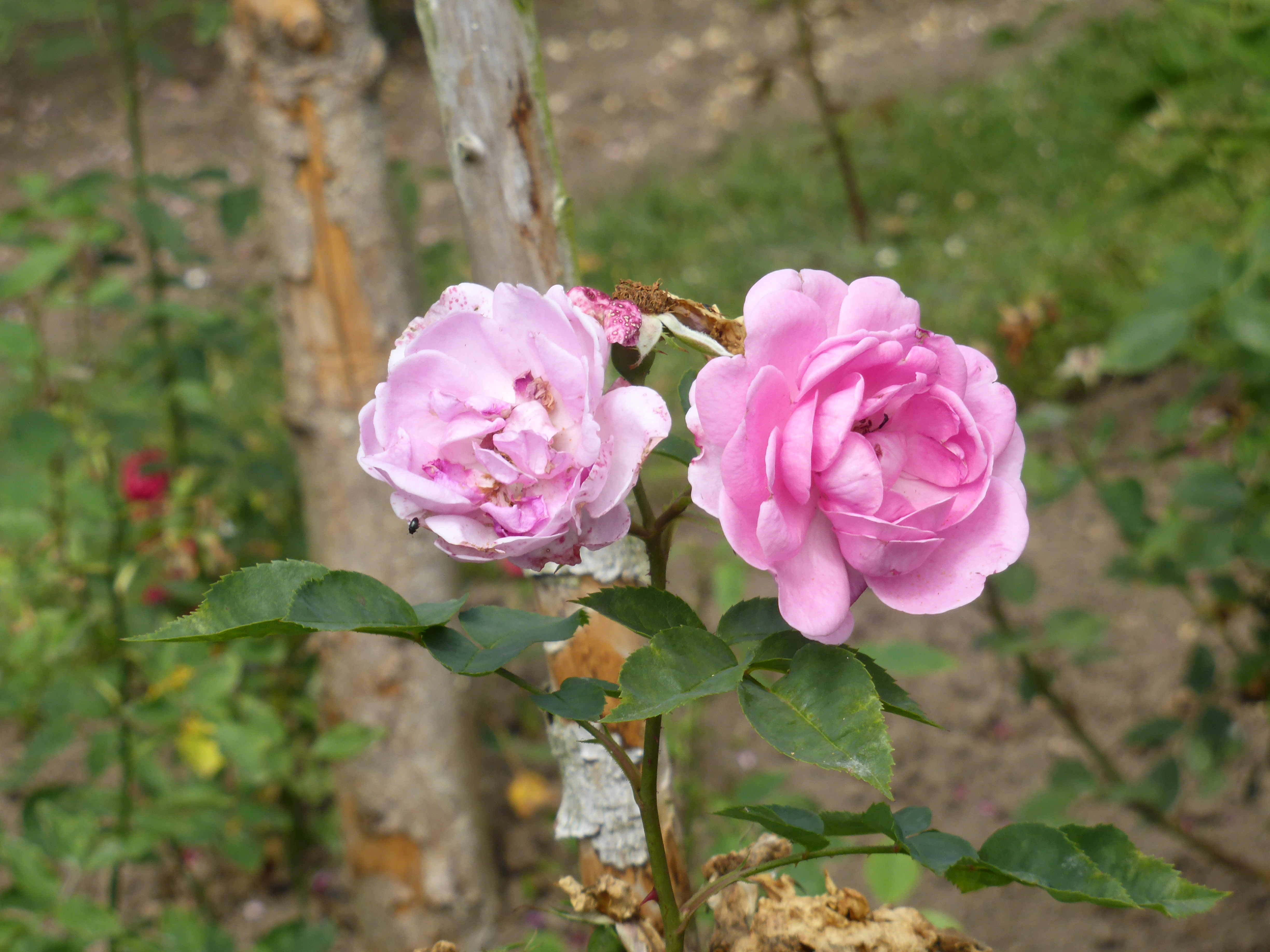
Nymphe Egeria (Geschwind 1893)
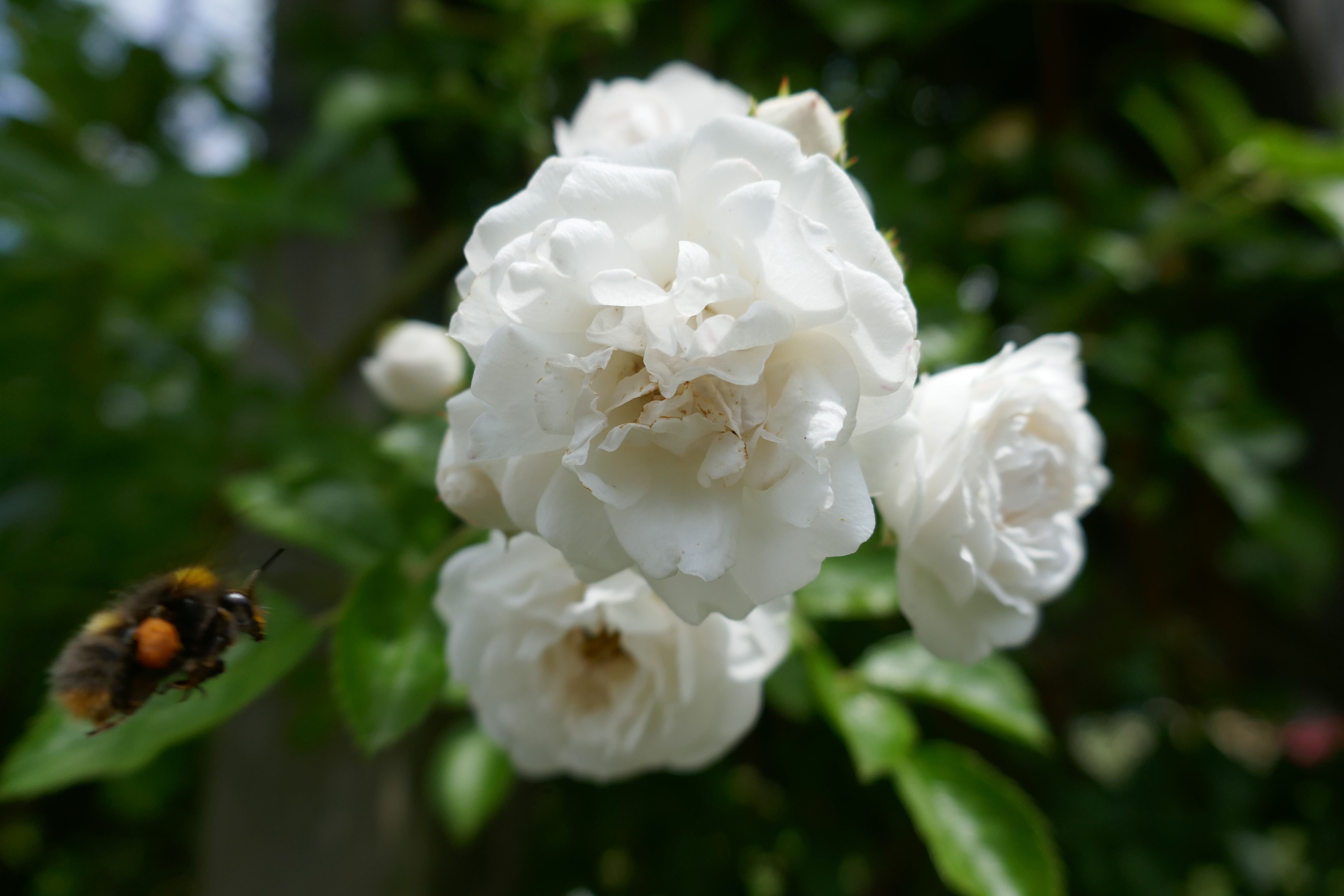
Pemberton's White Rambler (Pemberton 1914)
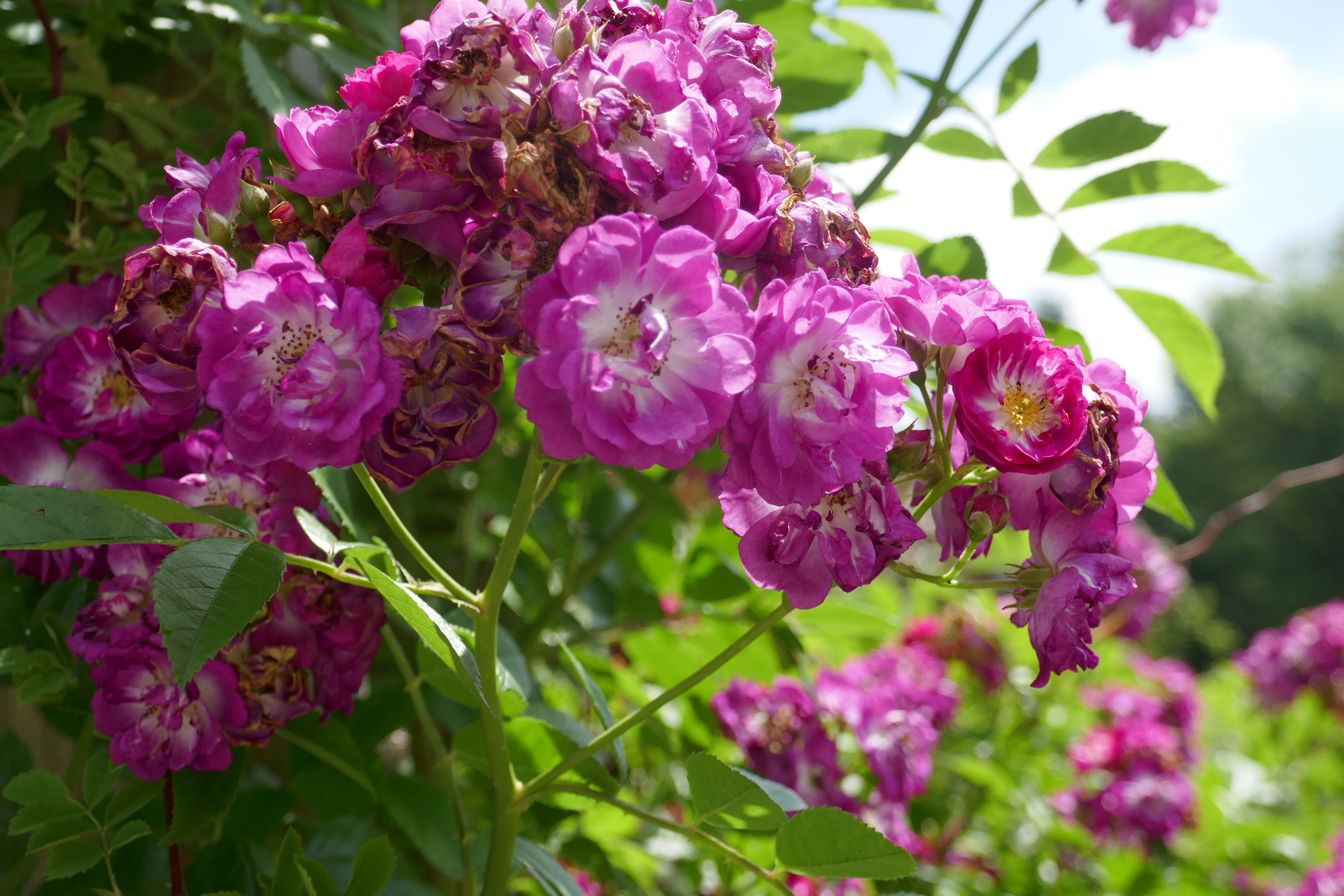
Perennial Blue (Mehring 2003)
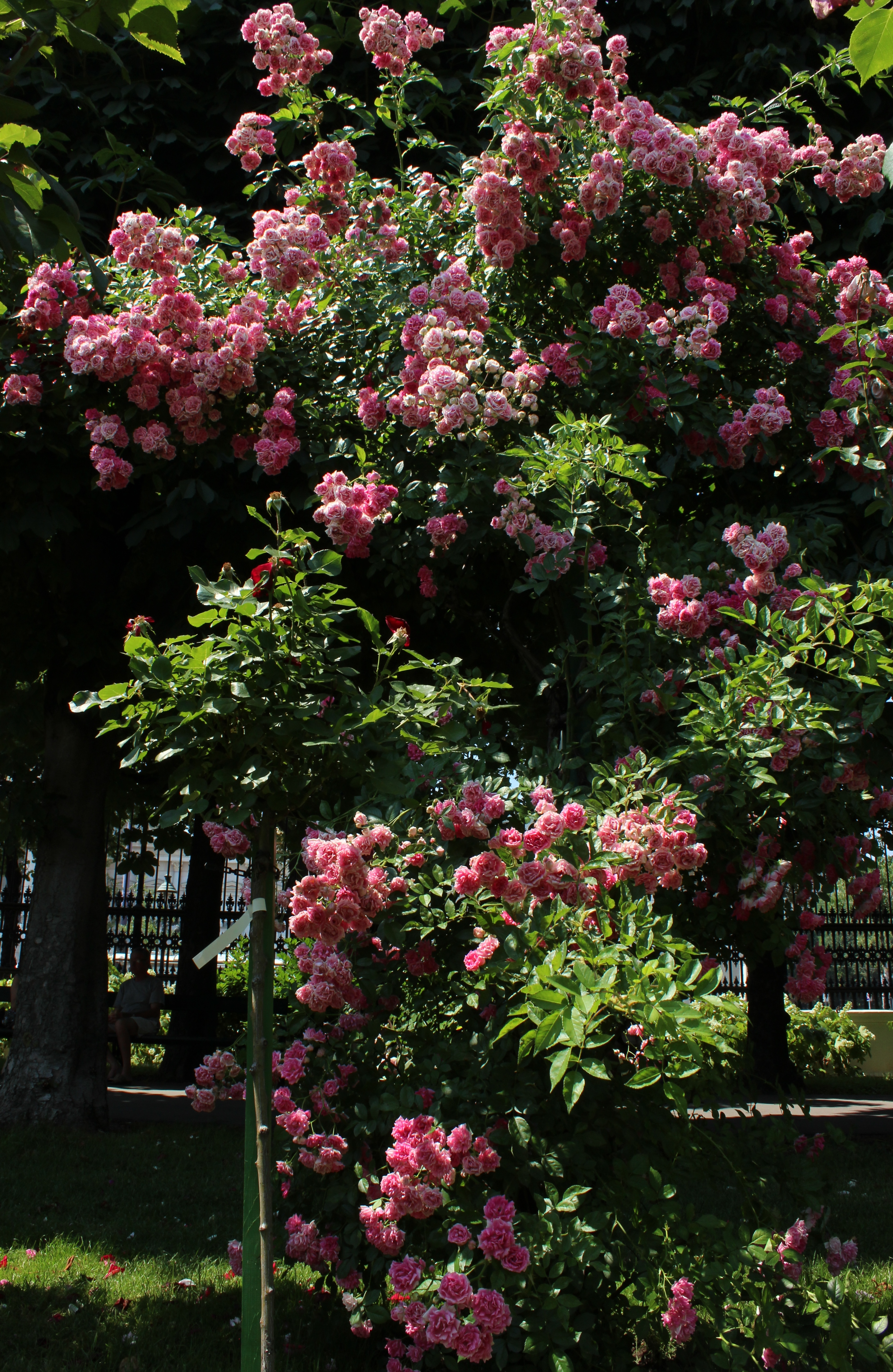
Perle vom Wienerwald (Praskač 1913)
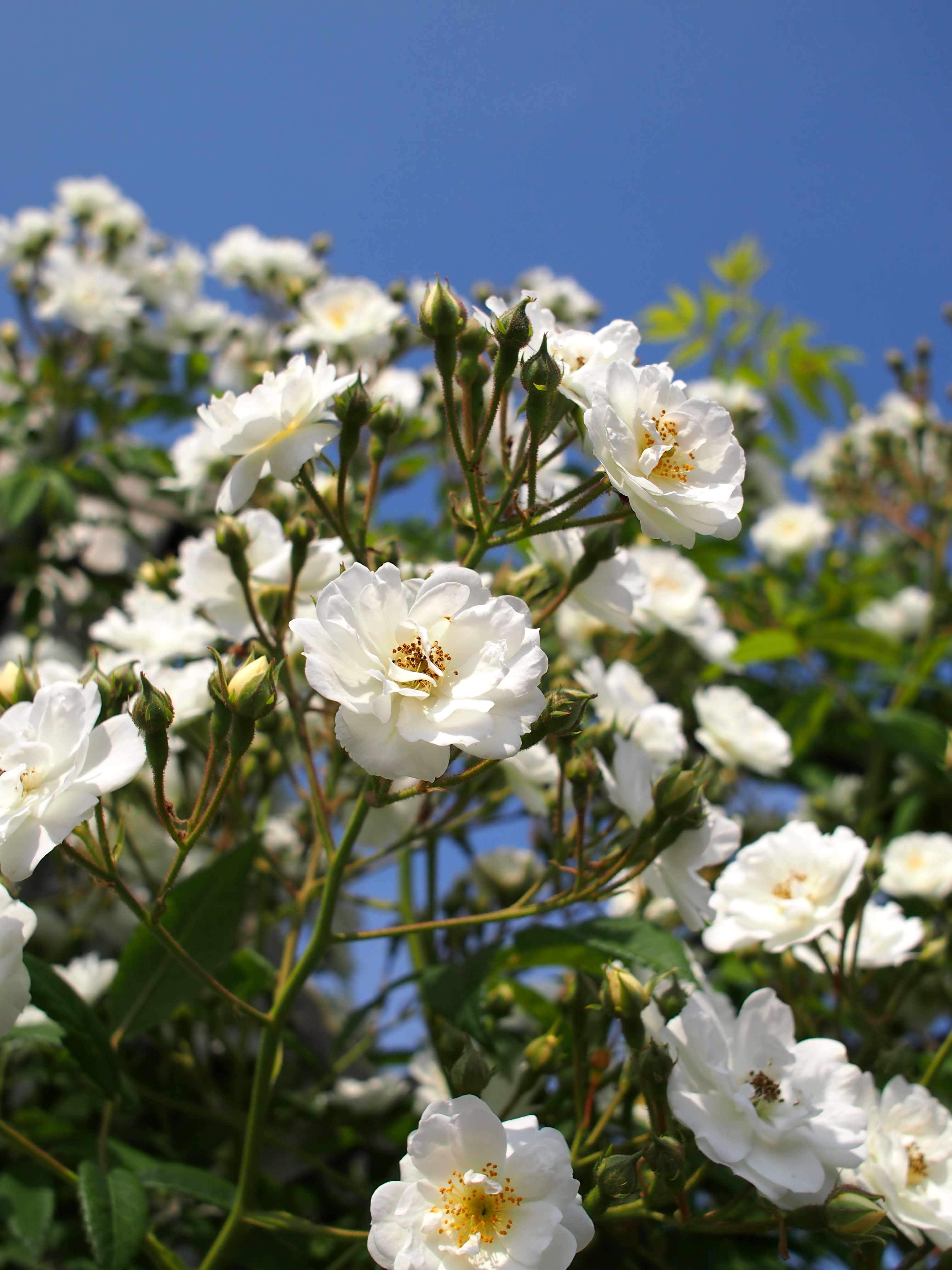
Rambling Rector (Hill 1910)
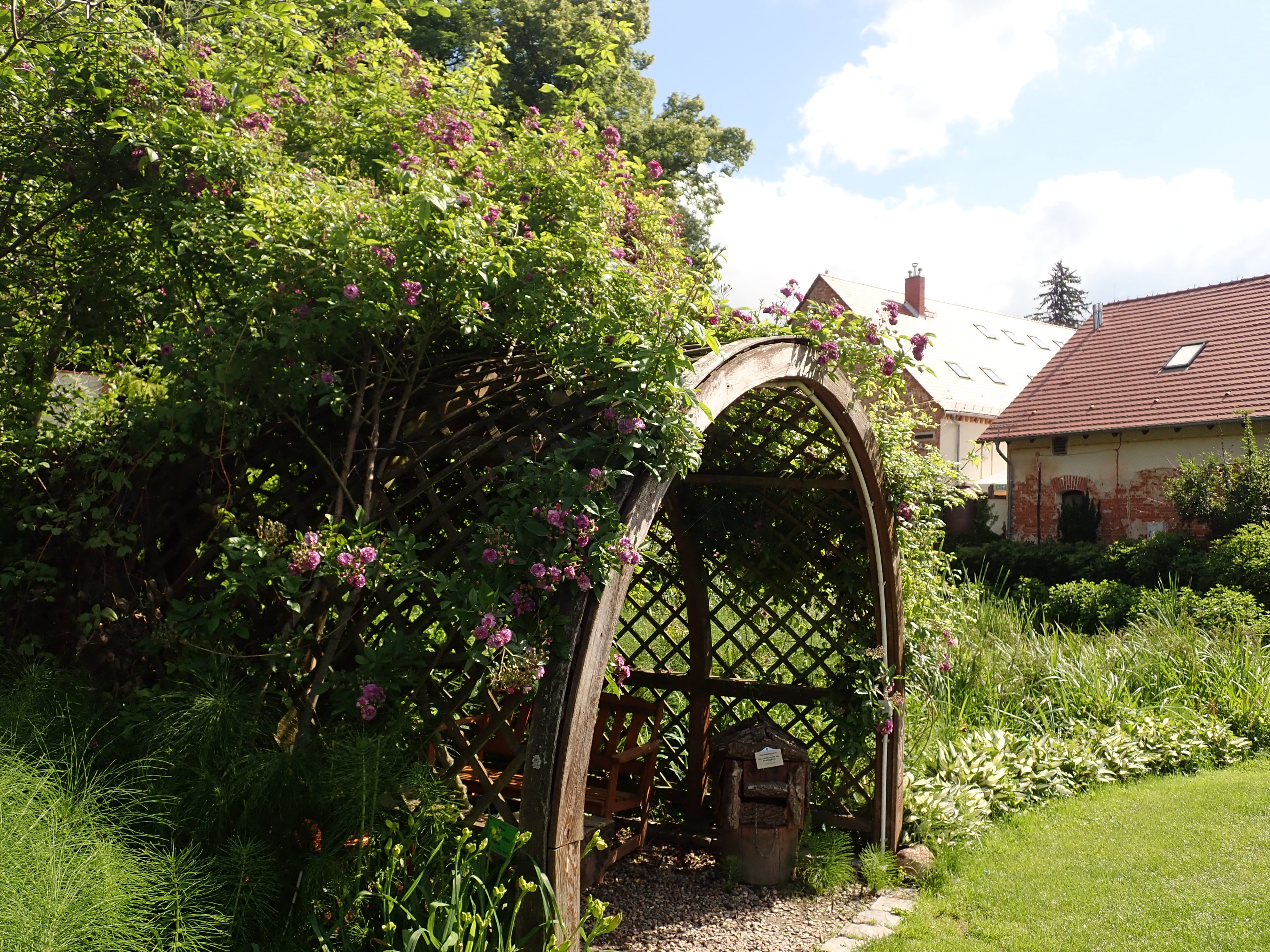
Rosemarie Viaud (Igoult 1924)
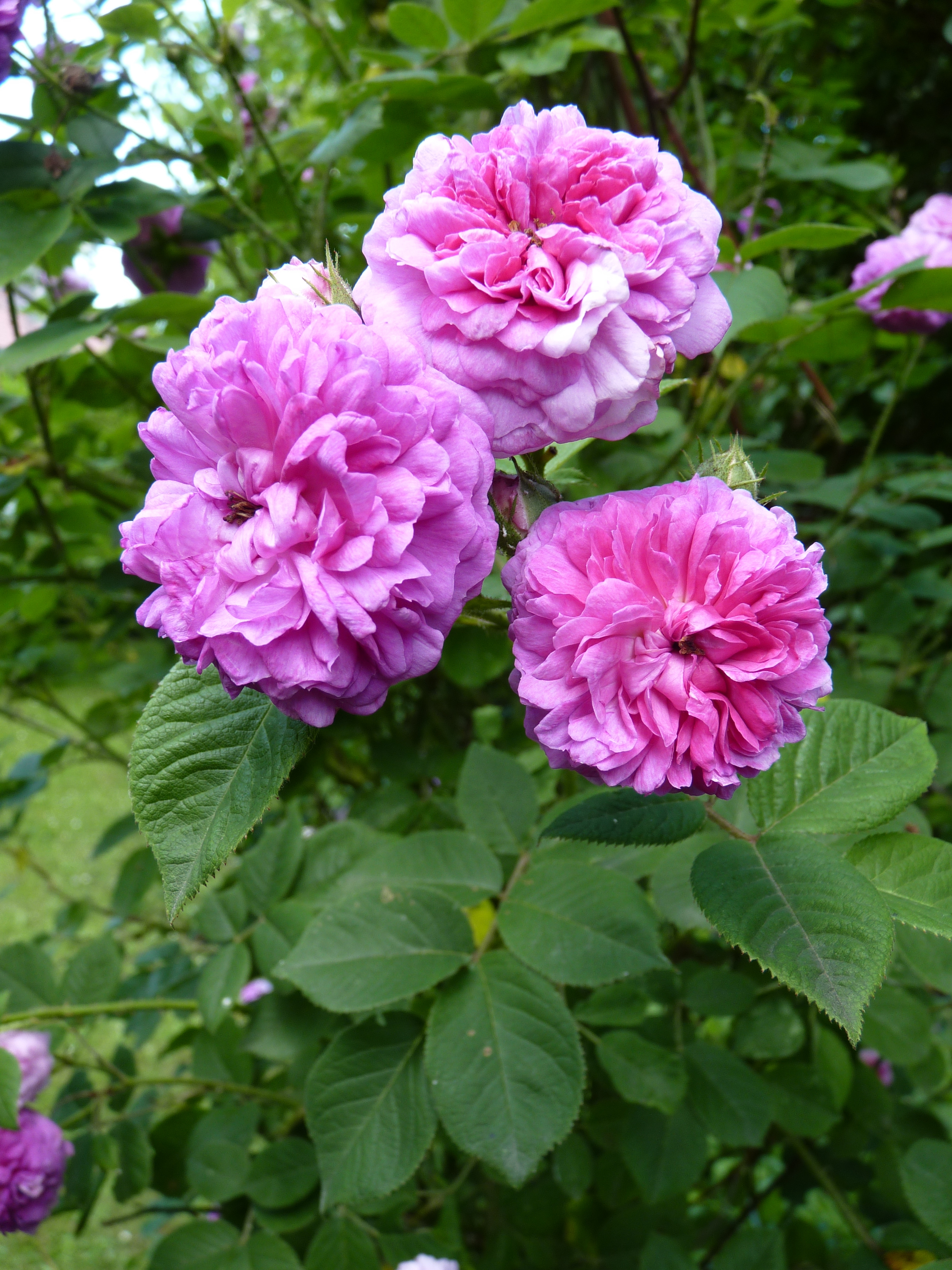
Russelliana (Cormack & Sinclair voor 1826)
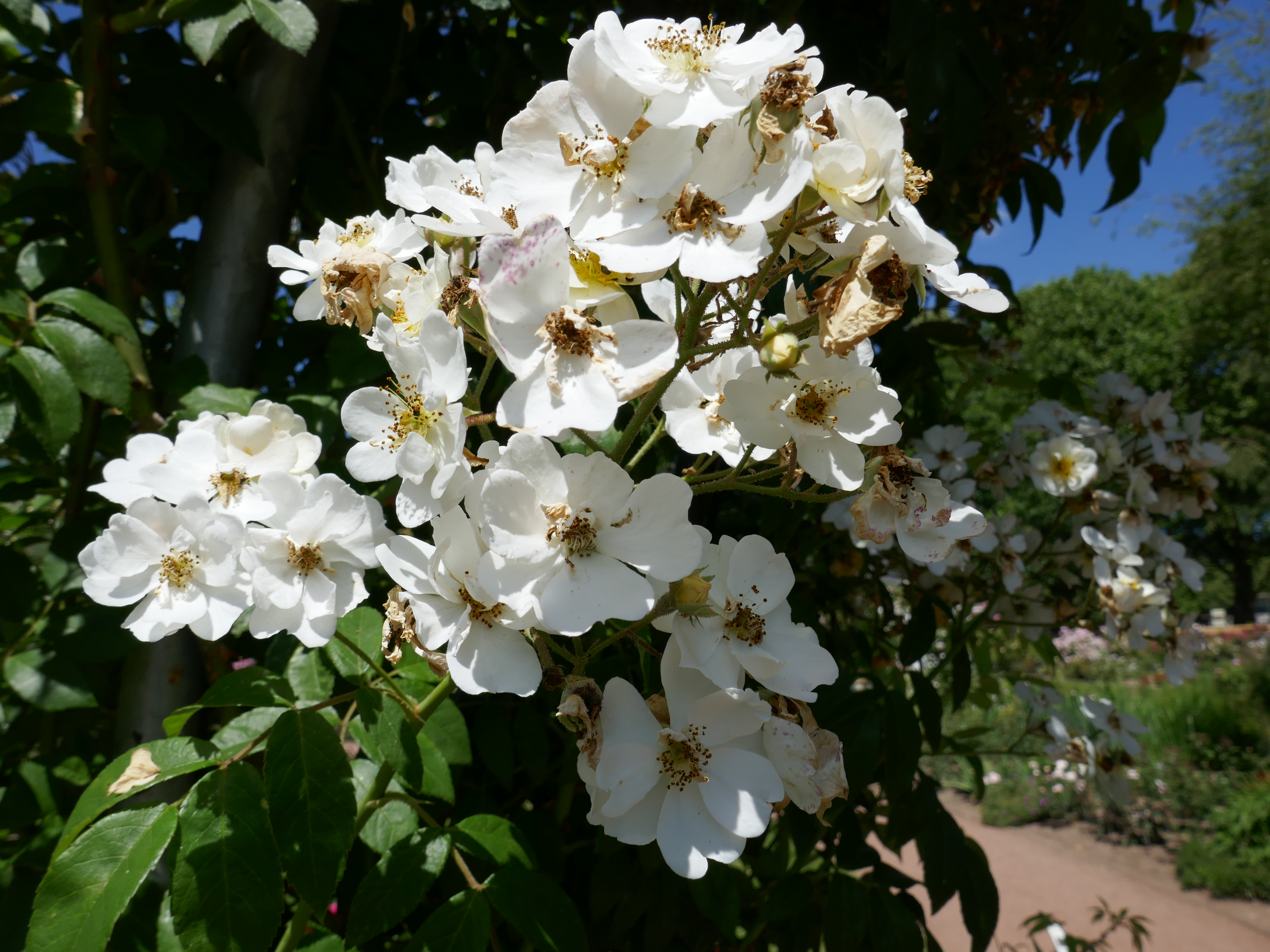
Seagull (Pritchard 1907)
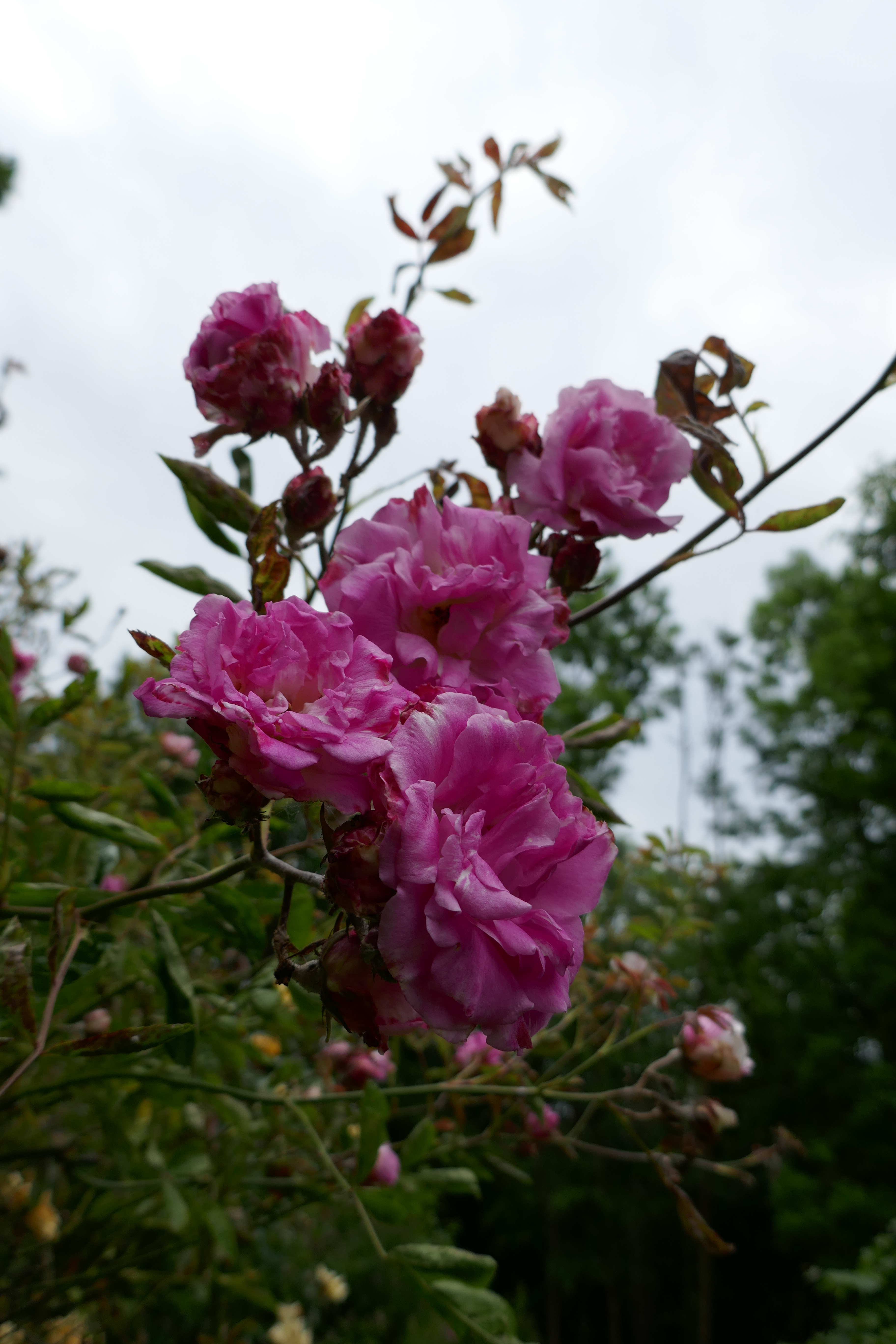
Tausendschön (Kiese & Schmidt 1906)
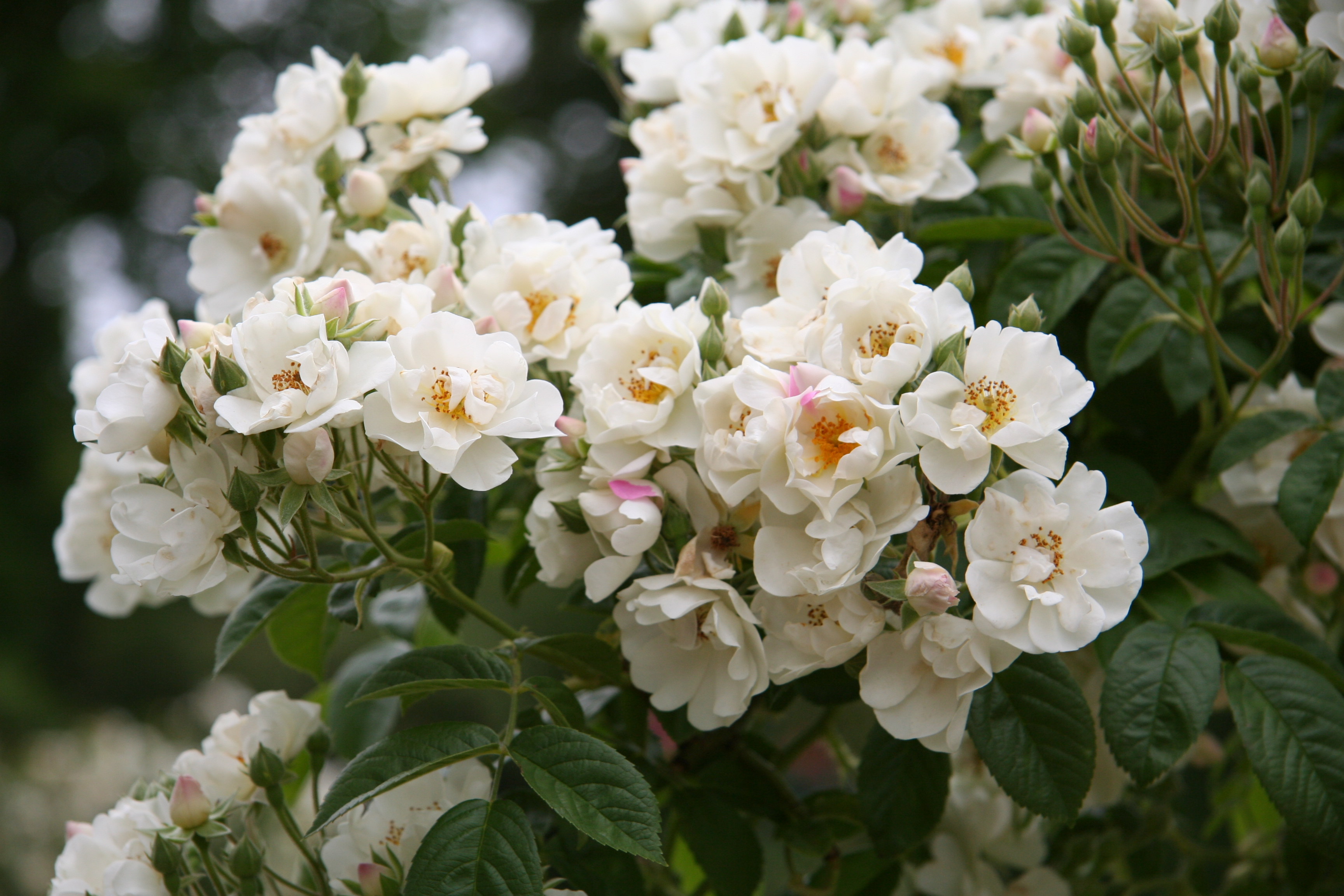
Thalia (Schmitt 1895)
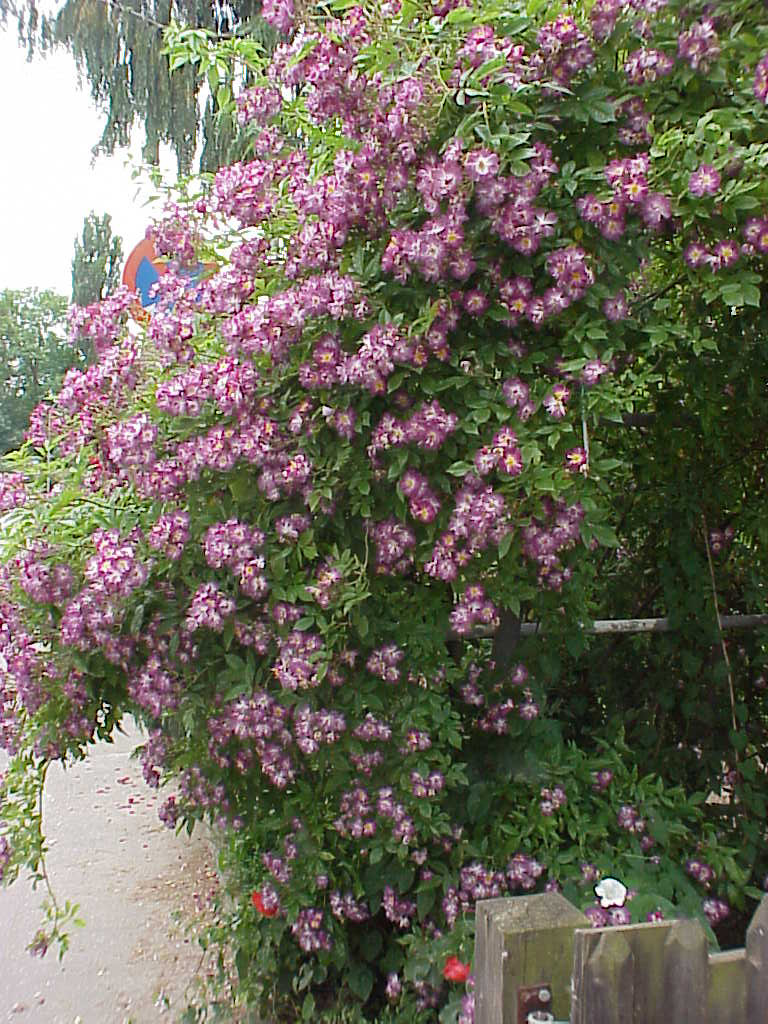
Veilchenblau (Schmidt 1909)
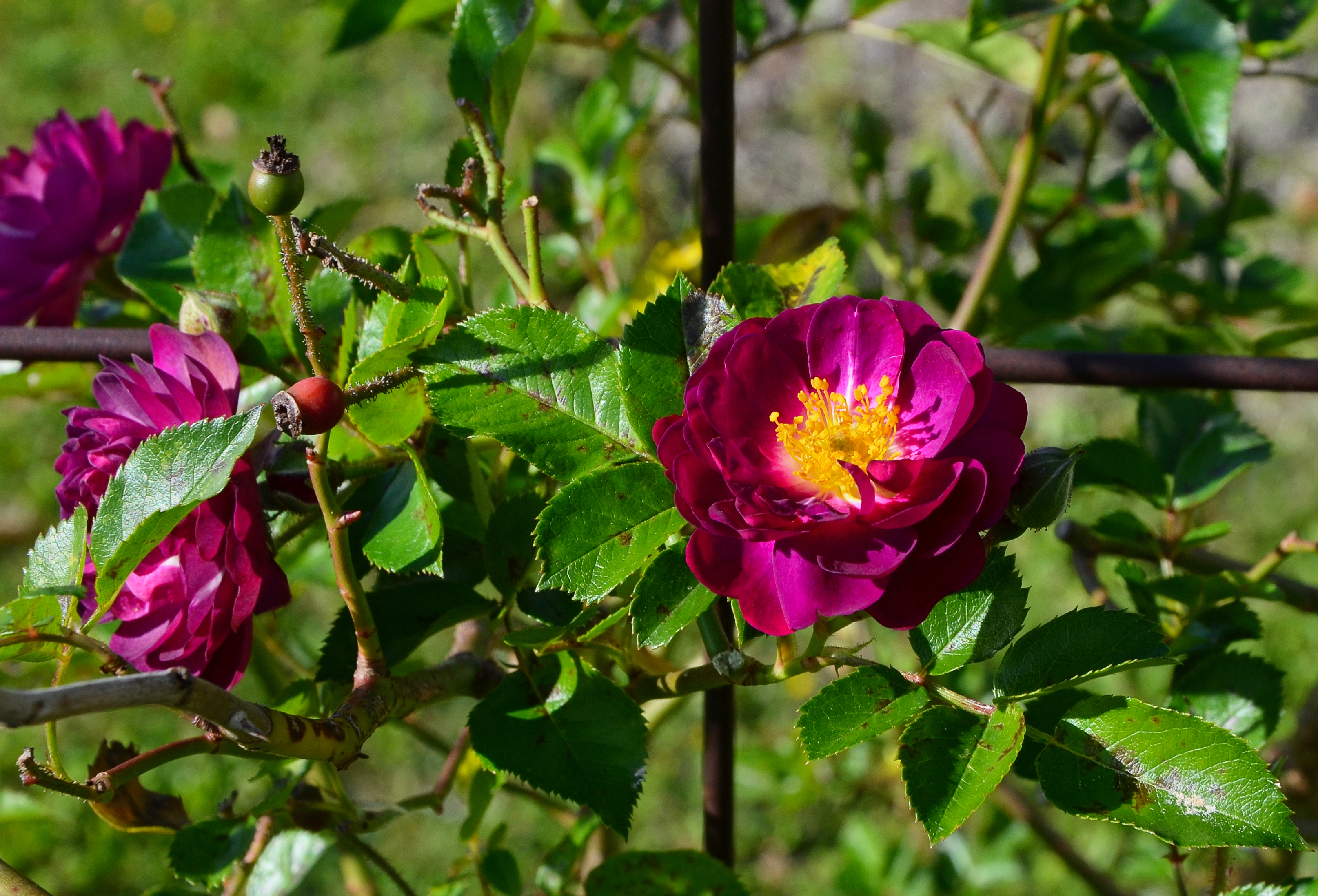
Violette (Turbat 1921)

## Wichurana-hybriden
Rosa wichurana (vroeger R. luciae var. wichuraiana en R. wichuraiana genoemd) komt van nature voor in Japan, Oost-China en Korea en is daar een bodembedekkende roos met tot 5 m lange, kruipende takken. In streken met een zacht klimaat is ze semi-groenblijvend en wordt ook memorial rose genoemd. Ze werd in 1896 op naam gesteld door de Belgische botanicus François Crépin in het Bulletin van de Koninklijke Belgische Botanische Vereniging. Ze is benoemd naar de Duitse botanicus Max Ernst Wichura (1817–1866) die de roos van een diplomatieke missie uit Japan meebracht. Als eerste kweekte de Franse rozenkweker René Barbier hiermee verschillende soorten ramblerrozen.

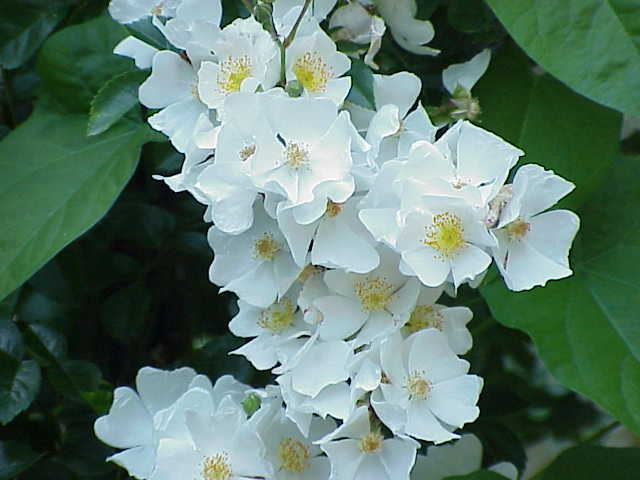
R. wichurana (F. Crépin 1896)
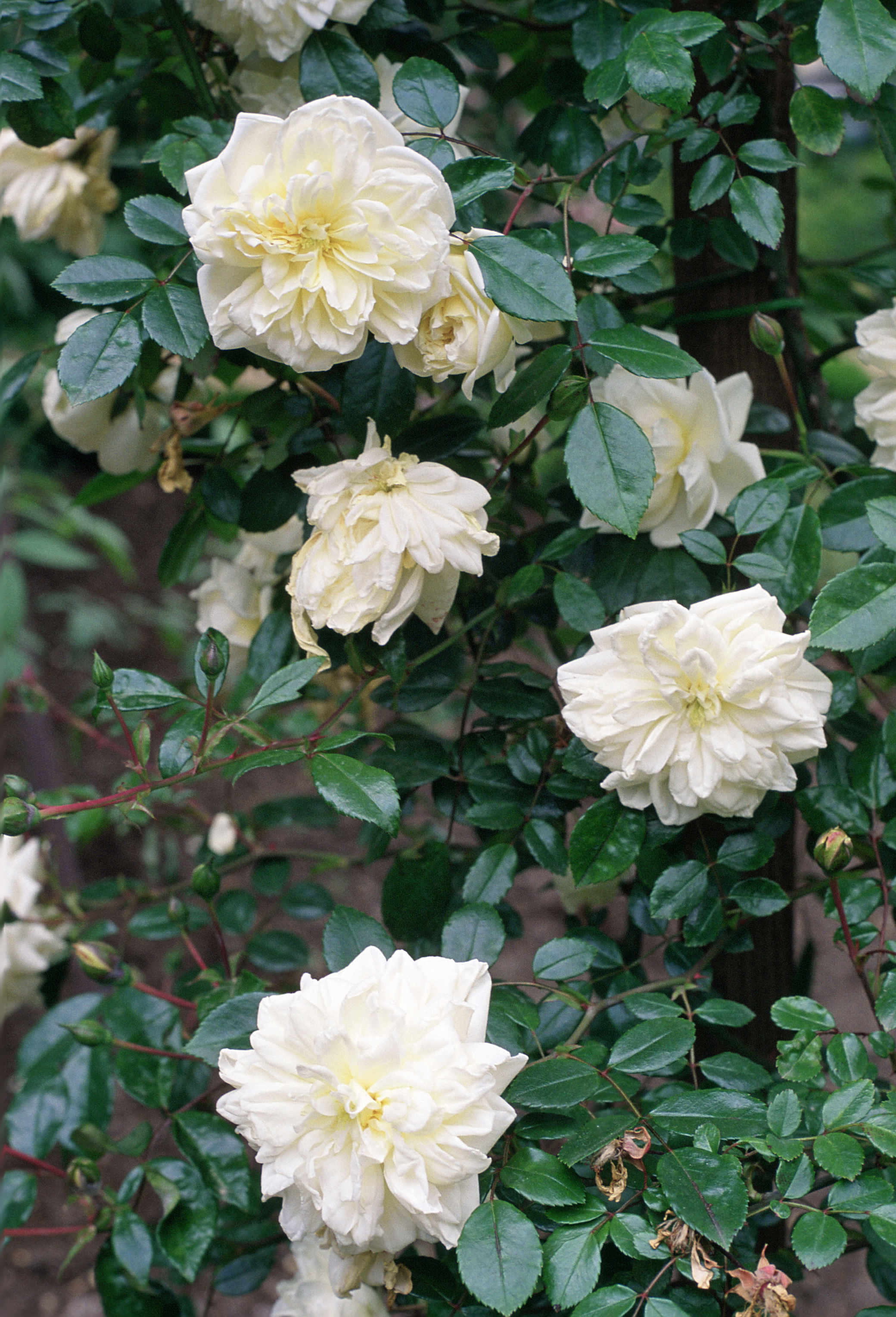
Albéric Barbier (Barbier 1900)
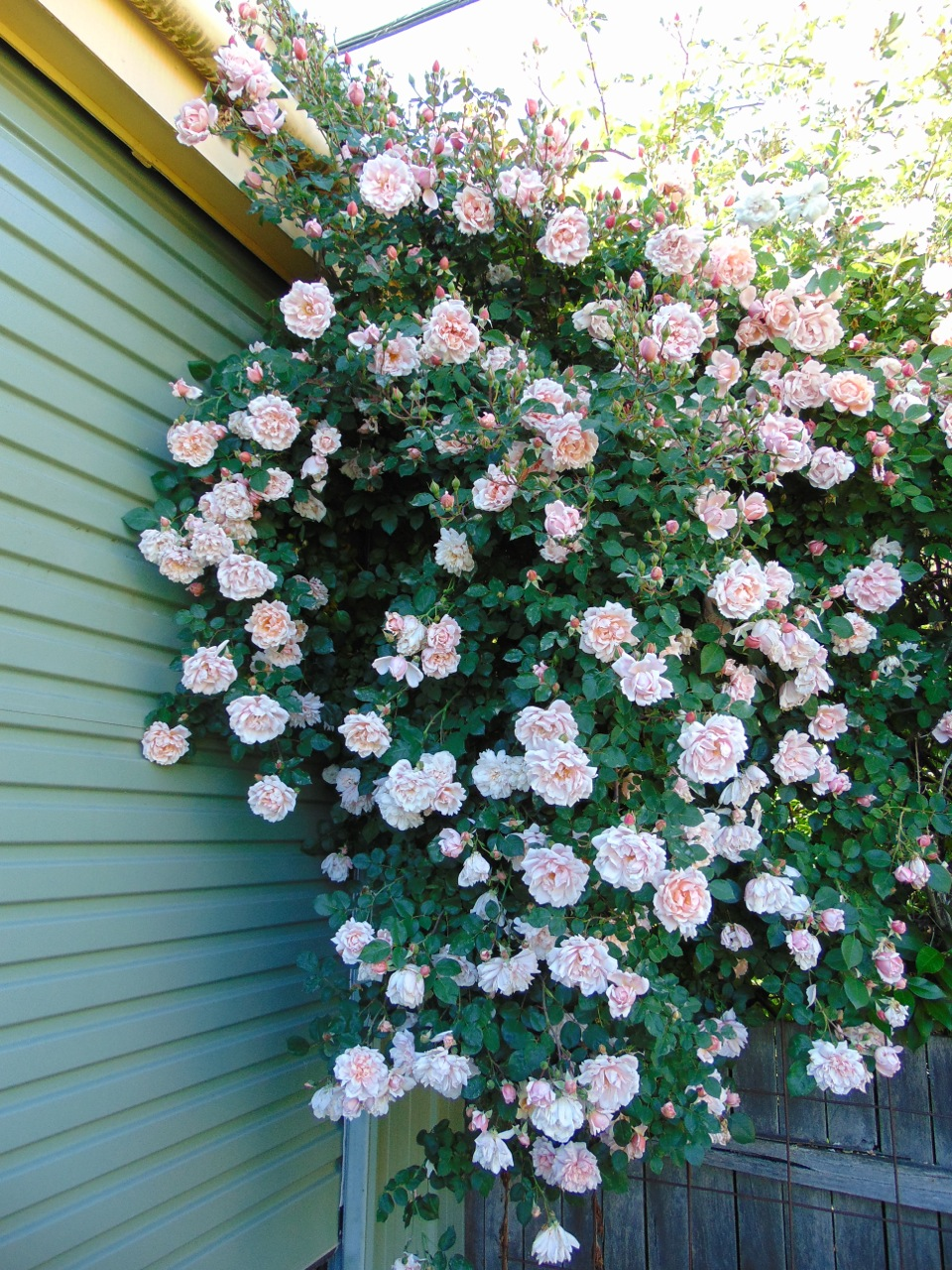
Albertine (Barbier 1921)
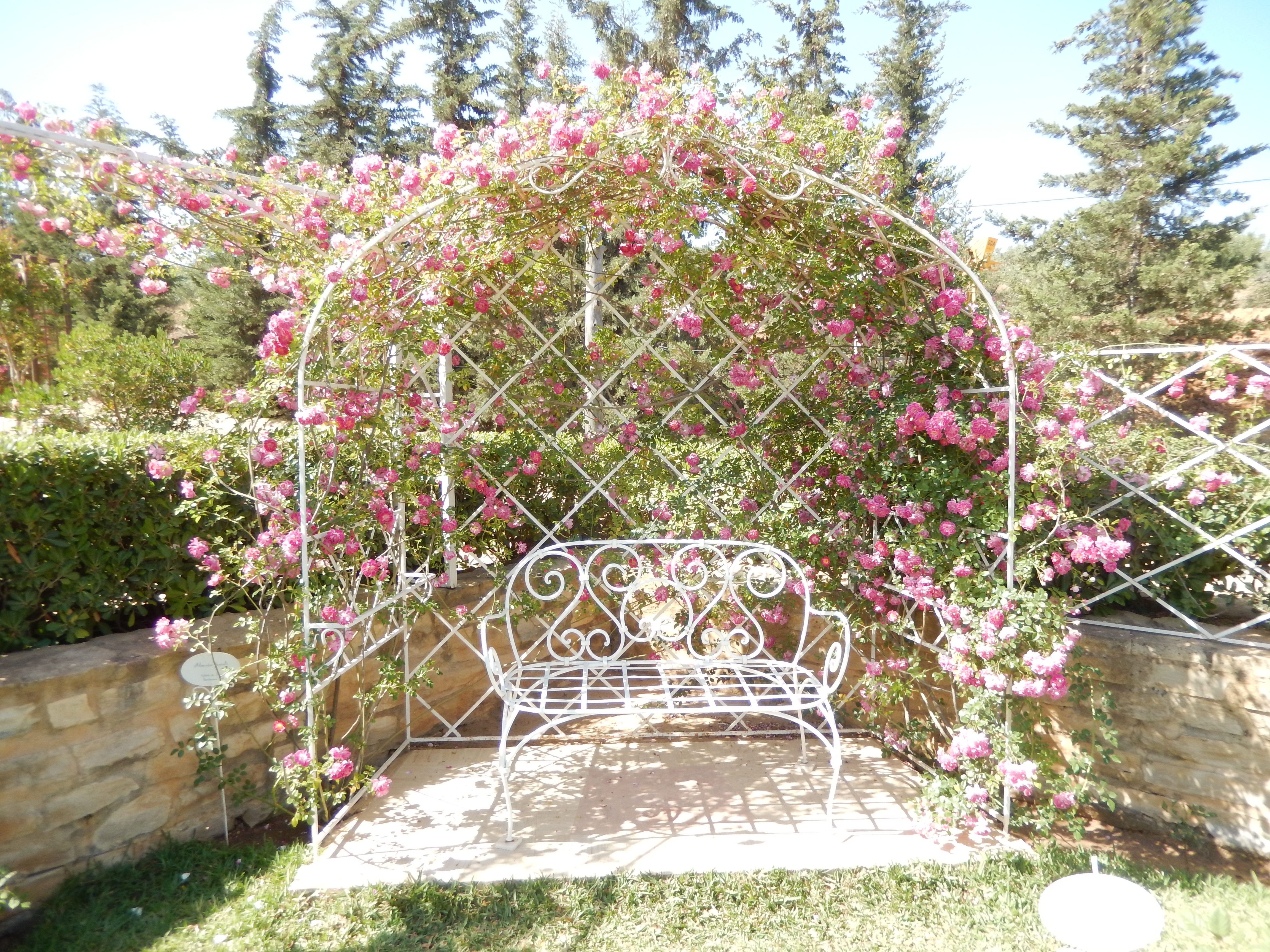
Alexandre Girault (Barbier 1909)
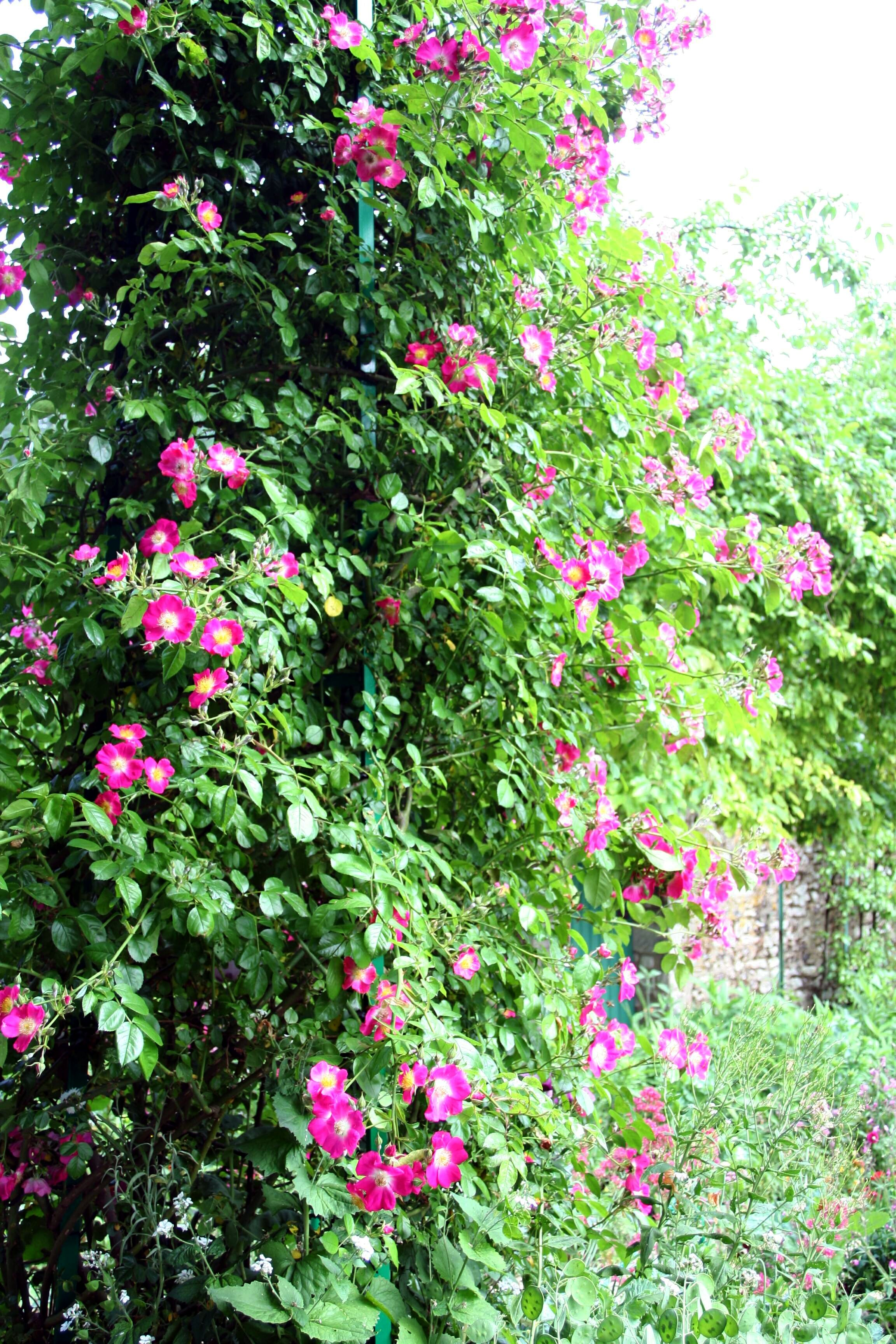
American Pillar (Van Fleet 1902)
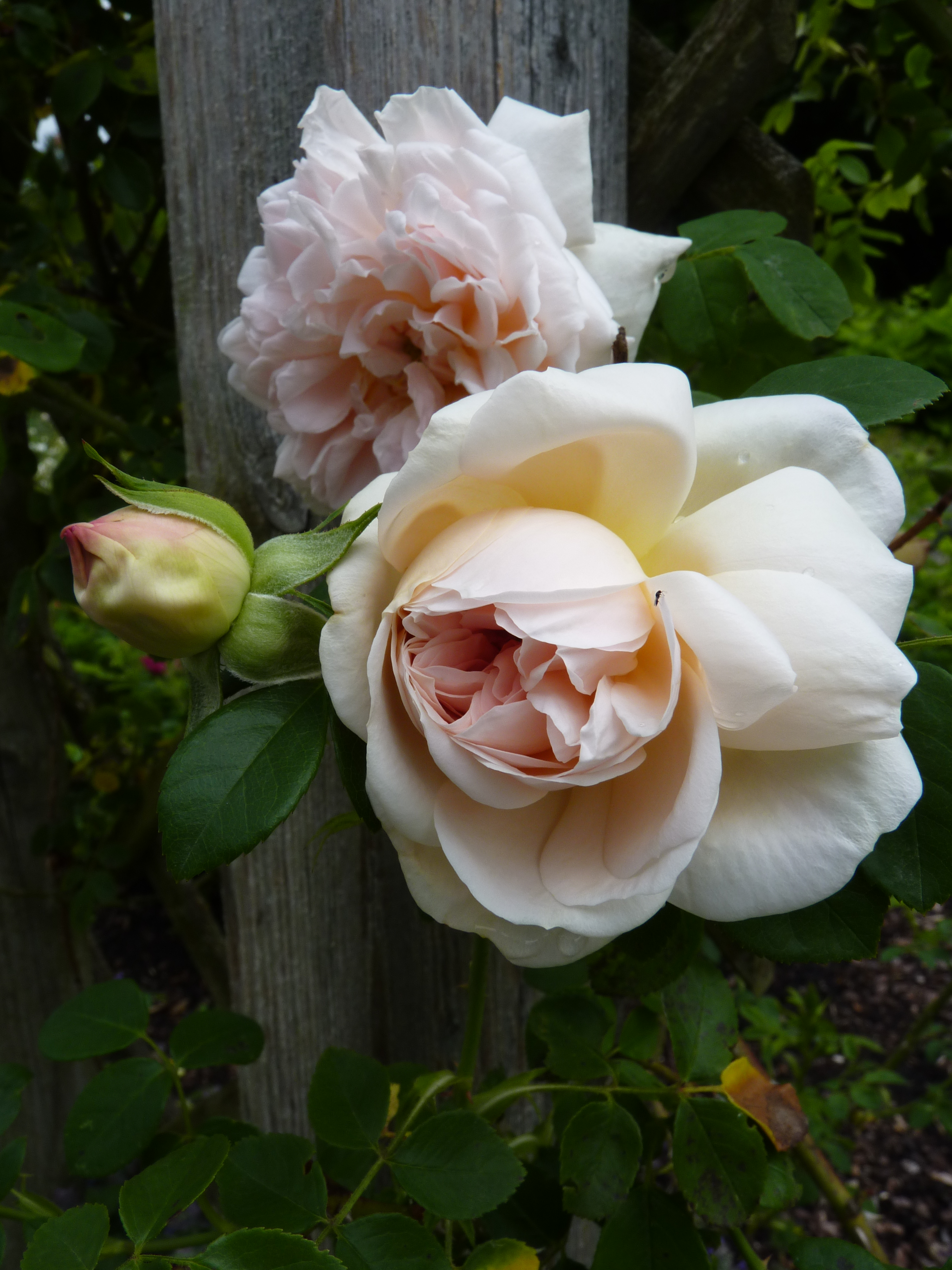
Breeze Hill (Van Fleet 1926)
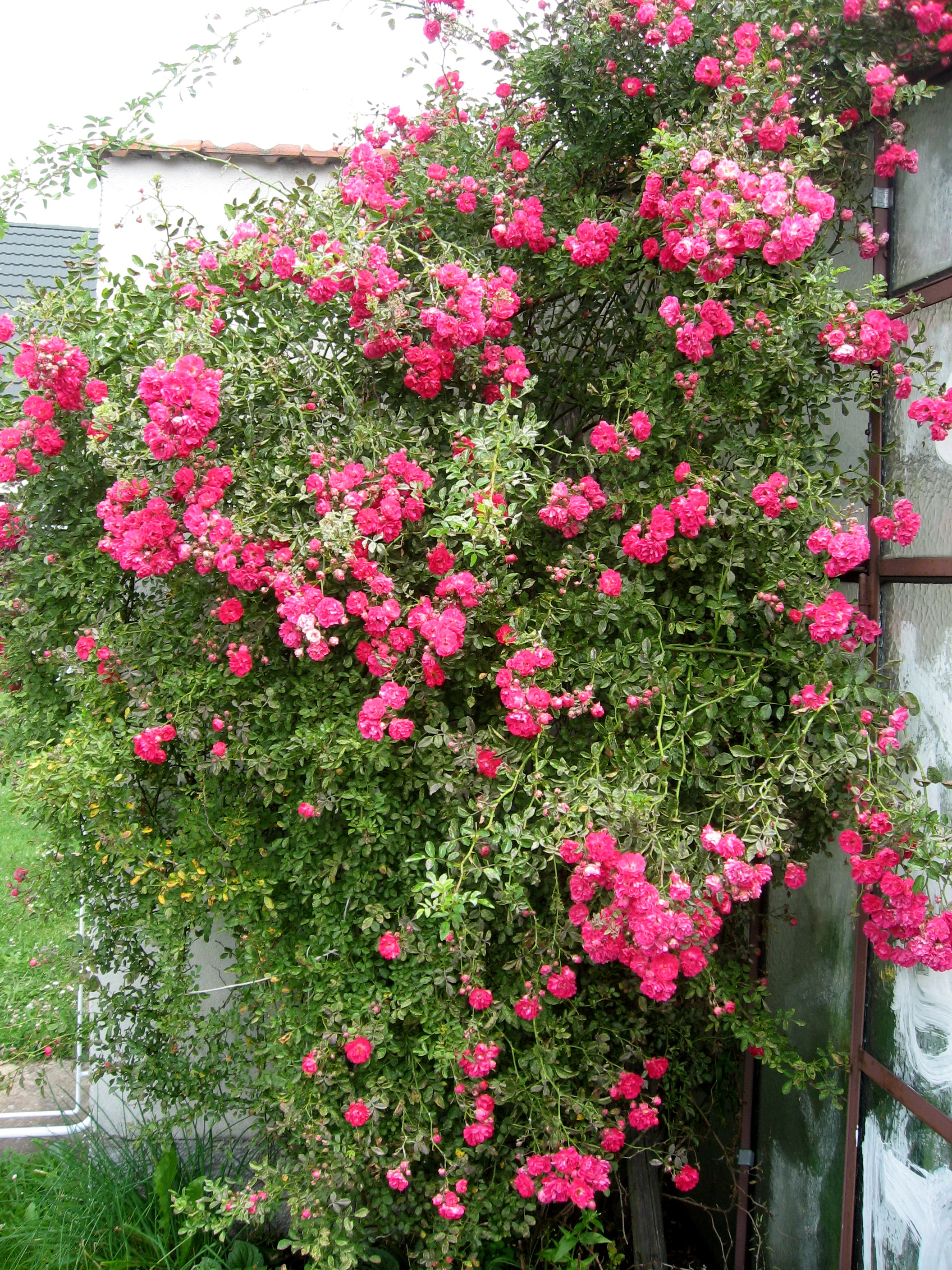
Dorothy Perkins (Perkins 1901)
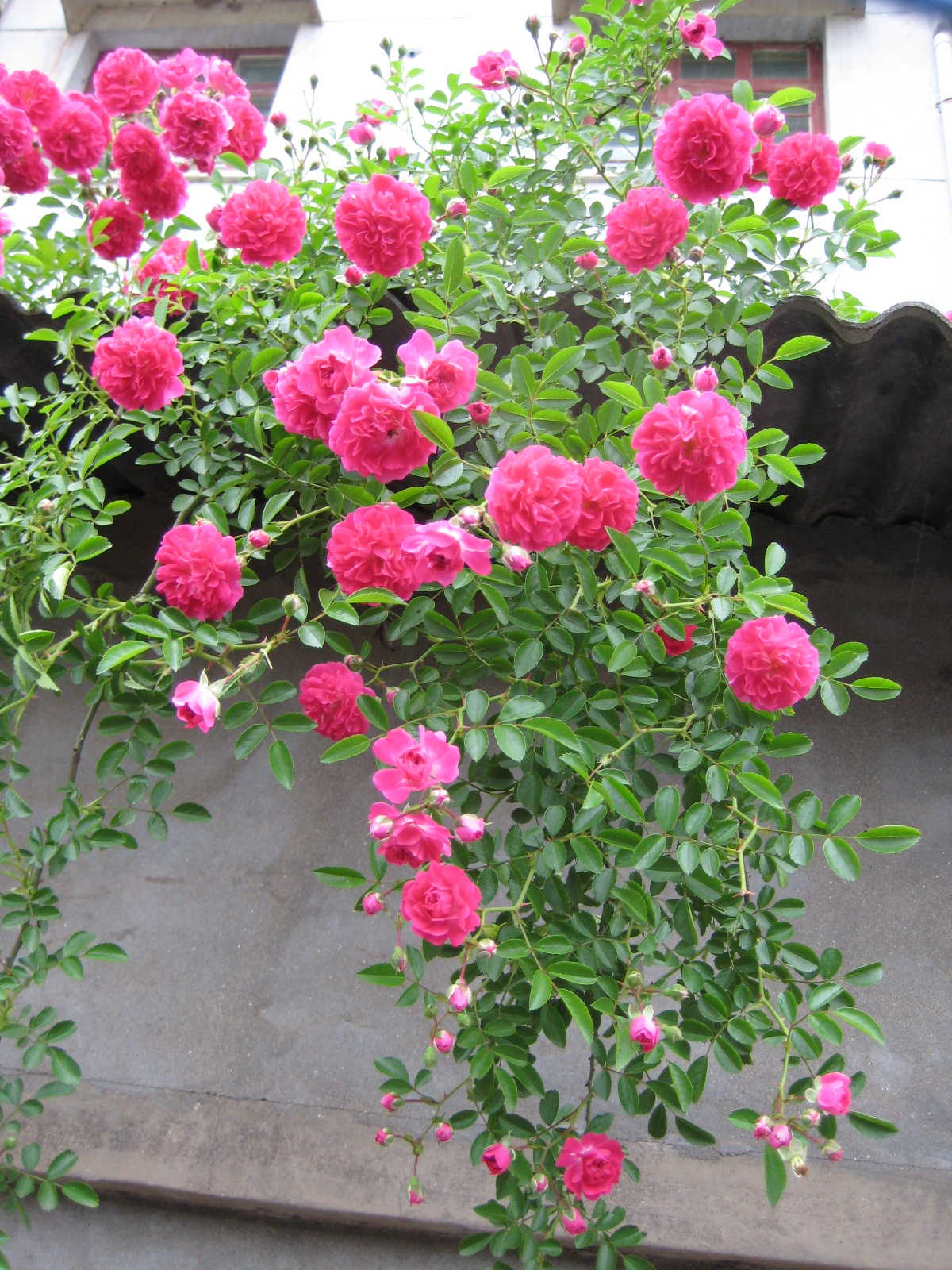
Excelsa (Walsh 1908)
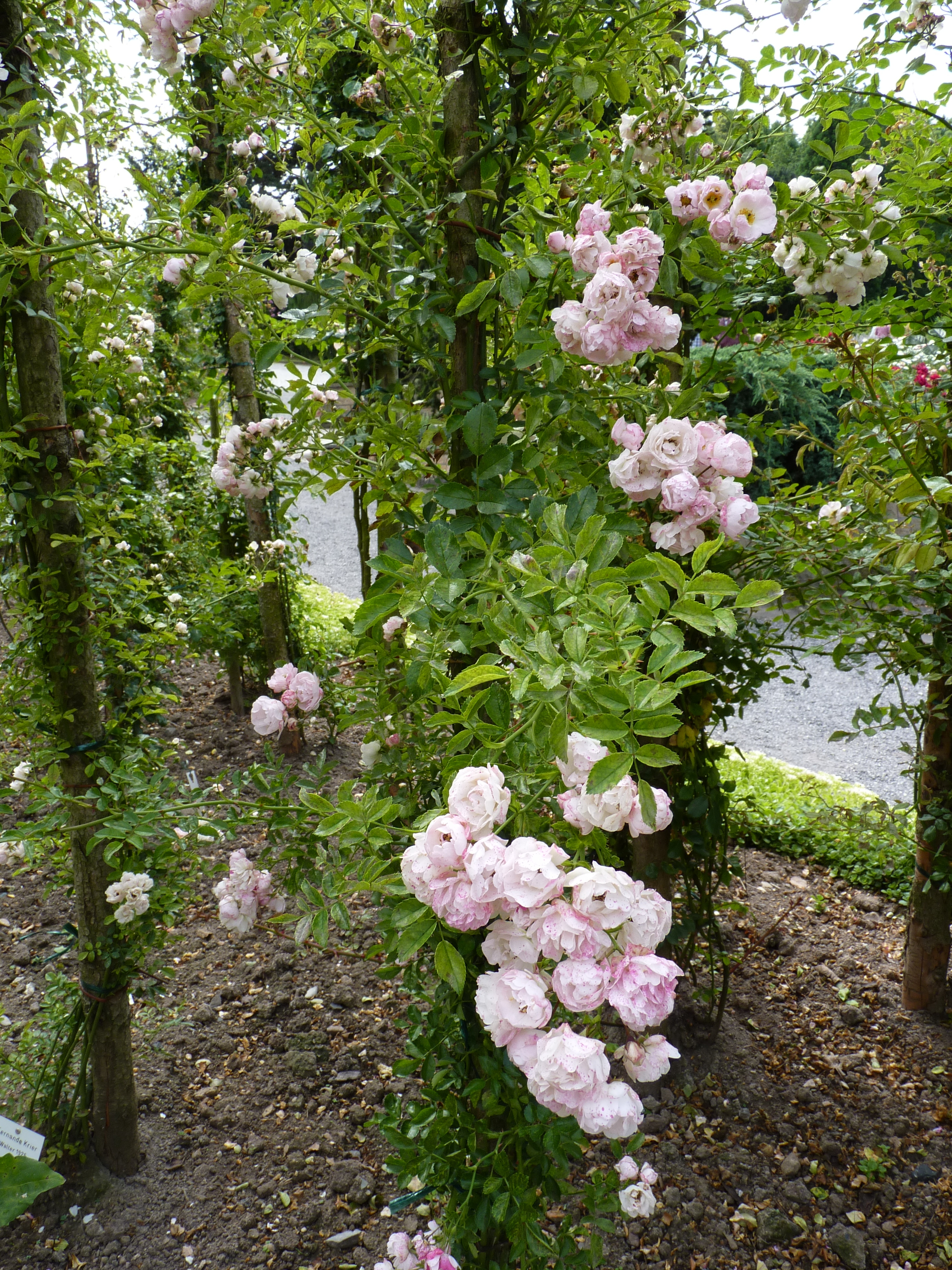
Fernande Krier (Walter 1925)
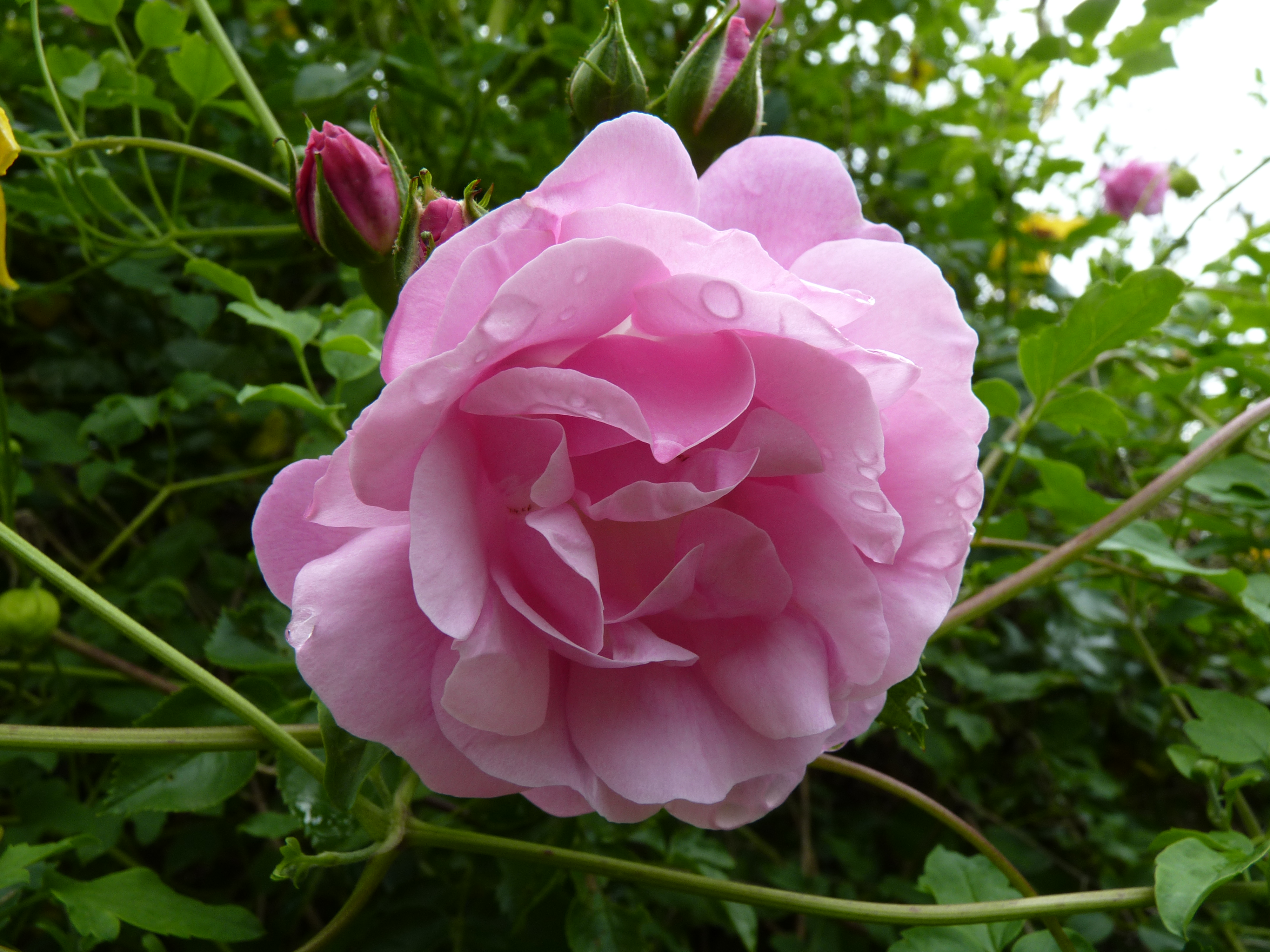
Fragezeichen (Böttner 1910)
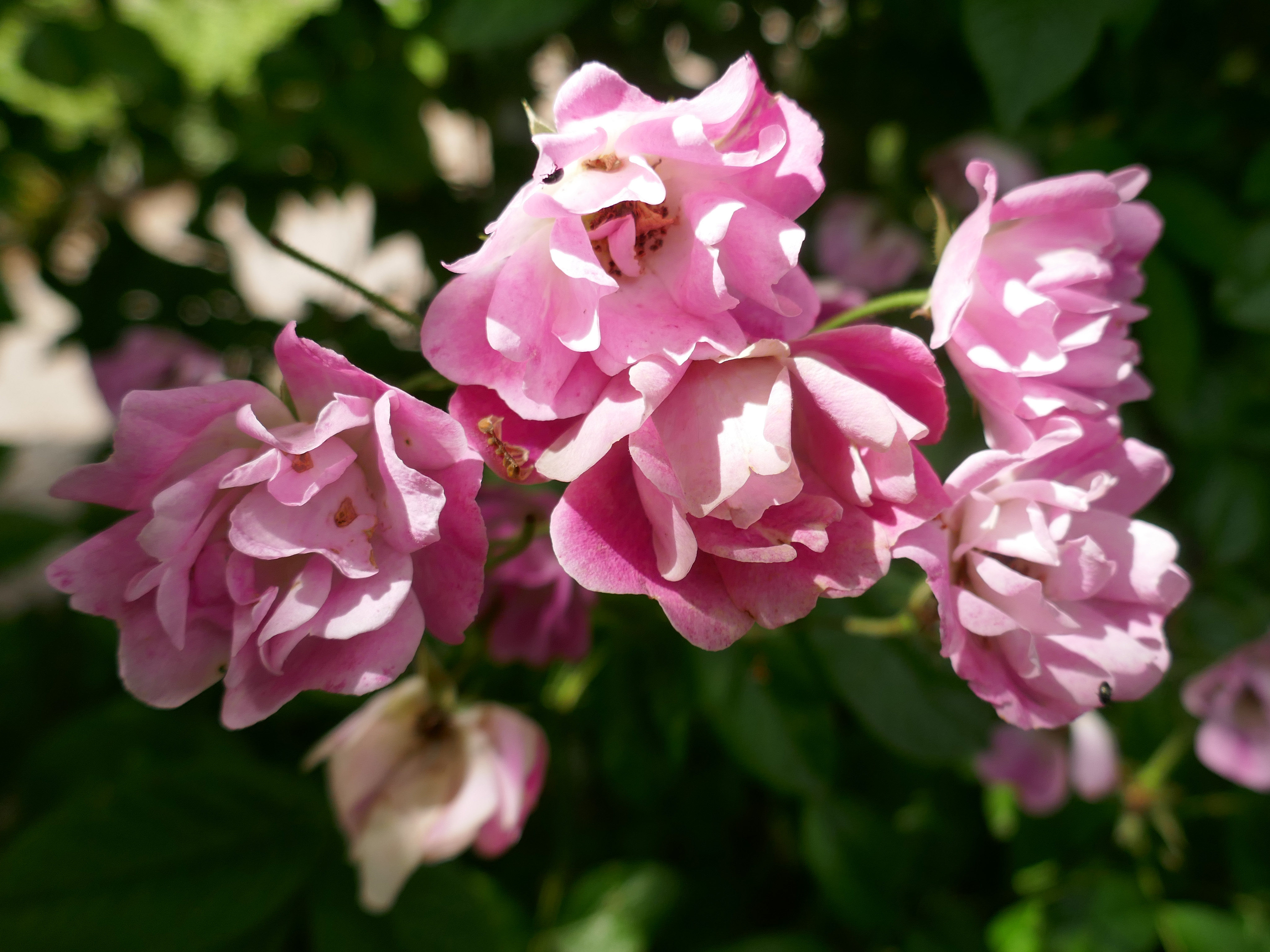
Francis (Fauque 1908)
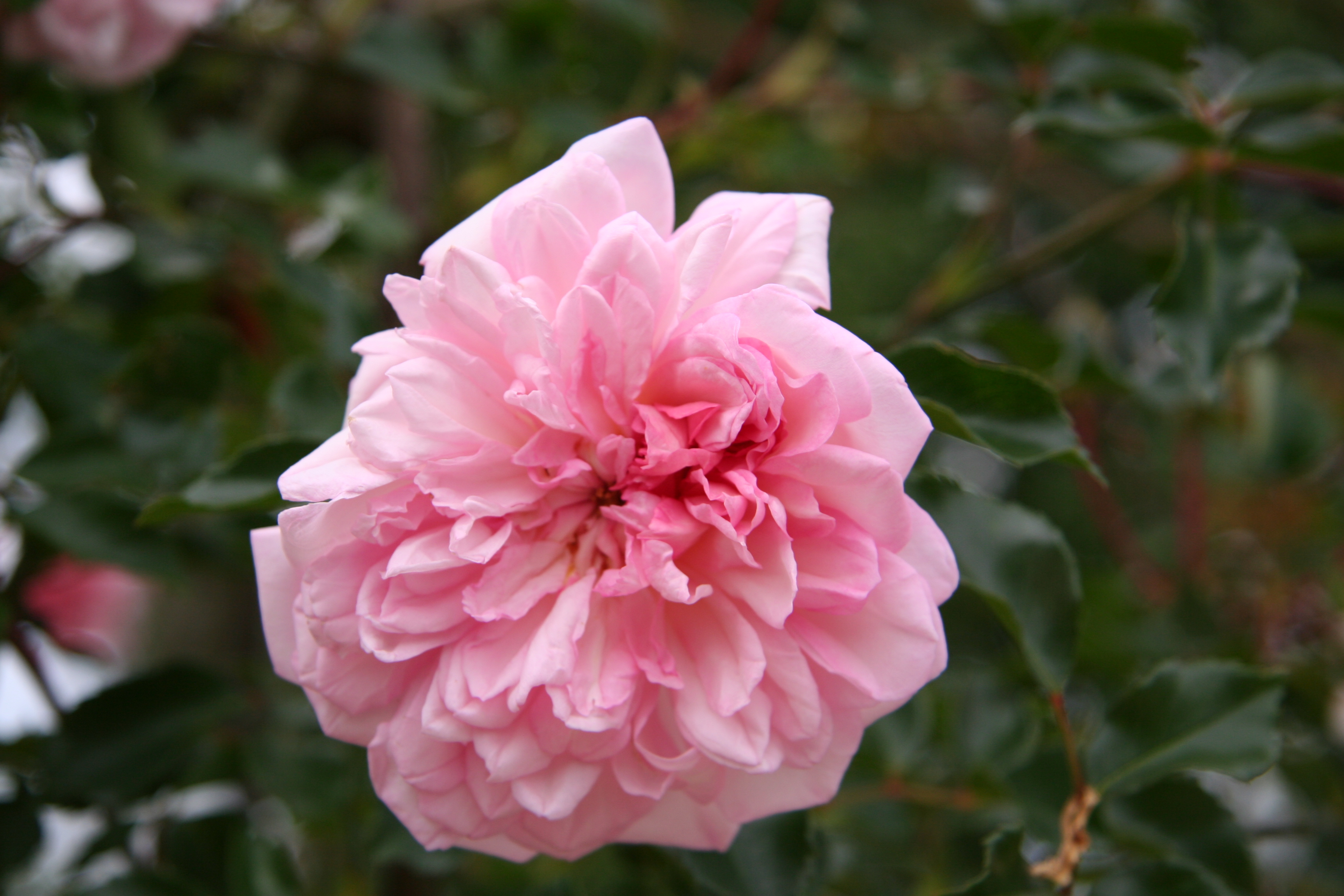
François Juranville (Barbier 1906)
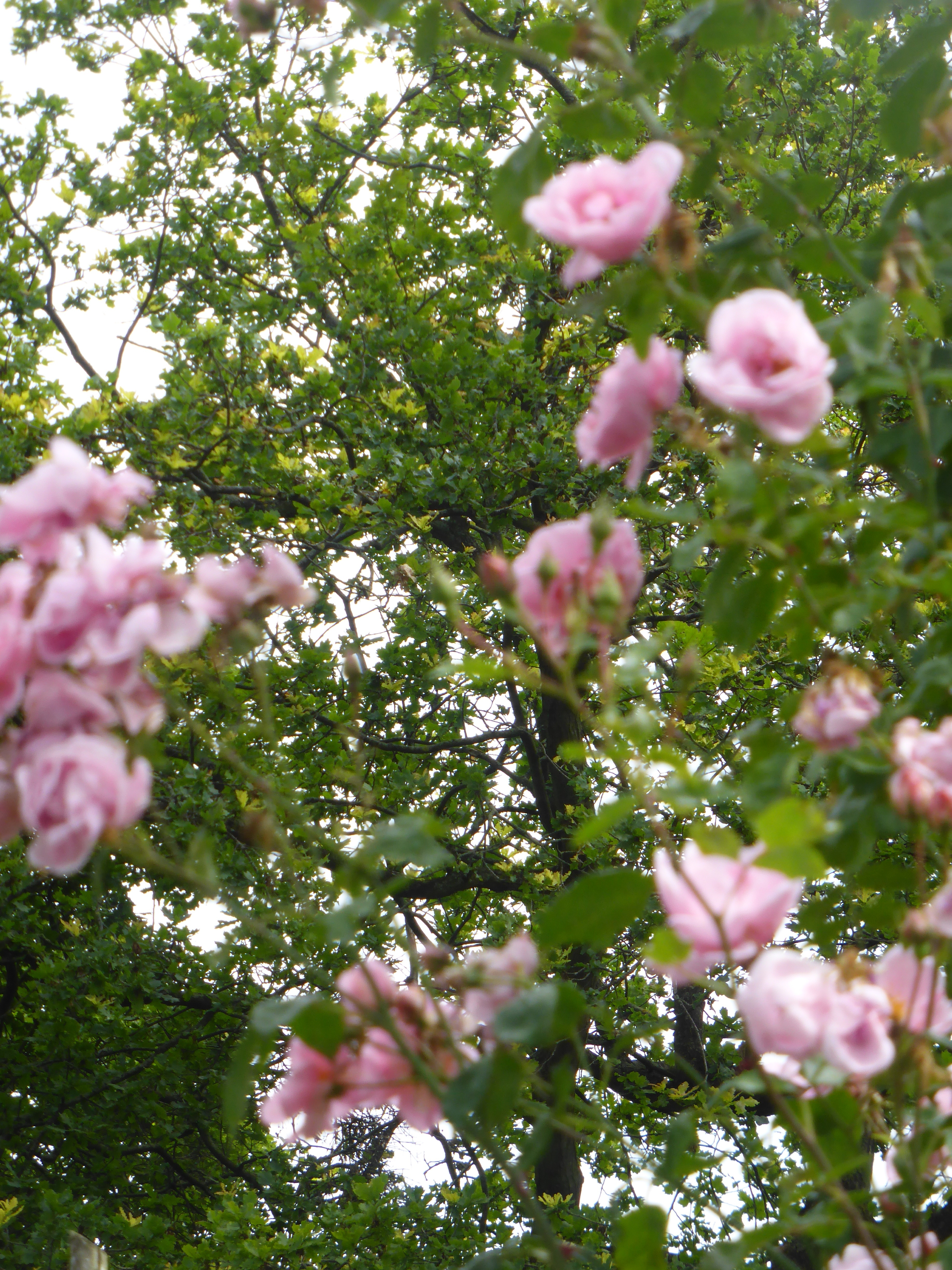
Frau Liesel Brauer (Thönges 1938)
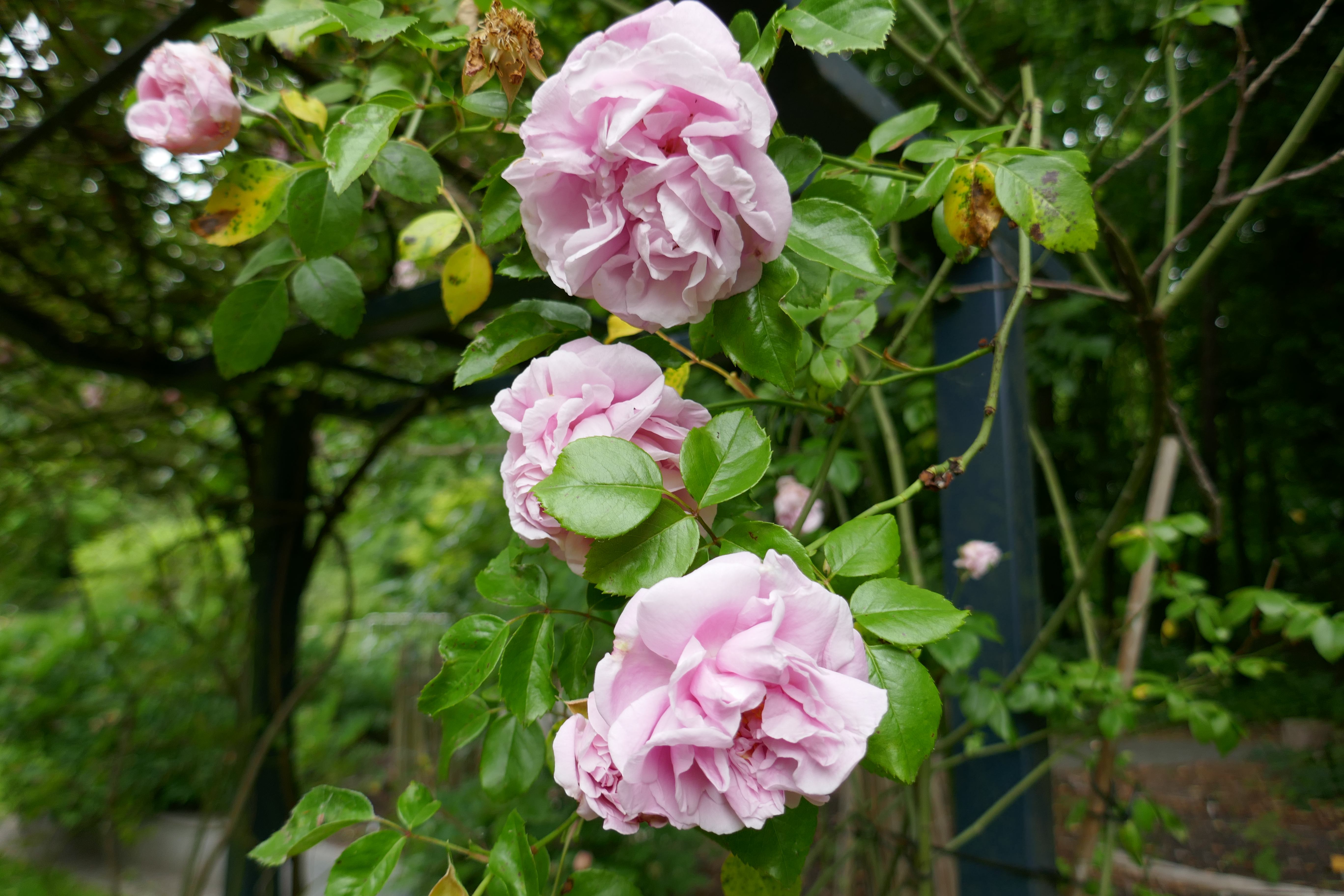
Gerbe Rose (Fauque 1904)
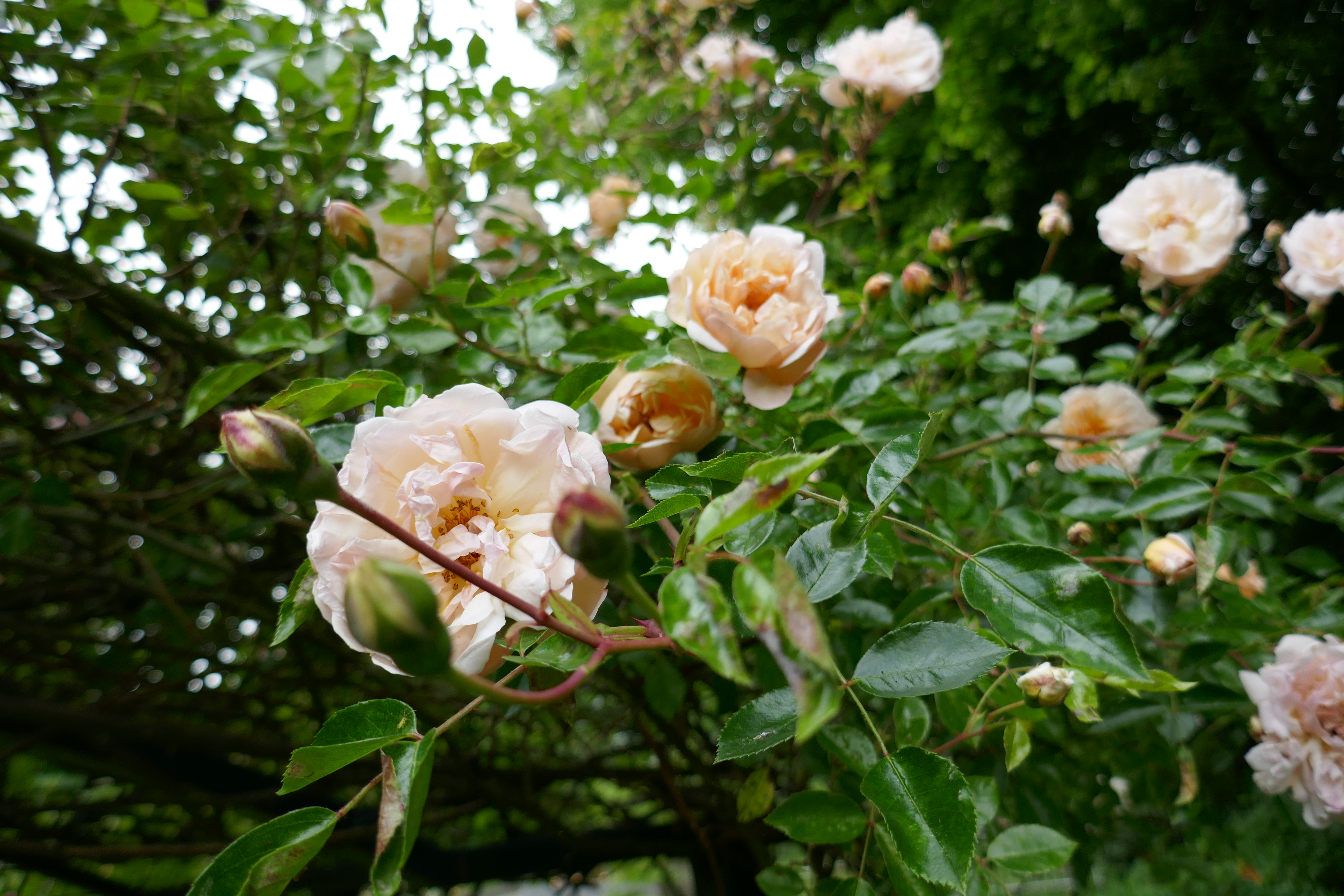
Léontine Gervais (Barbier 1903)
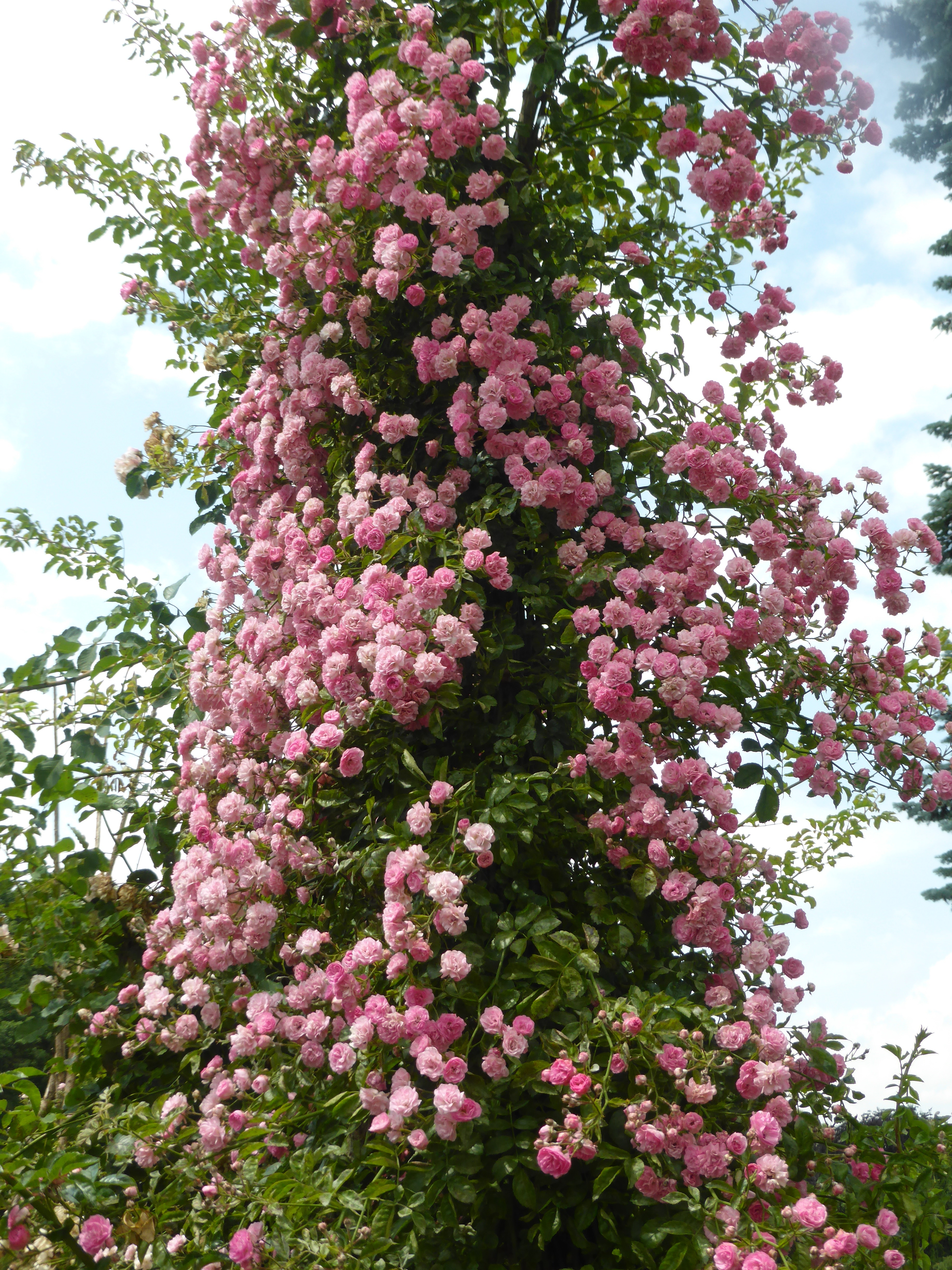
Minnehaha (Walsh 1904)
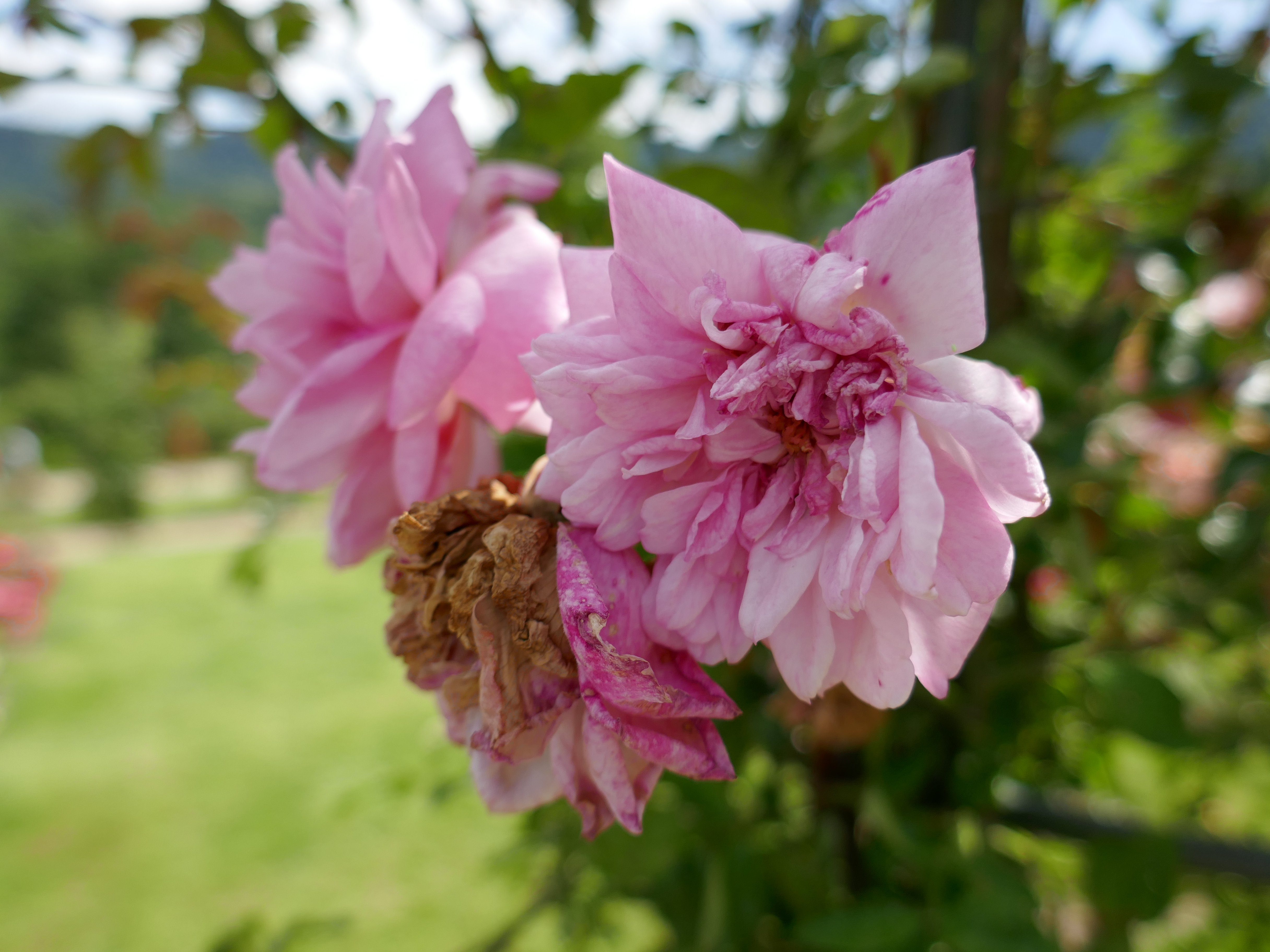
Paul Noël (Tanne 1913)
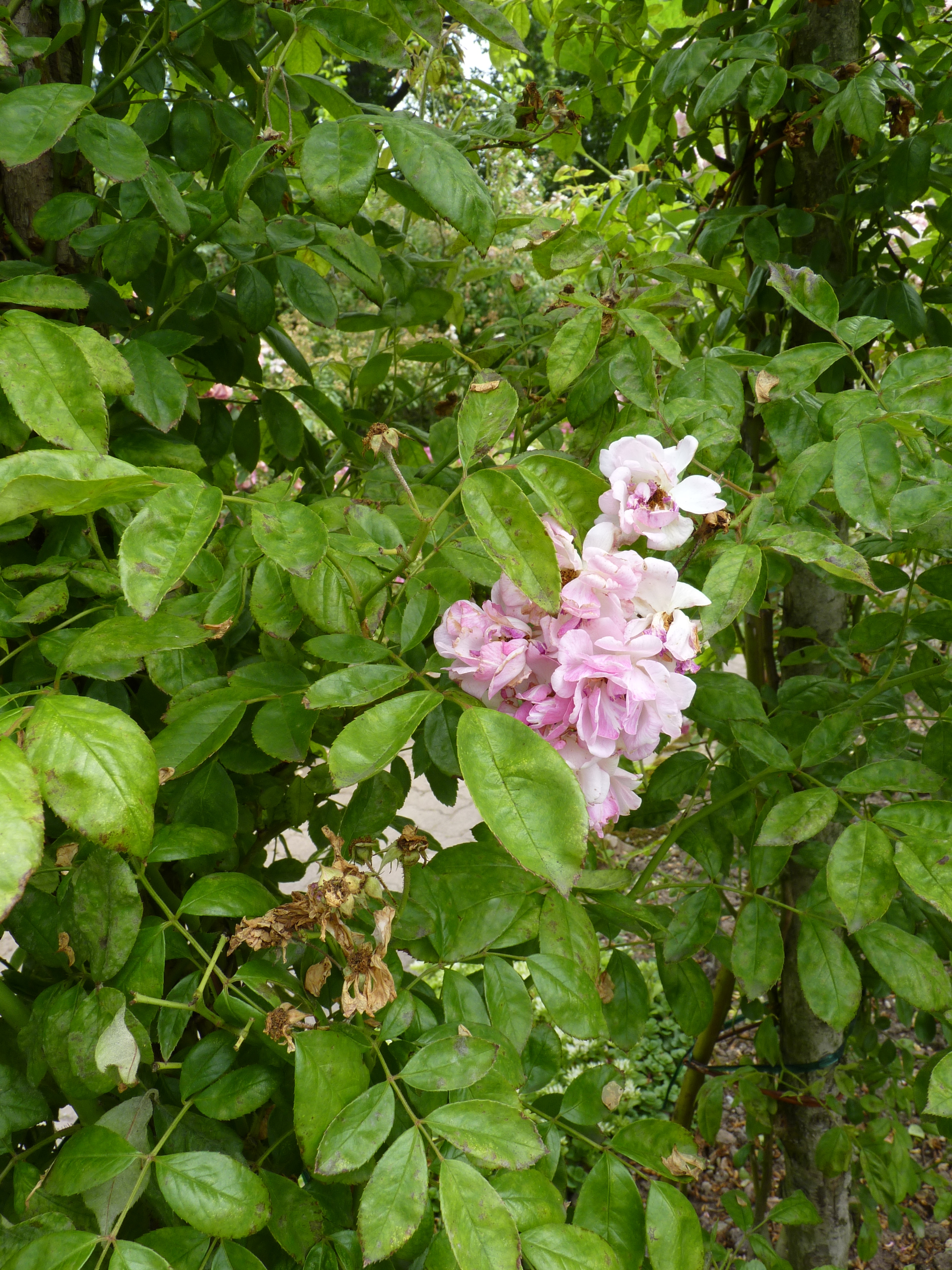
Professor C. S. Sargent (Hoopes & Thomas 1903)
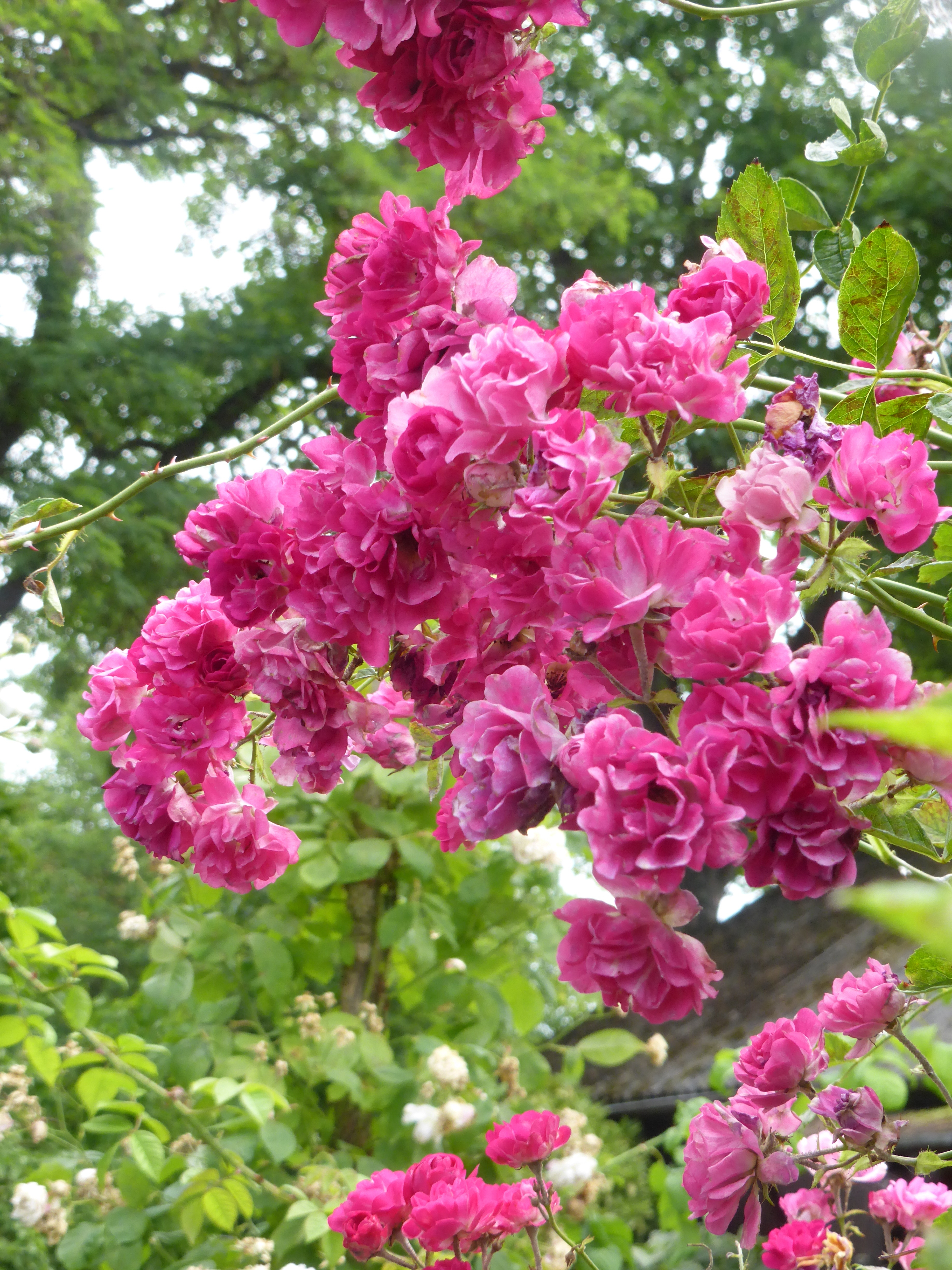
Purpurtraum (Kayser & Seibert 1922)
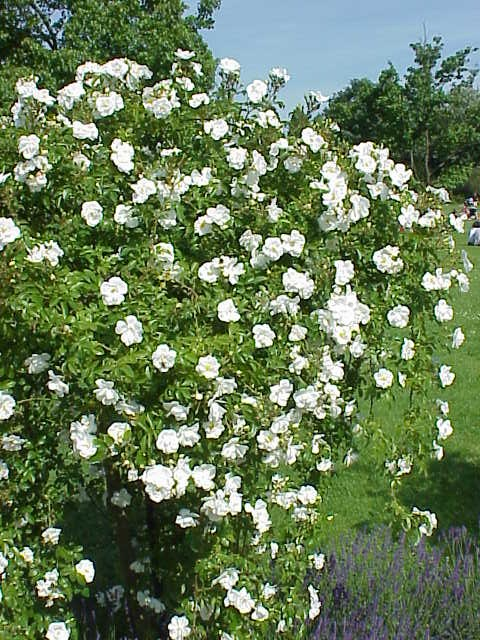
Sanders White Rambler (Sander 1912)
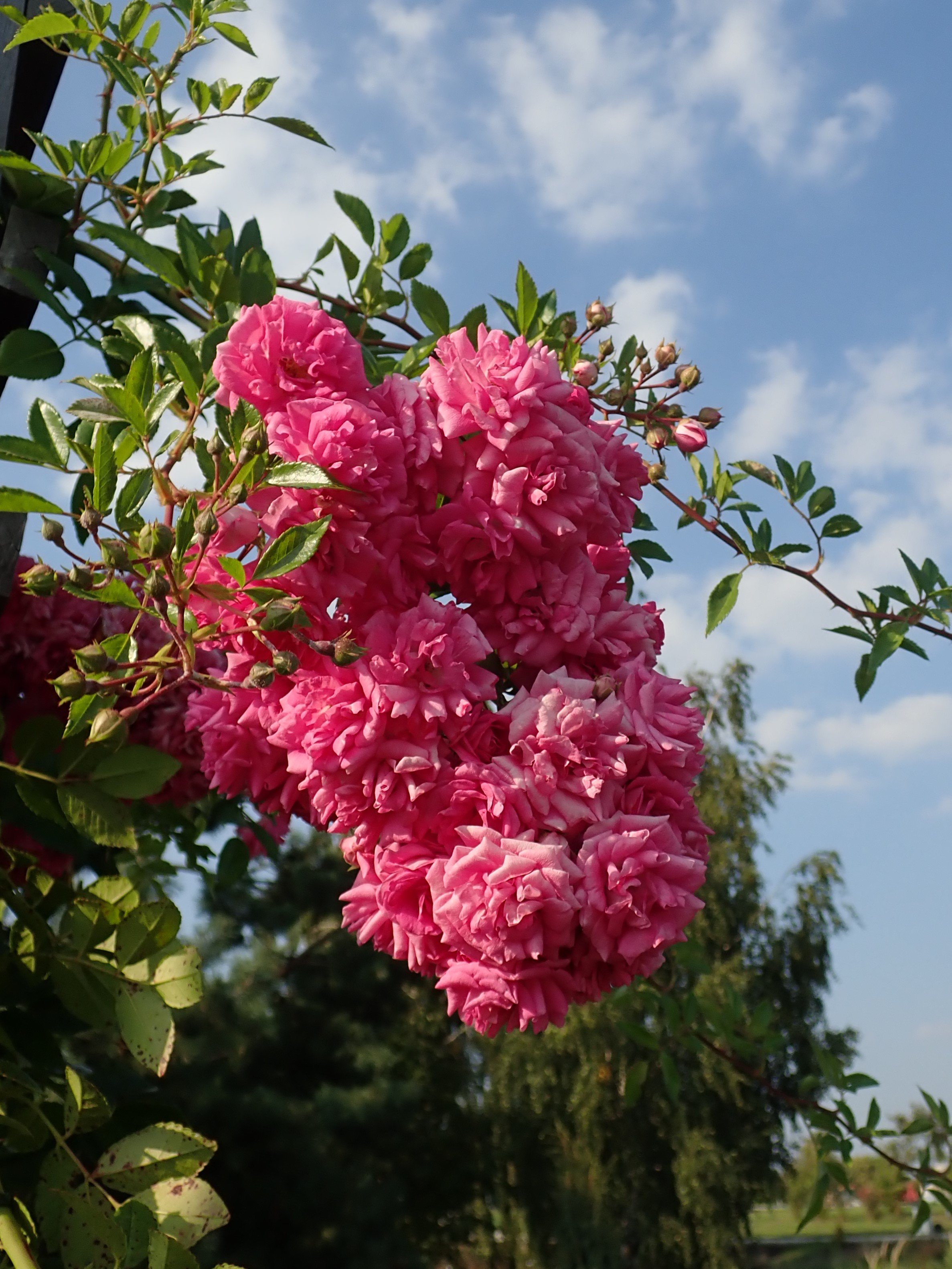
Super Dorothy (Hetzel 1986)
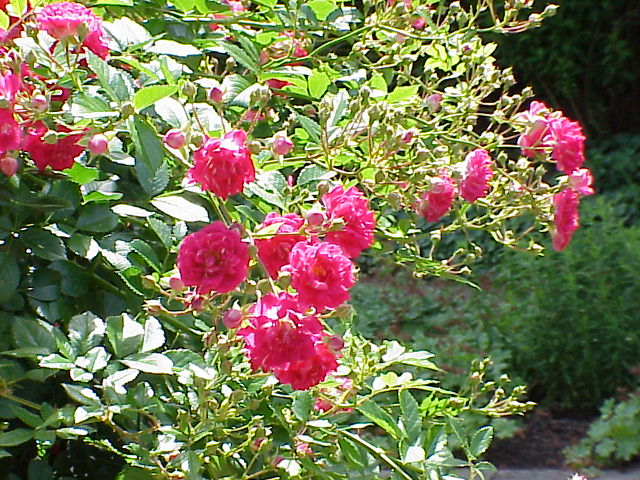
Super Excelsa (Hetzel 1986)
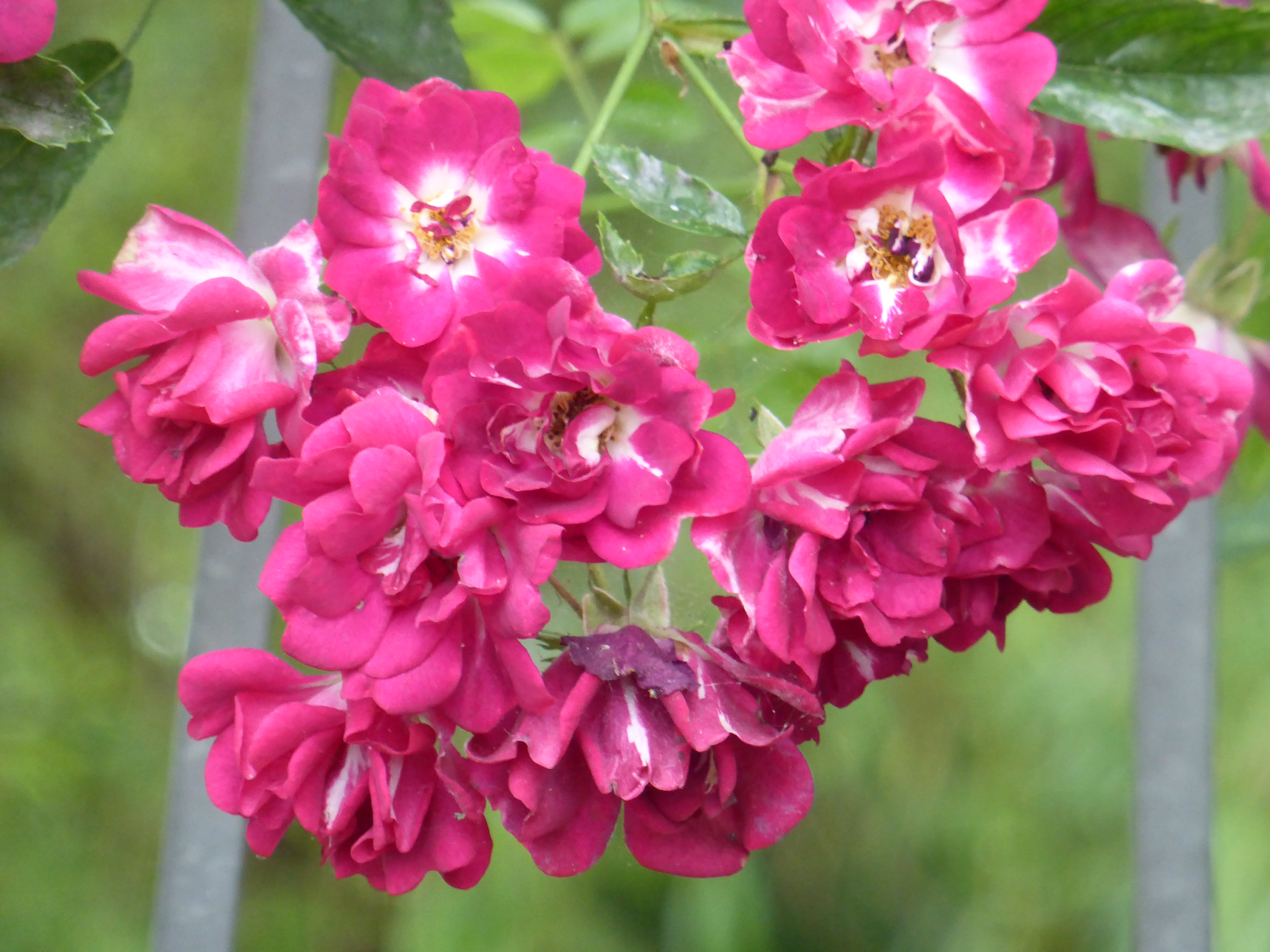
Troubadour (Walsh 1910)

## Kruisingen met Turner's Crimson Rambler
De karmozijnrode Chinese hybride tuinroos Crimson Rambler kwam in 1878 vanuit Japan naar Europa en is vermoedelijk een kruising tussen R. multiflora, R. wichurana en R. chinensis. In het oorsprongsland China is ze onder de naam Shí jiěmèi (tien zussen) en in Japan onder de naam Soukara-Ibara bekend. Arthur Turner, de zoon van Charles Turner van de koninklijke kwekerij in Slough, introduceerde deze roos in 1893 in Engeland onder de naam Turners Crimson Rambler. Ze was zo populair, dat al gauw de naam rambler voor al dit soort klimrozen in zwang raakte.

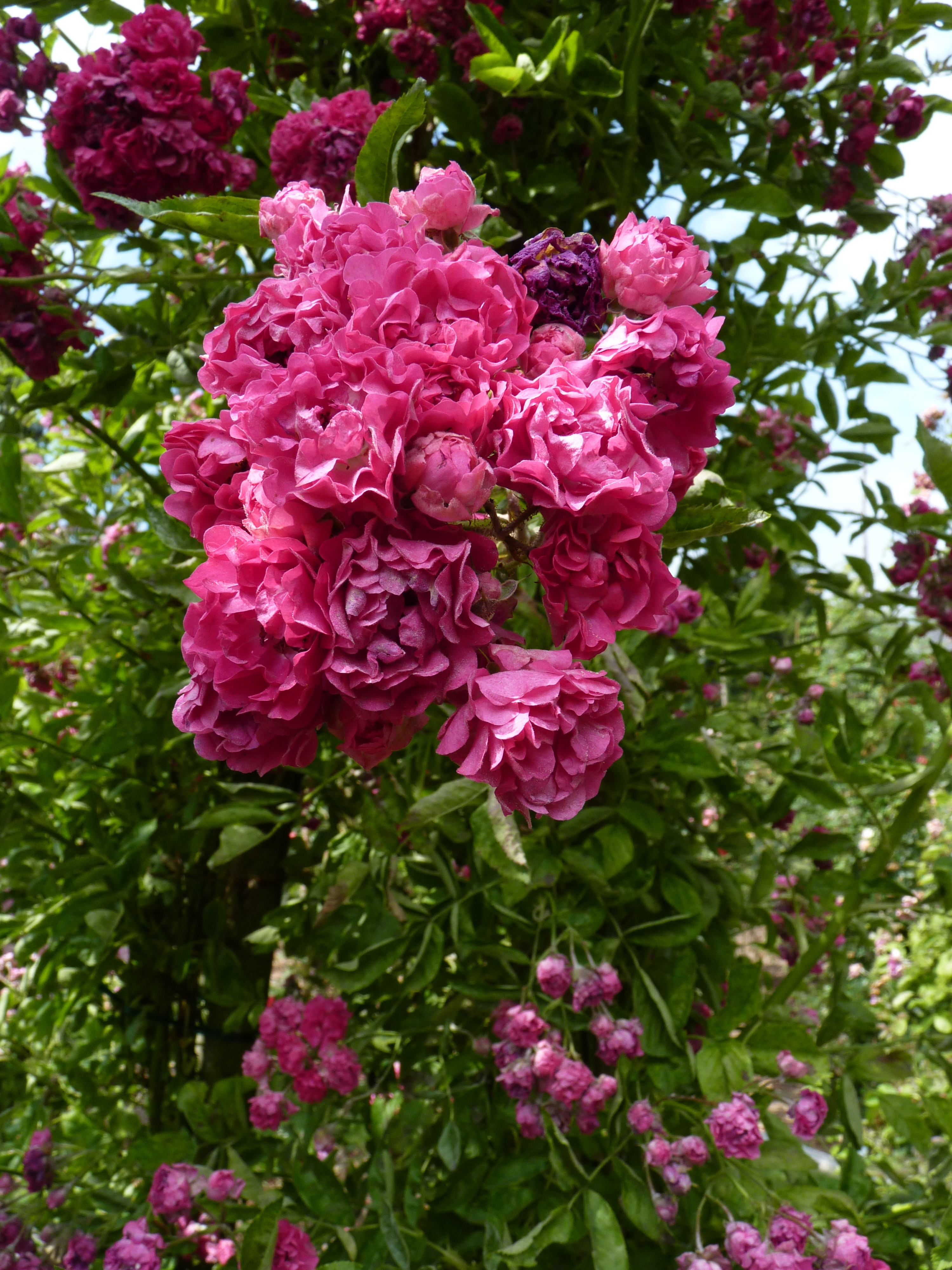
Crimson Rambler (Turner 1893)
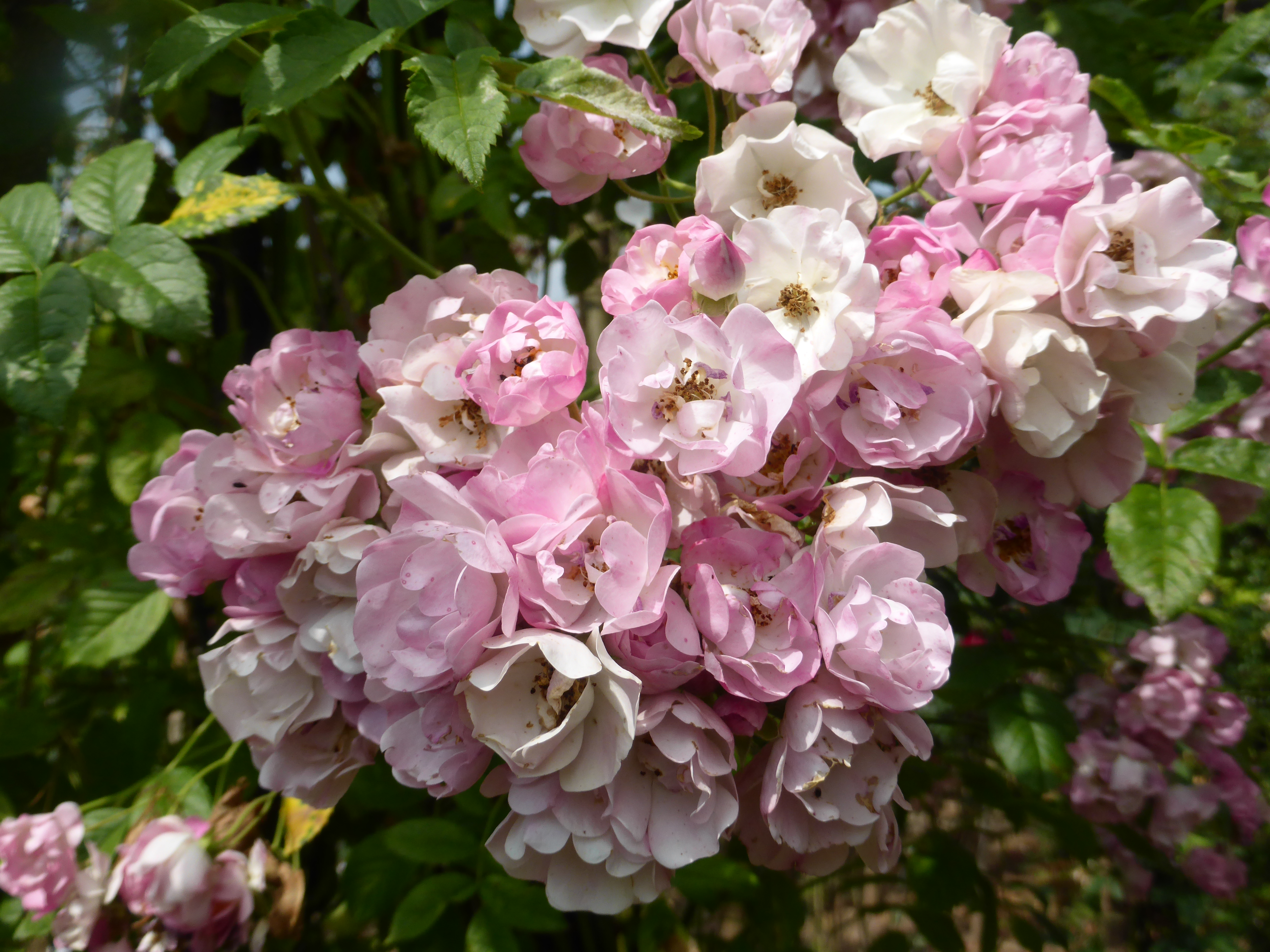
Blush Rambler (Cant 1903)
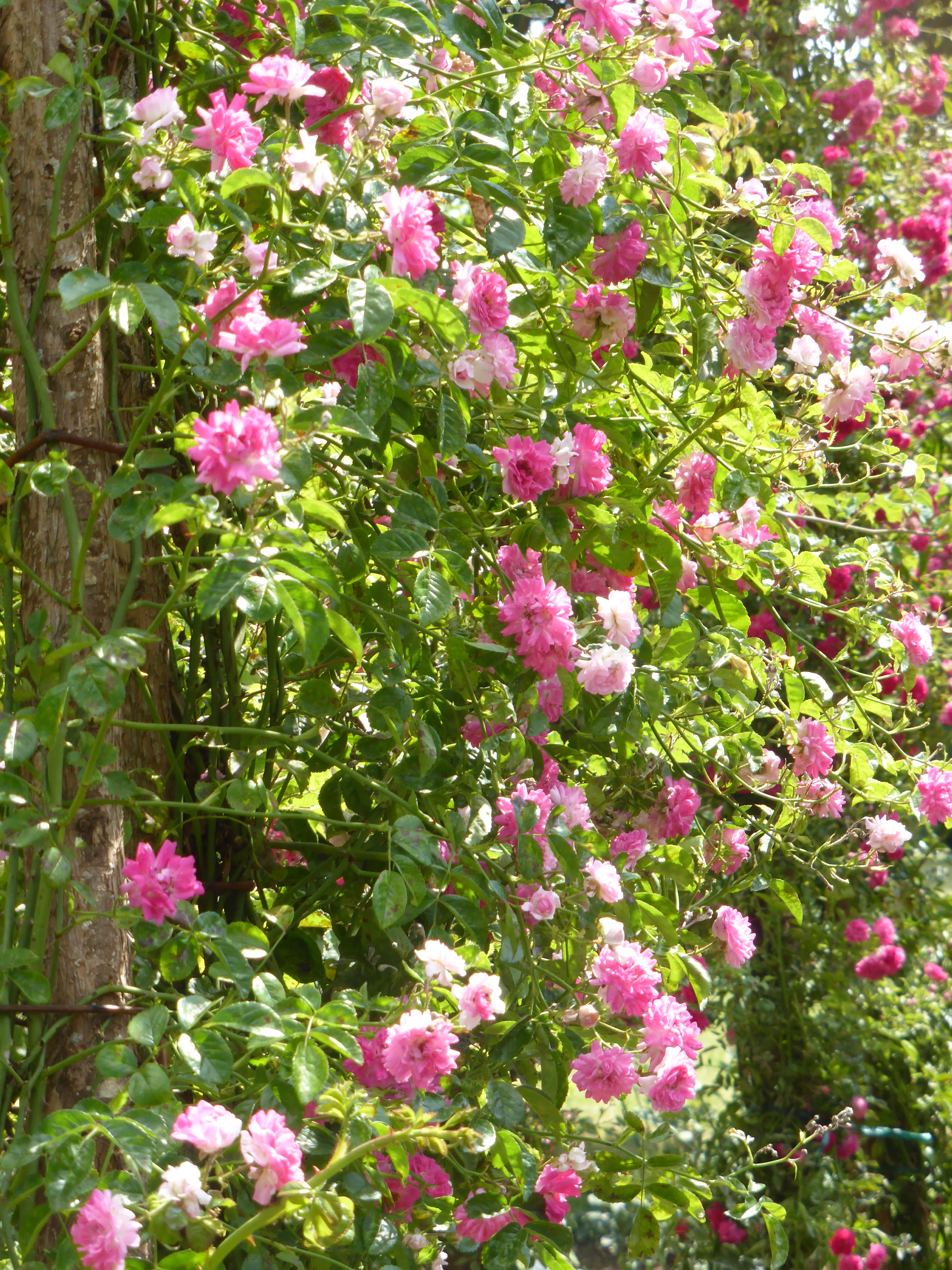
Cinderella (Walsh 1909)
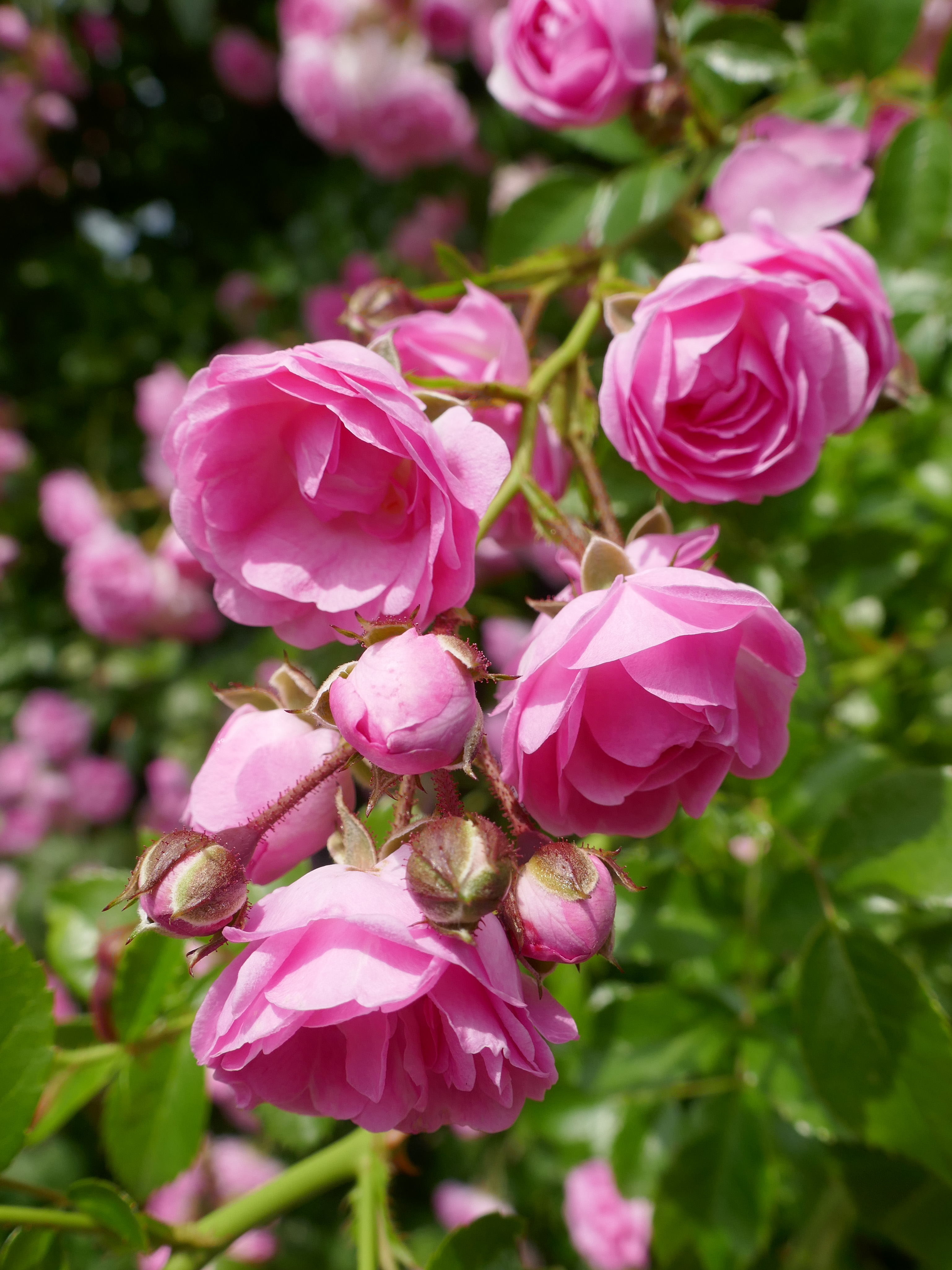
Debutante (Walsh 1902)
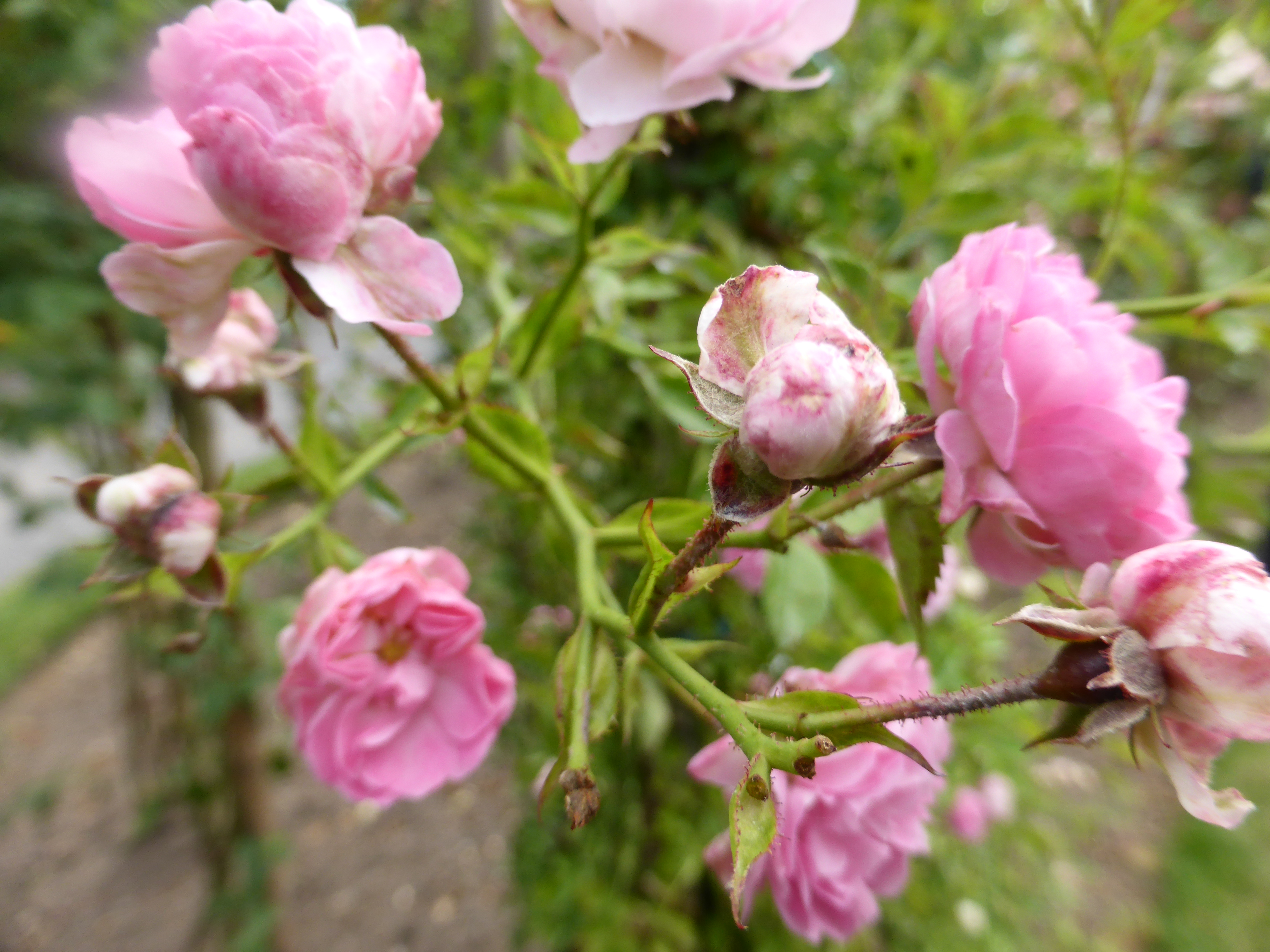
Farquhar (Dawson 1903)
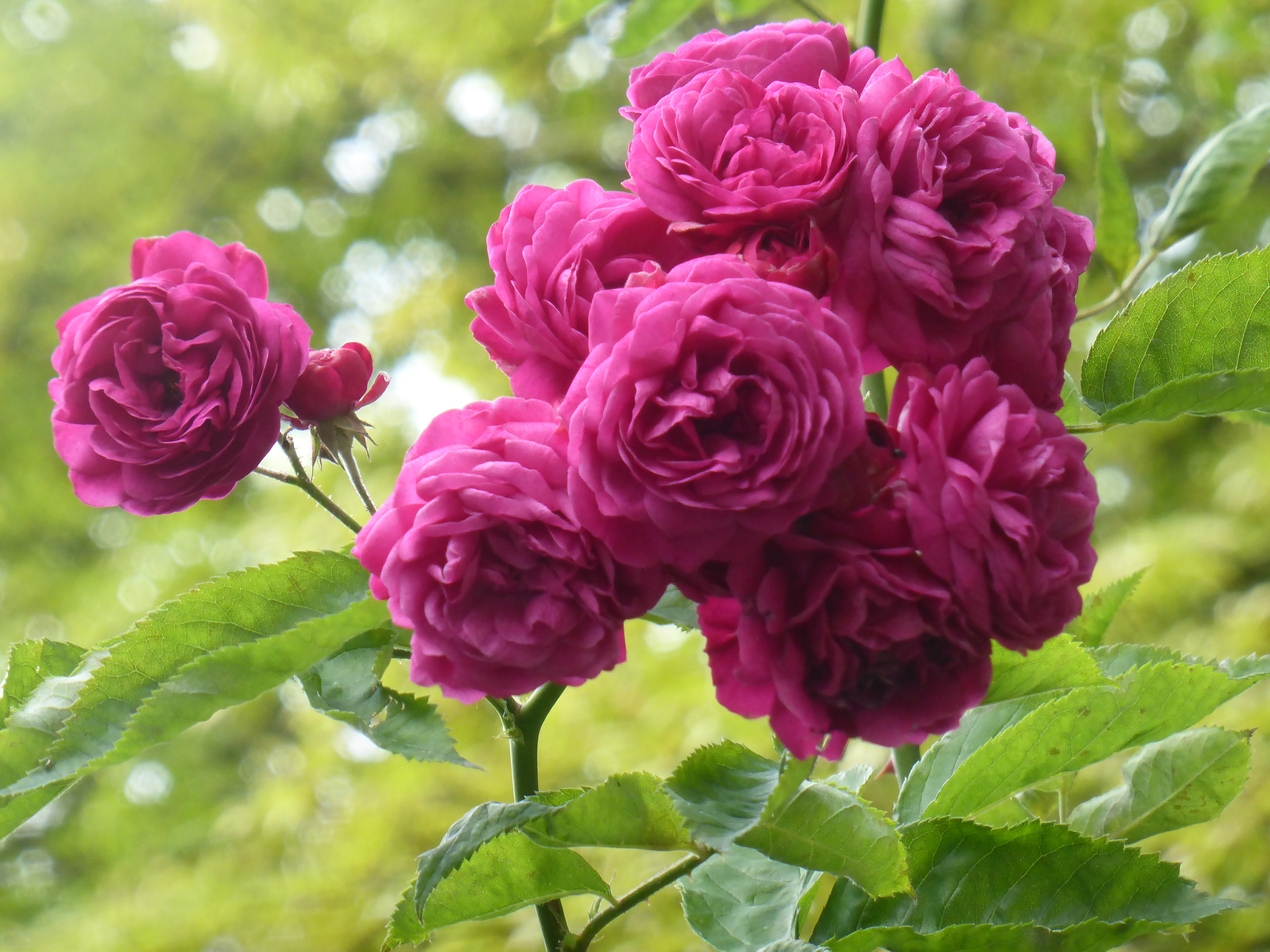
Geschwinds Schönste (Geschwind ca. 1900)
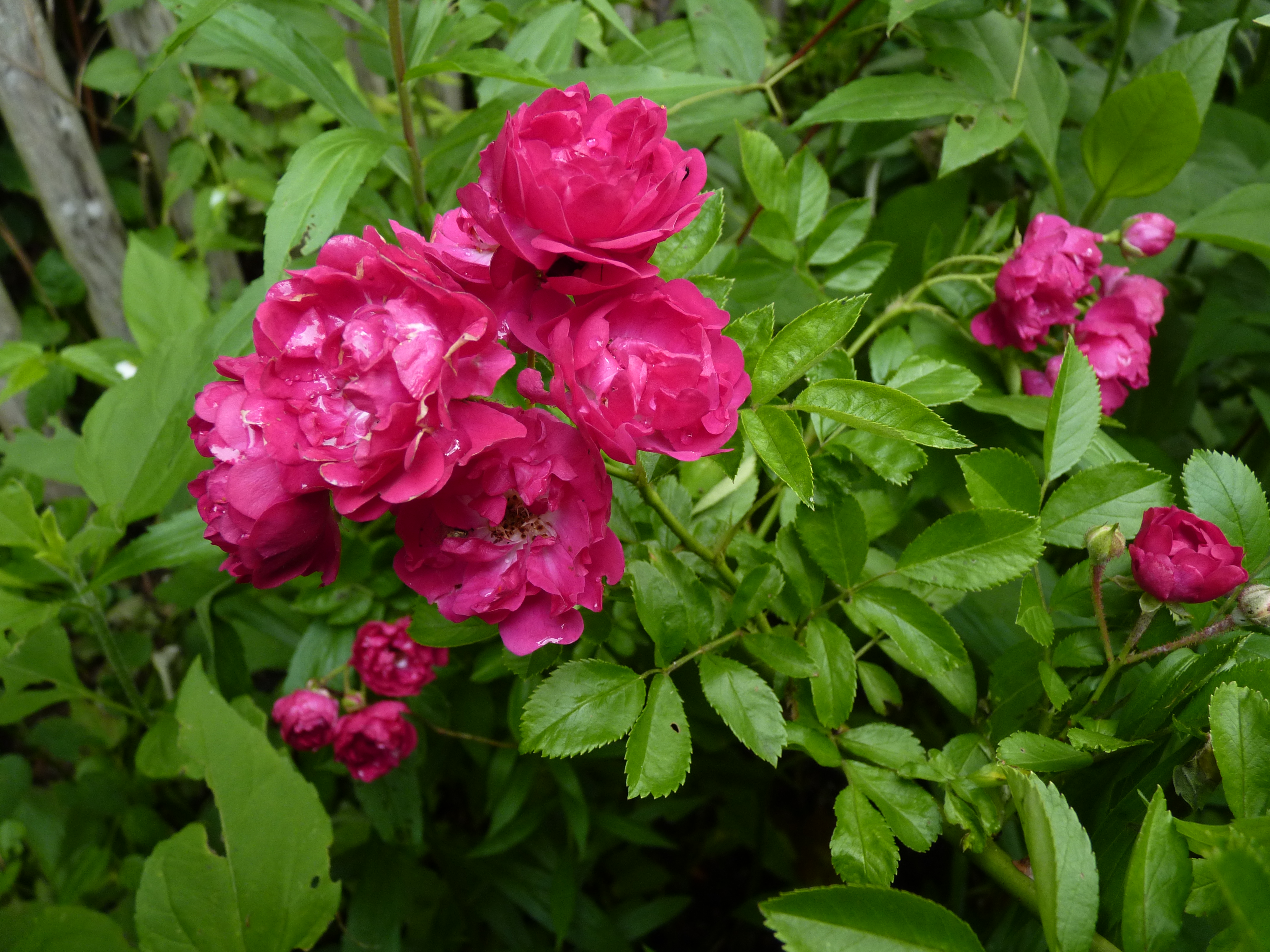
Hiawatha (Walsh 1904)
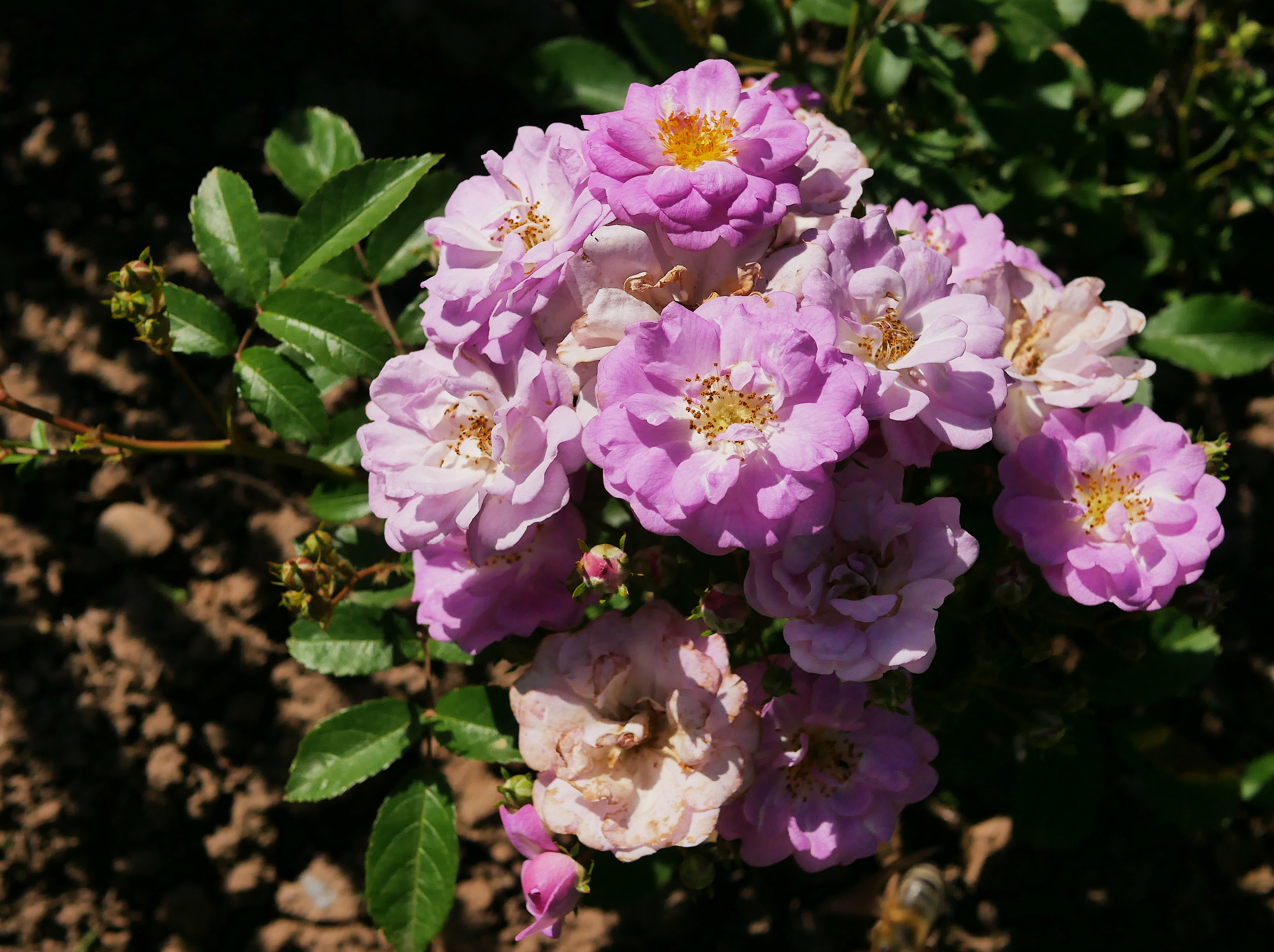
Mosel, (Lambert 1920)
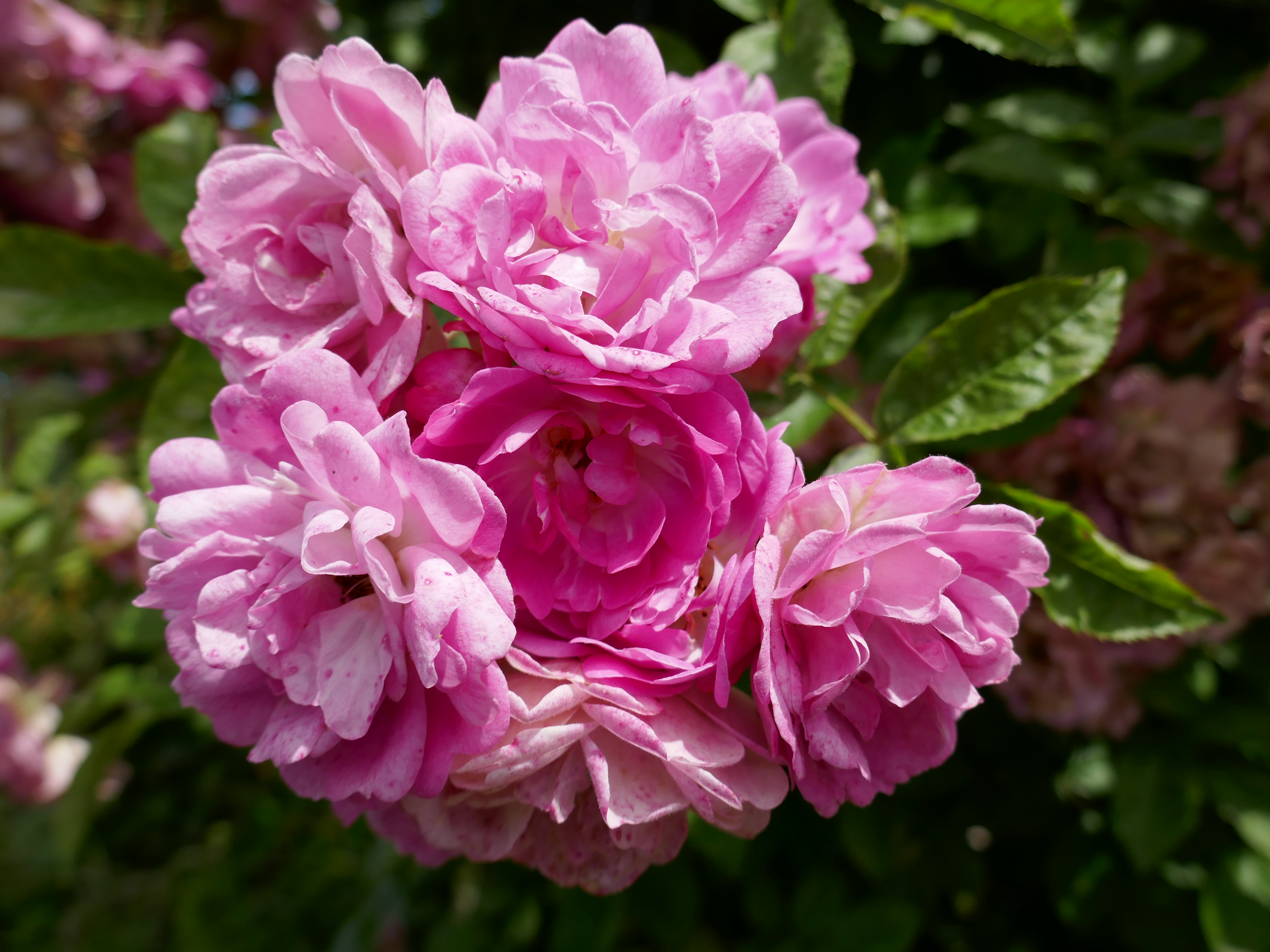
Mrs. F.W. Flight (Cutbush 1906)
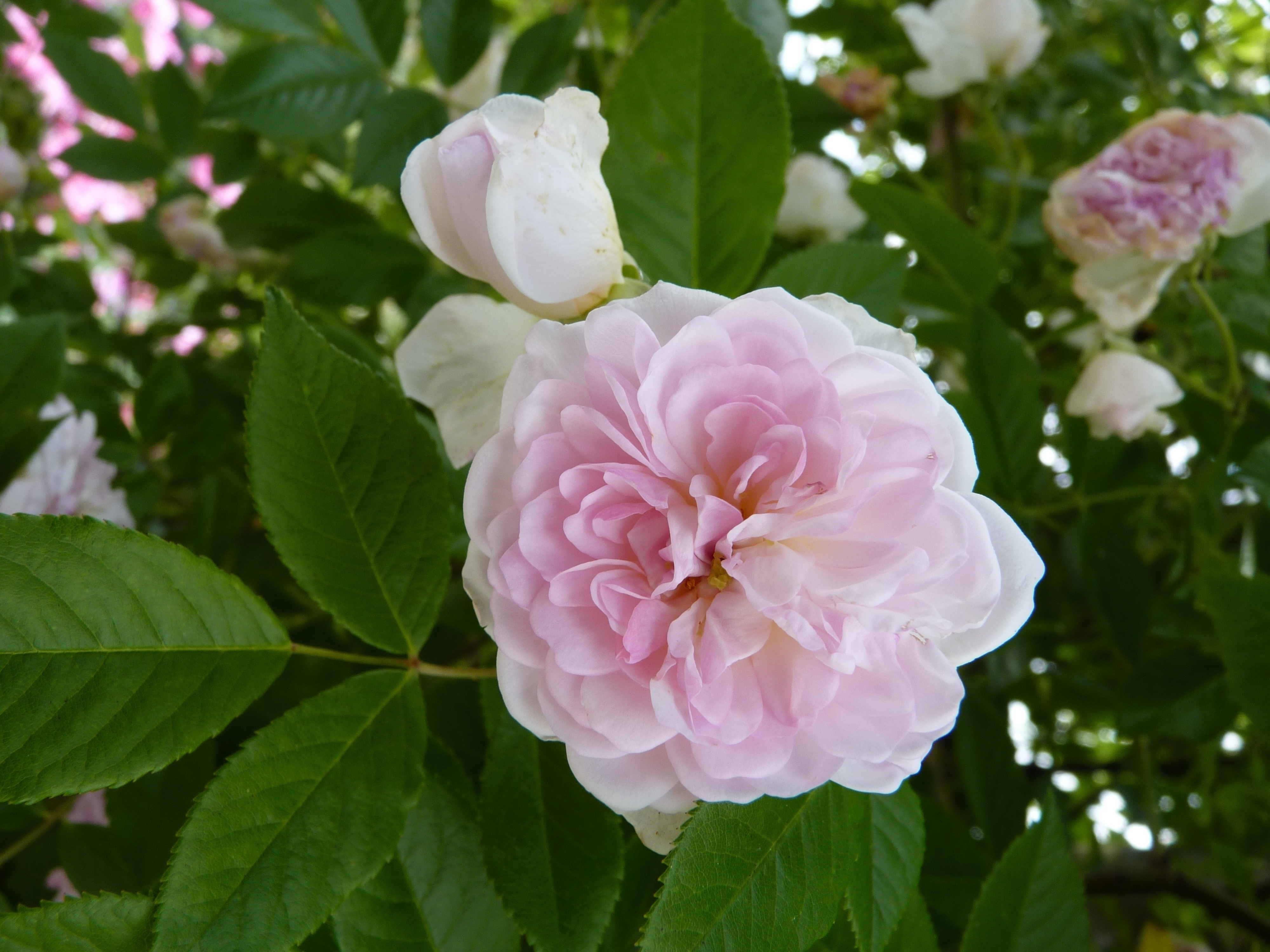
Psyche (Paul 1899)
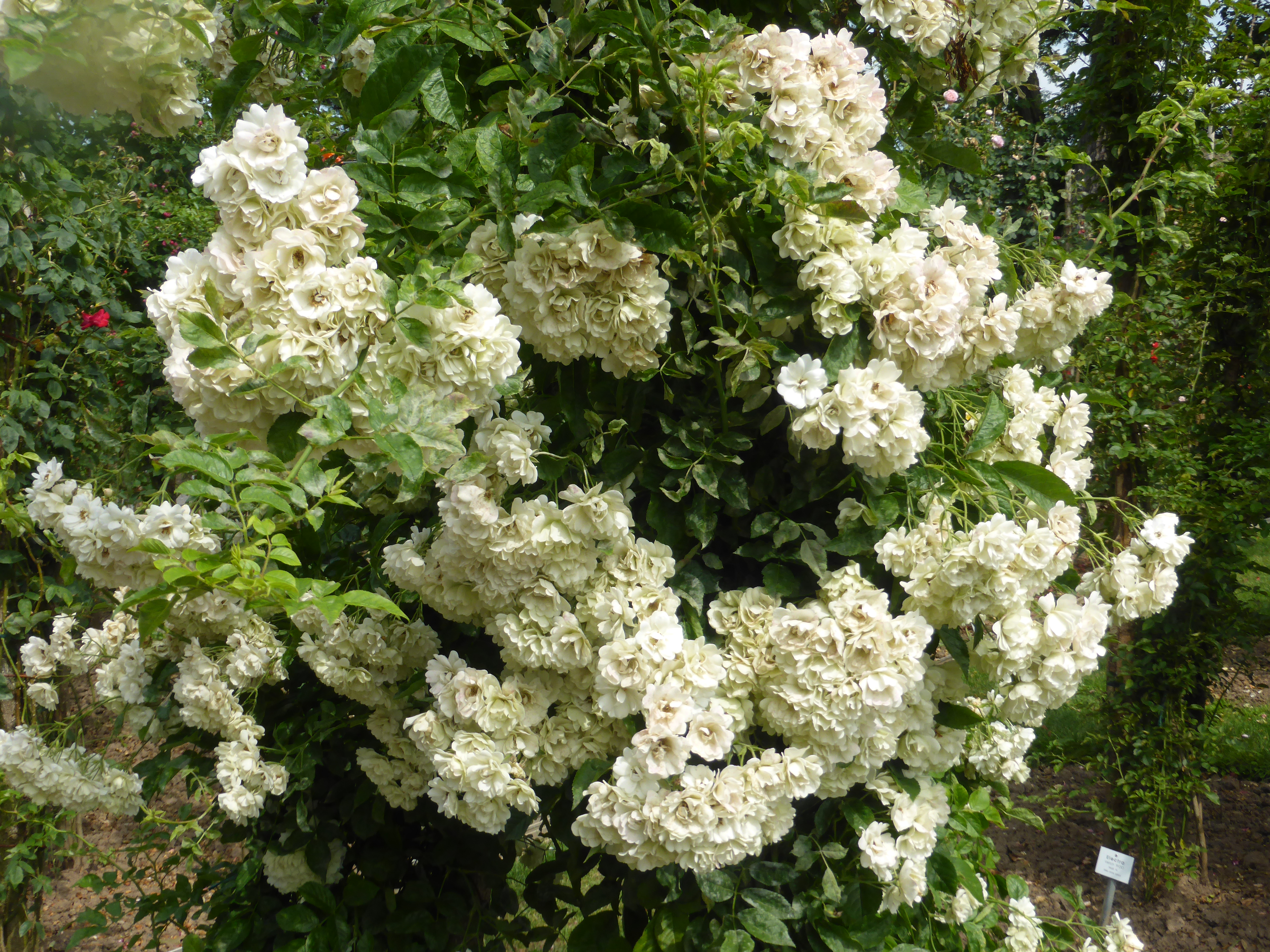
White Flight (Koster 1923)

## Arvensis-hybriden
R. arvensis 'Plena' is een gevulde vorm van de bosroos (R. arvensis) en mogelijk een natuurlijke hybride, die de Belgische rozenkweker Louis Lens in 1982 in de provincie Namen in het wild ontdekte en ingevoerde. De ramblerroos 'Louis mon Ami' is daar wederom een hybride zaailing van. Ayrshire-hybriden zijn eveneens arvensis-hybriden.

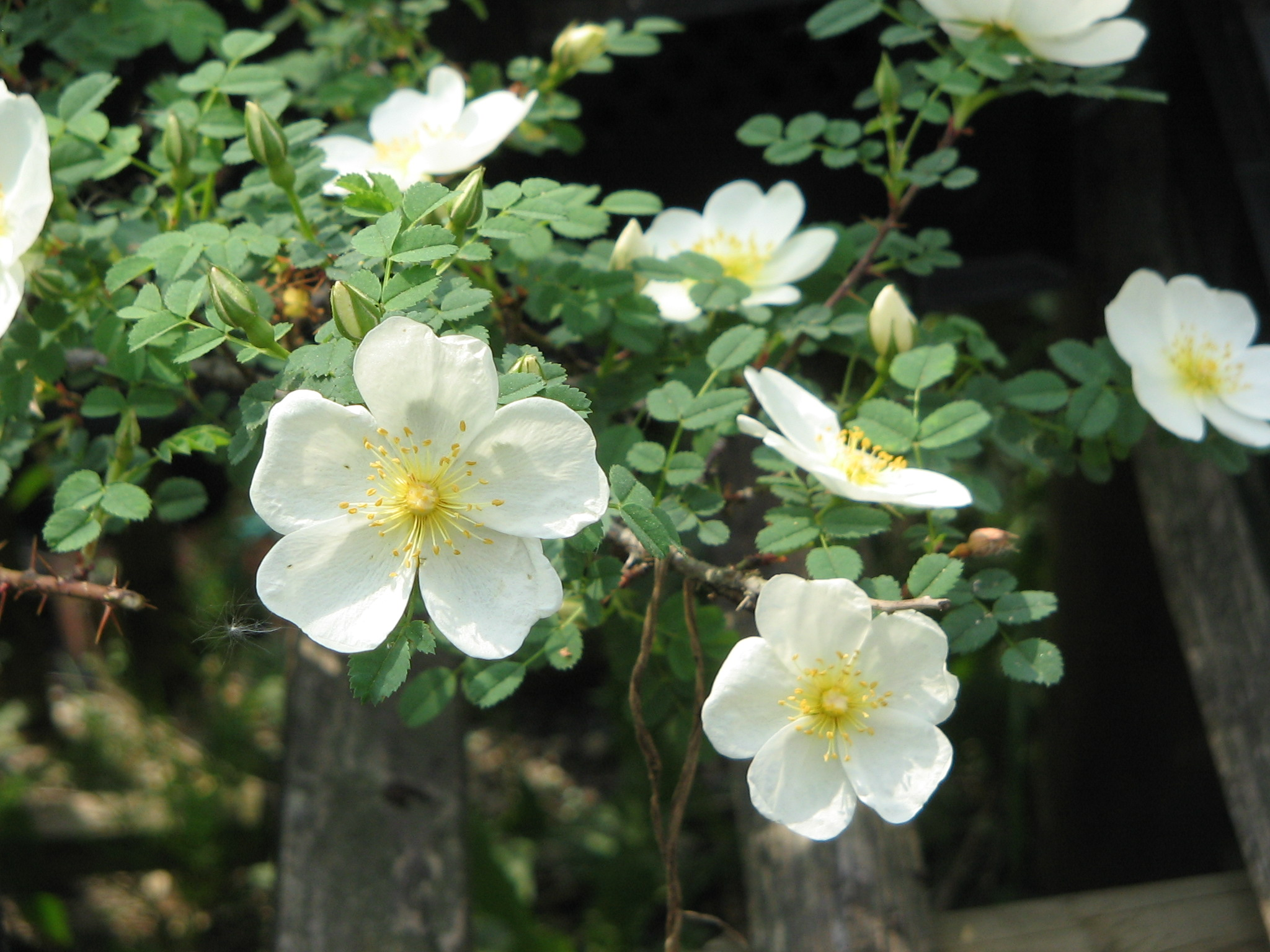
R. arvensis (William Hudson 1762)
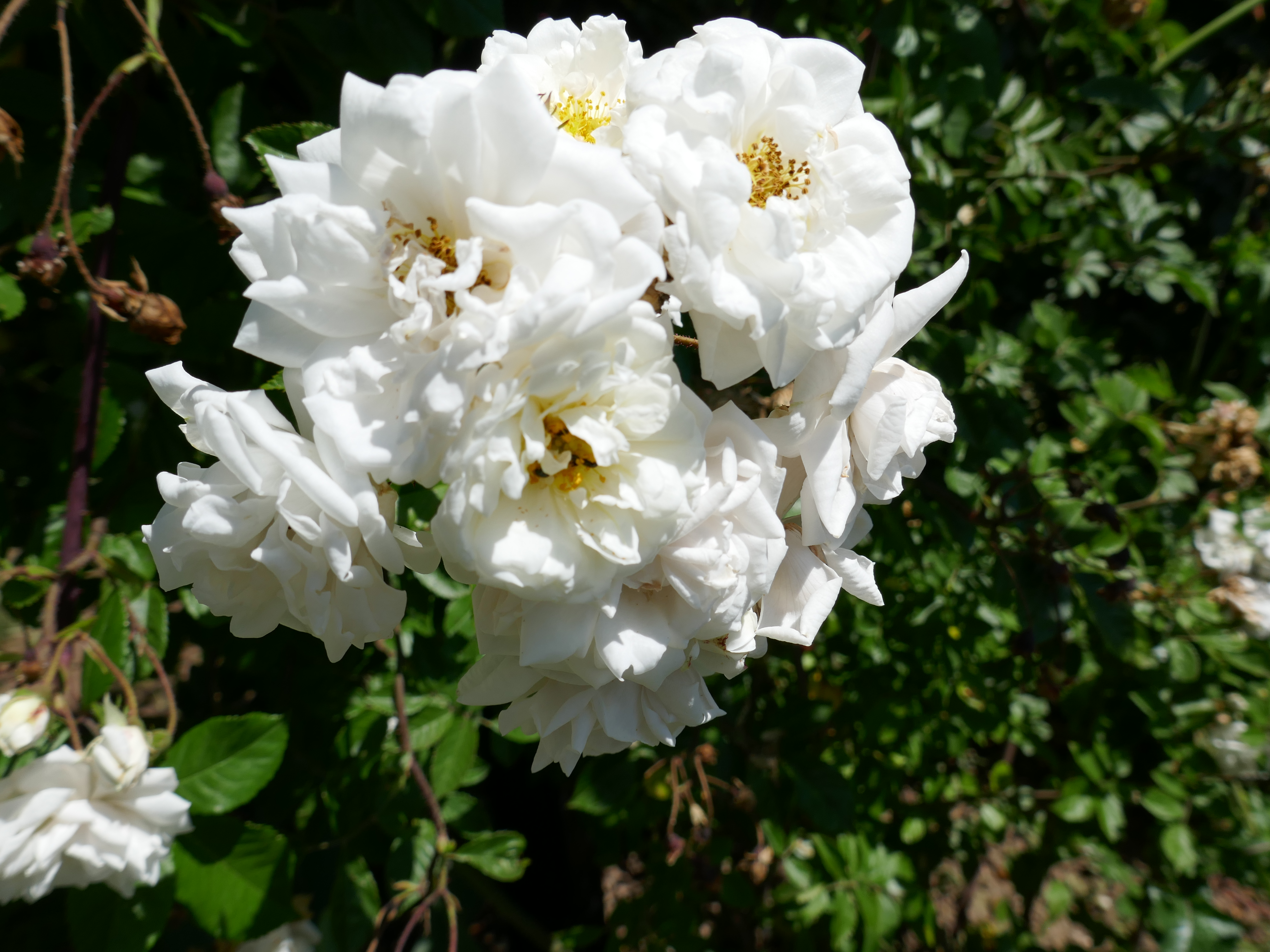
R. arvensis 'Plena' (Lens 1982)
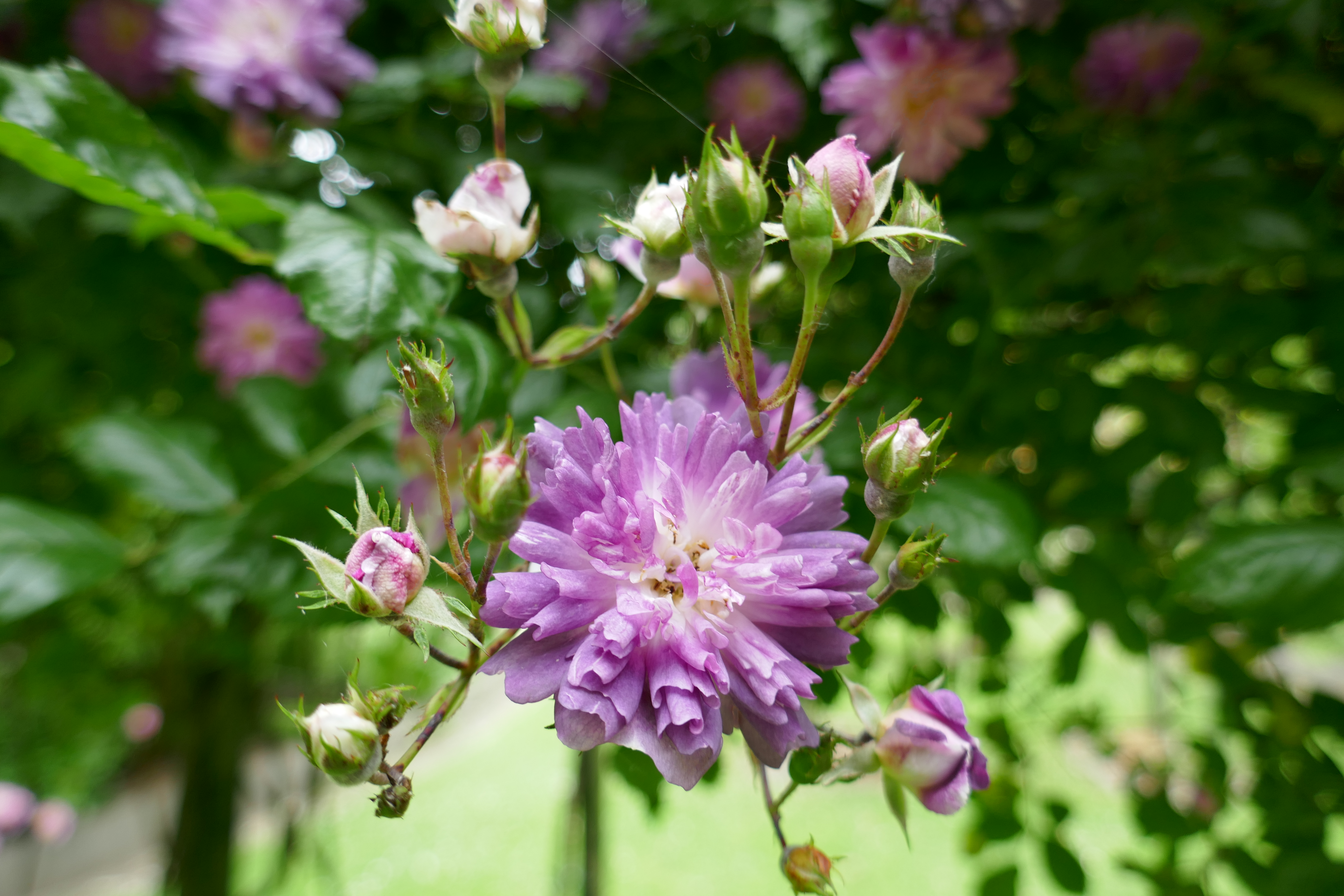
'Louis mon Ami' (Louette 2000)

## Ayrshire-hybriden
Ayrshire-hybriden zijn ramblerrozen die in het begin van de 19e eeuw uit kruisingen met de inmiddels uitgestorven Ayrshire-roos zijn ontstaan. Zoals de naam doet vermoeden kwam de Ayrshire-roos uit het Schotse graafschap Ayrshire. Van herkomst was ze een bosroos (R. arvensis) maar ze bezat ook kenmerken van R. sempervirens, wat er op duidt dat ze geen variëteit van de daar inheemse bosroos was maar waarschijnlijk uit ingevoerd zaad werd gekweekt. De Ayrshire-hybriden zijn zeer winterhard en groeien ook goed in de halfschaduw, bijvoorbeeld onder het bladerdak van een boom.

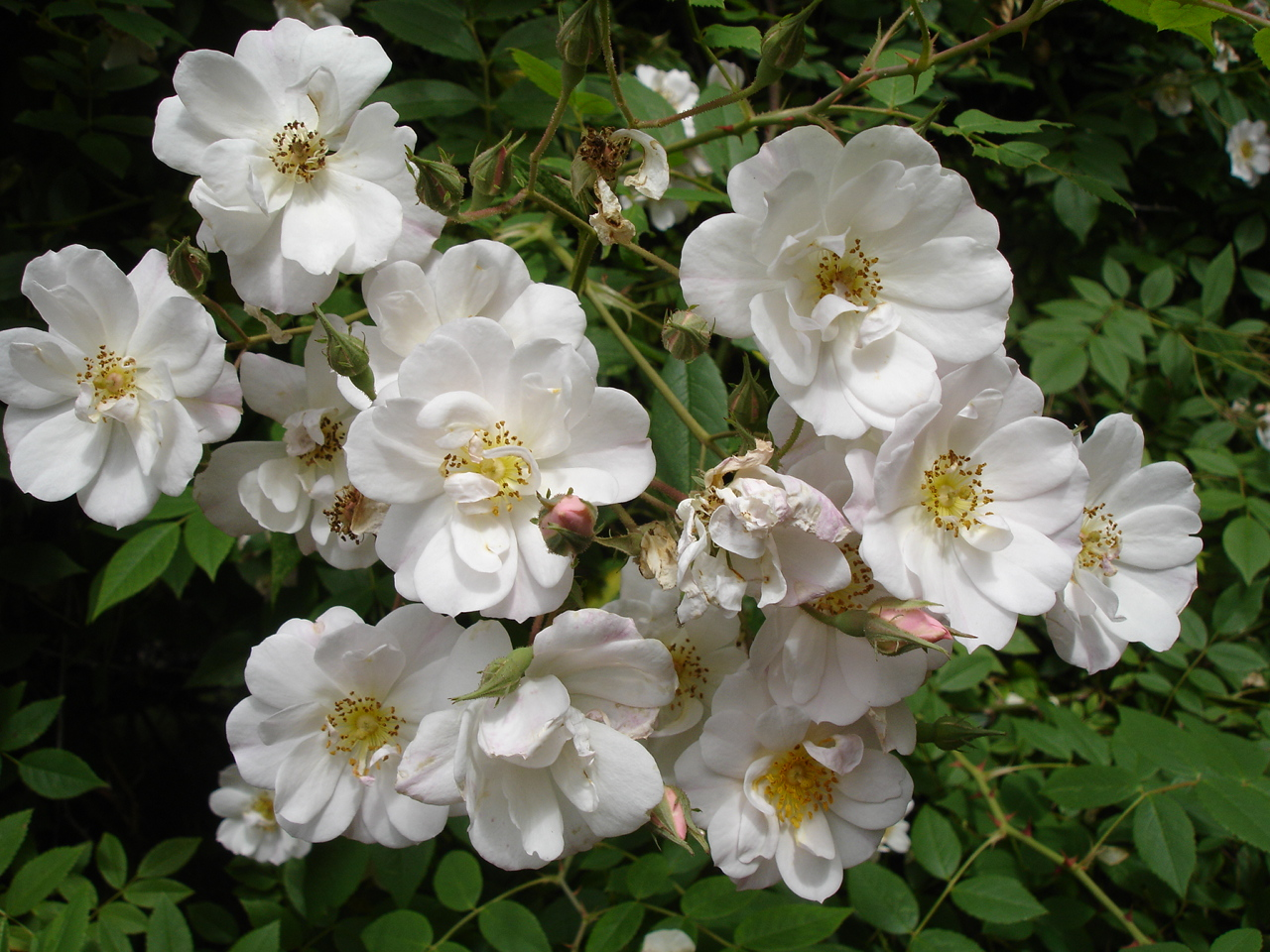
Bennett's Seedling (Bennett 1840)
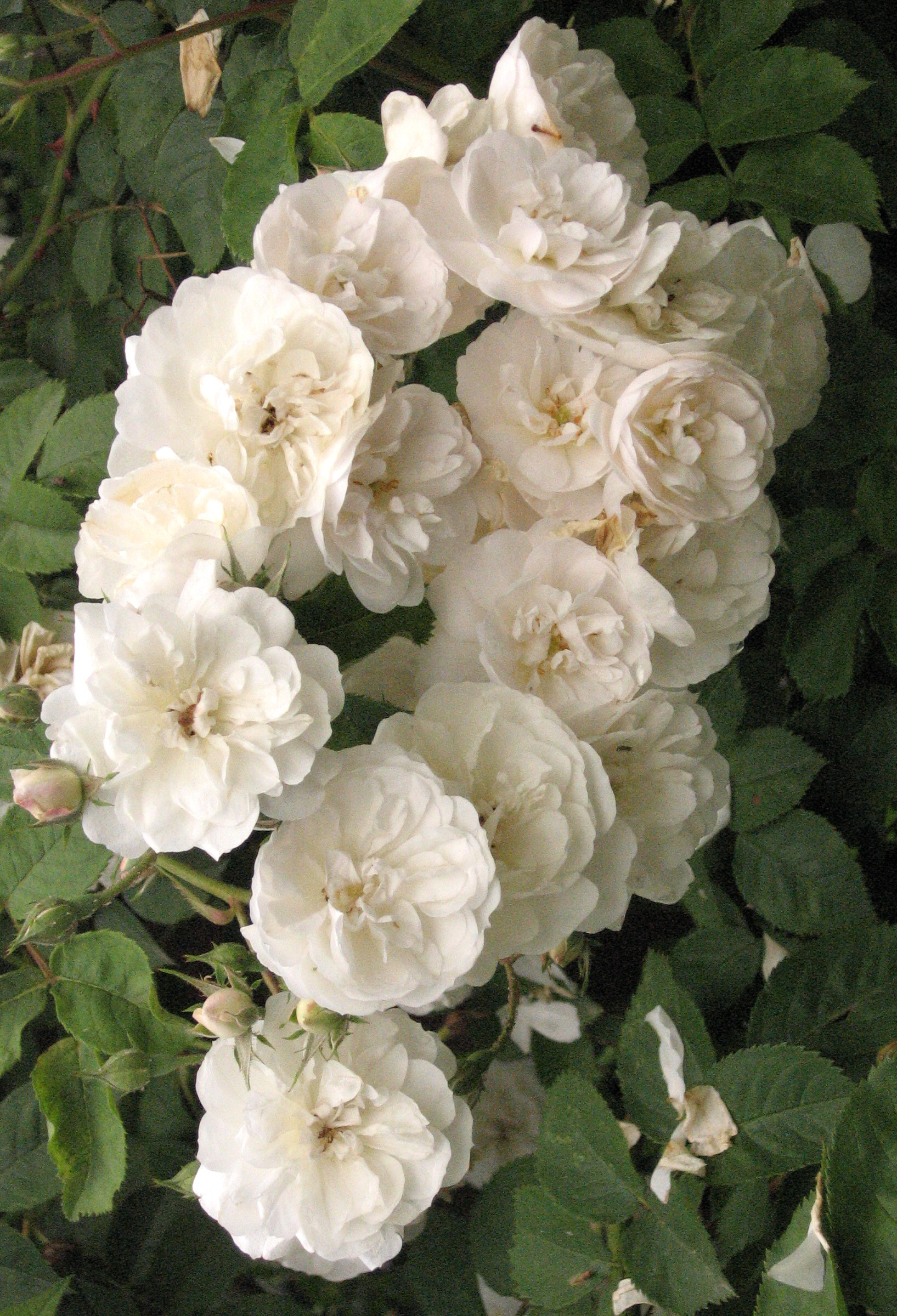
Dundee Rambler (Martin ca. 1850)
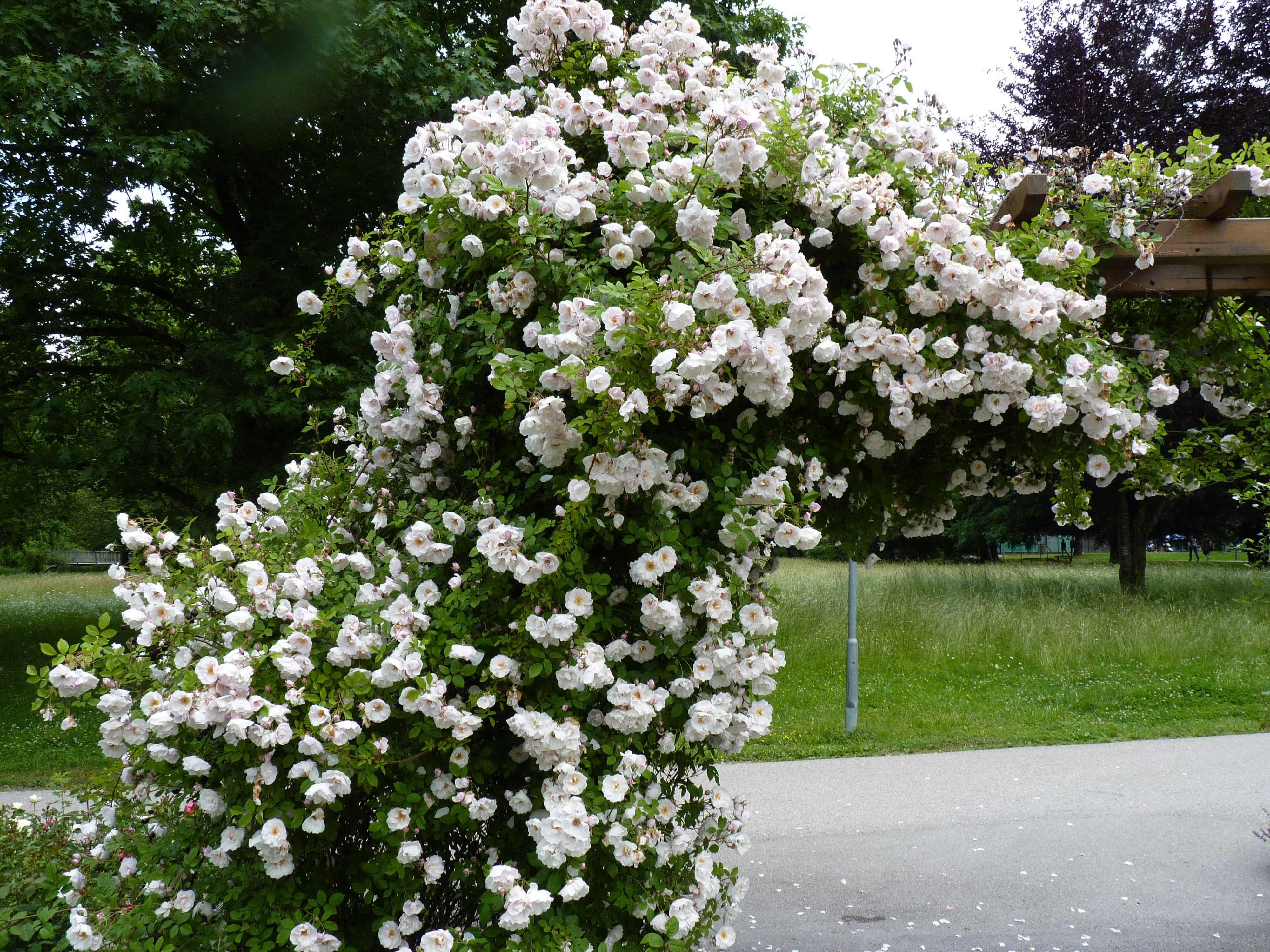
Venusta Pendula (Kweker onbekend voor 1928)
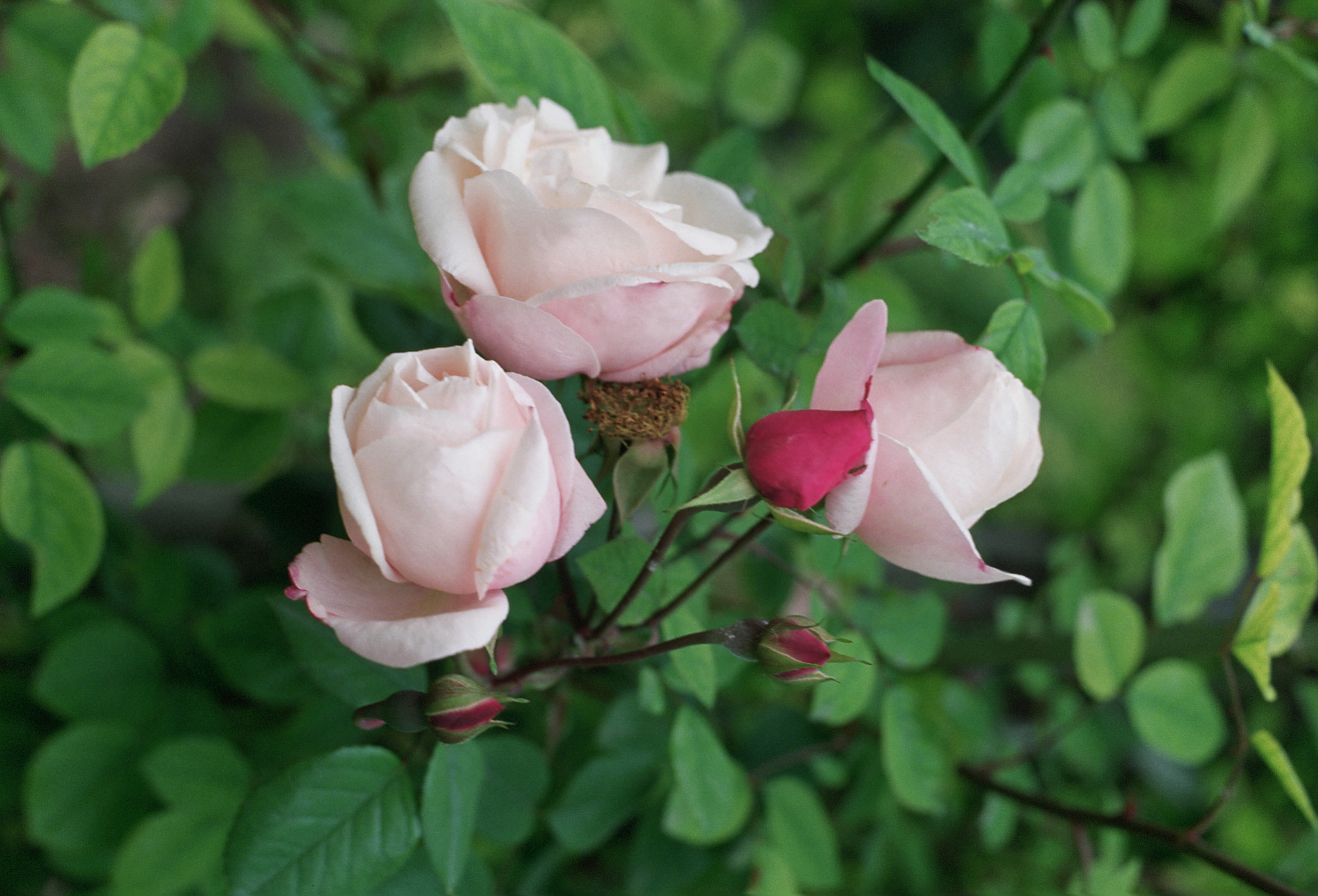
Splendens (Kweker en jaar onbekend)

## Brunonii-hybriden
Rosa brunonii (ook R. moschata var. nepalensis genoemd) is een wilde roos uit de Himalaya, waar ze van nature tot in hoogtes van 1500-2400 m als 5-12 m hoge struik voorkomt. Het verspreidingsgebied reikt van Kasjmir en Afghanistan tot in het westelijke gebergte van de Chineese provincie Sichuan. John Lindley benoemde in 1820 R. brunonii naar de Schotse botanicus Robert Brown, ook bekend van de later naar hem genoemde Brownse beweging. De bloemen van deze roos verspreiden een muskusachtige geur.

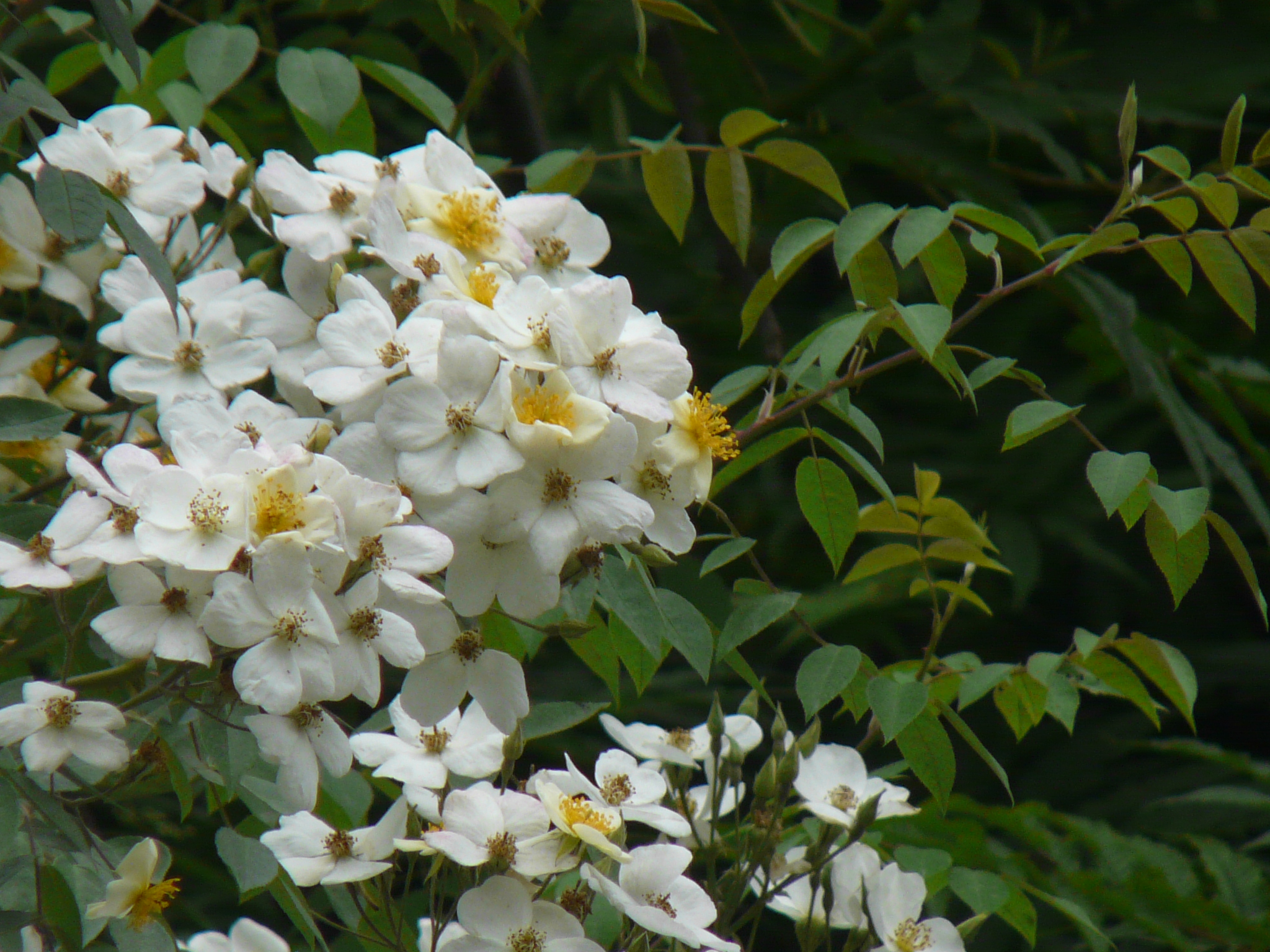
R. brunonii (J. Lindley 1820)
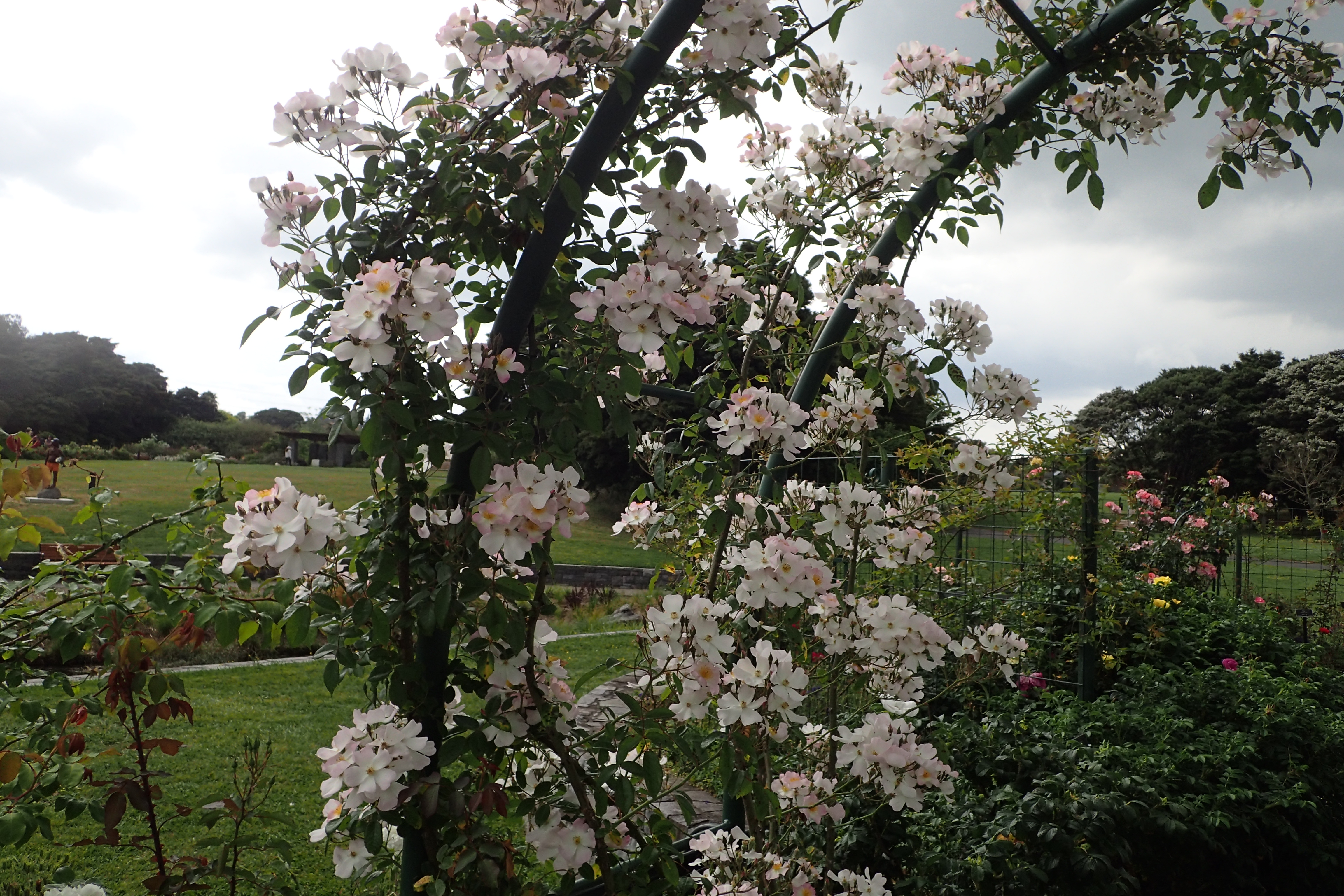
Francis E. Lester (Lester 1946)
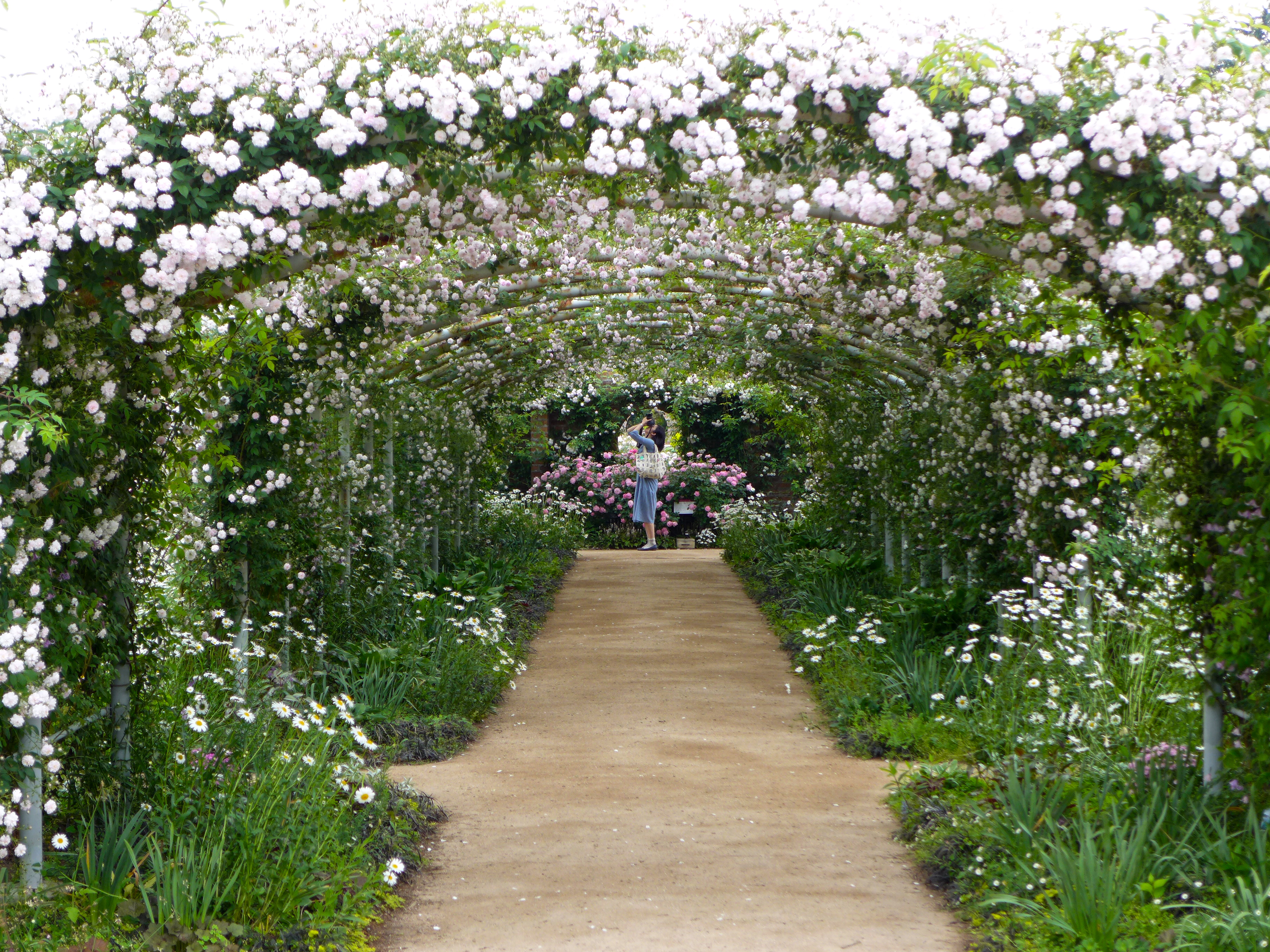
Paul's Himalayan Musk (Paul 1916)

## Moschata-Hybriden
Rosa moschata is een roos die veel op Rosa brunonii lijkt, maar sterker geurt, in de herfst bloeit en slechts matig winterhard is. Ze werd voor het eerst beschreven in 1762 door de Franse natuuronderzoeker Johann Hermann. Er zijn veel hybriden van deze roos gekweekt, maar sinds het begin van de negentiende eeuw werd ze lange tijd als uitgestorven beschouwd. In de jaren 1960 werd de herontdekking gemeld door de Engelse schrijver en tuinarchitect Graham Stuart Thomas.

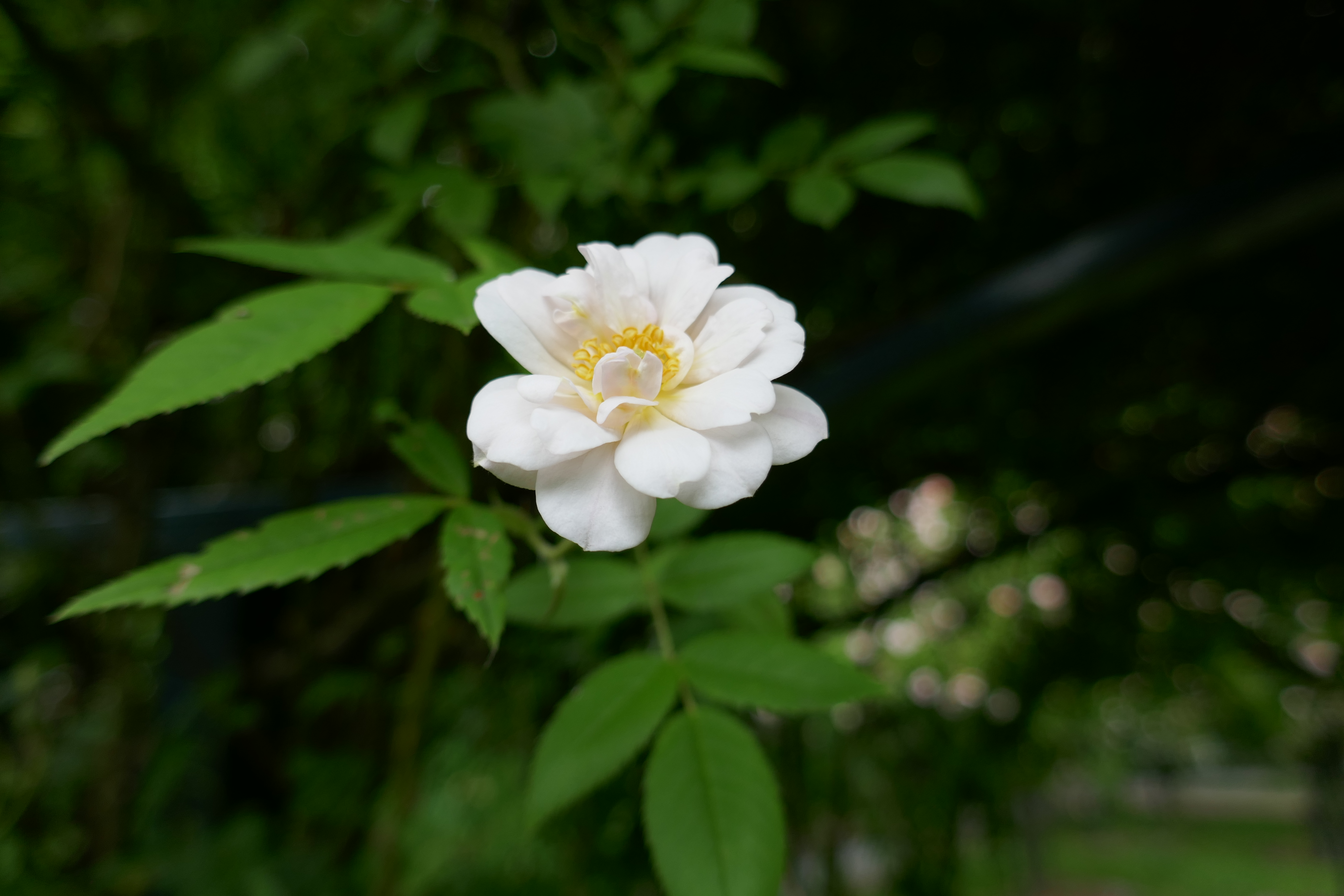
The Garland (Wells 1835)
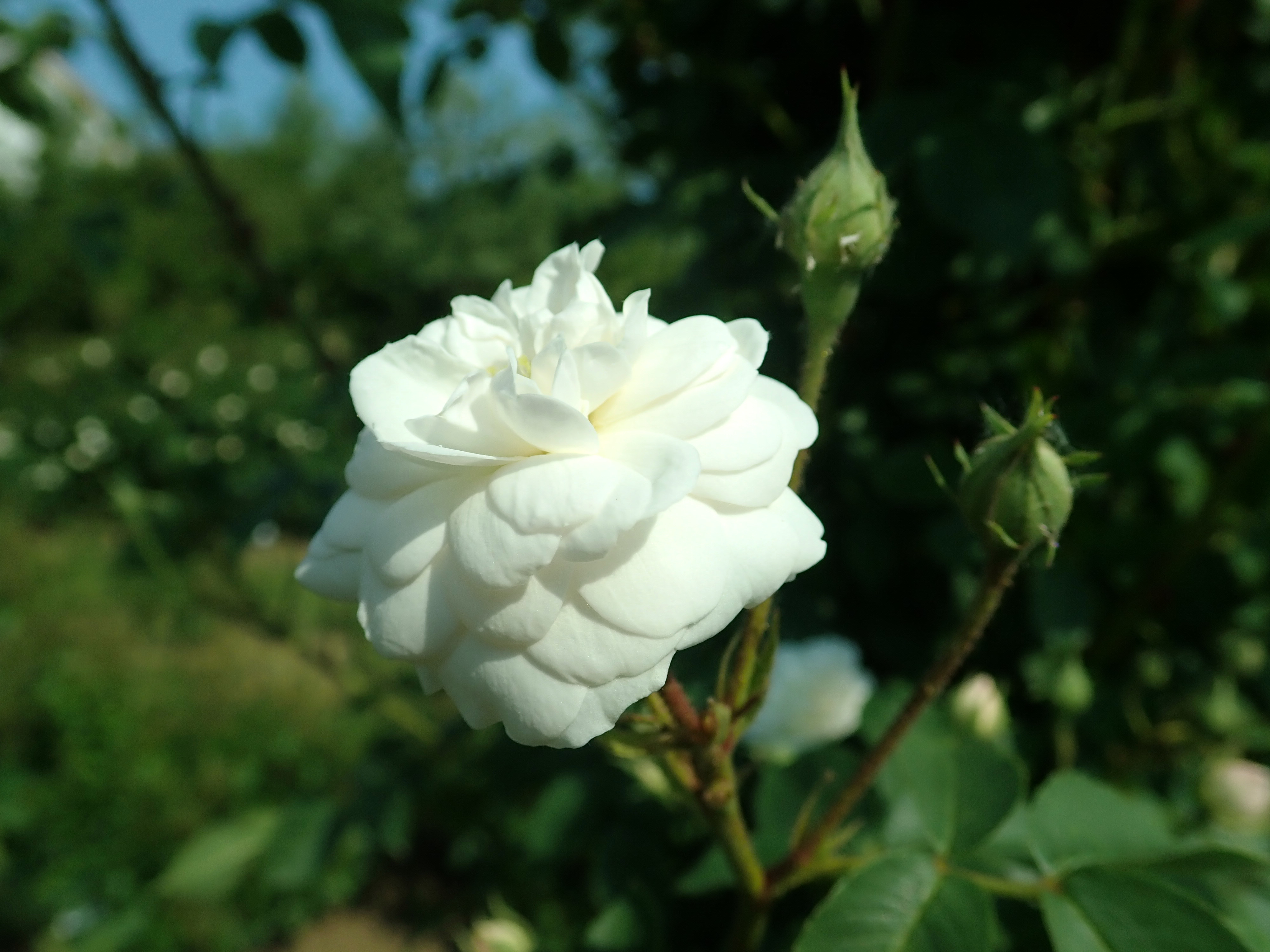
Madame d'Arblay (Wells 1835)
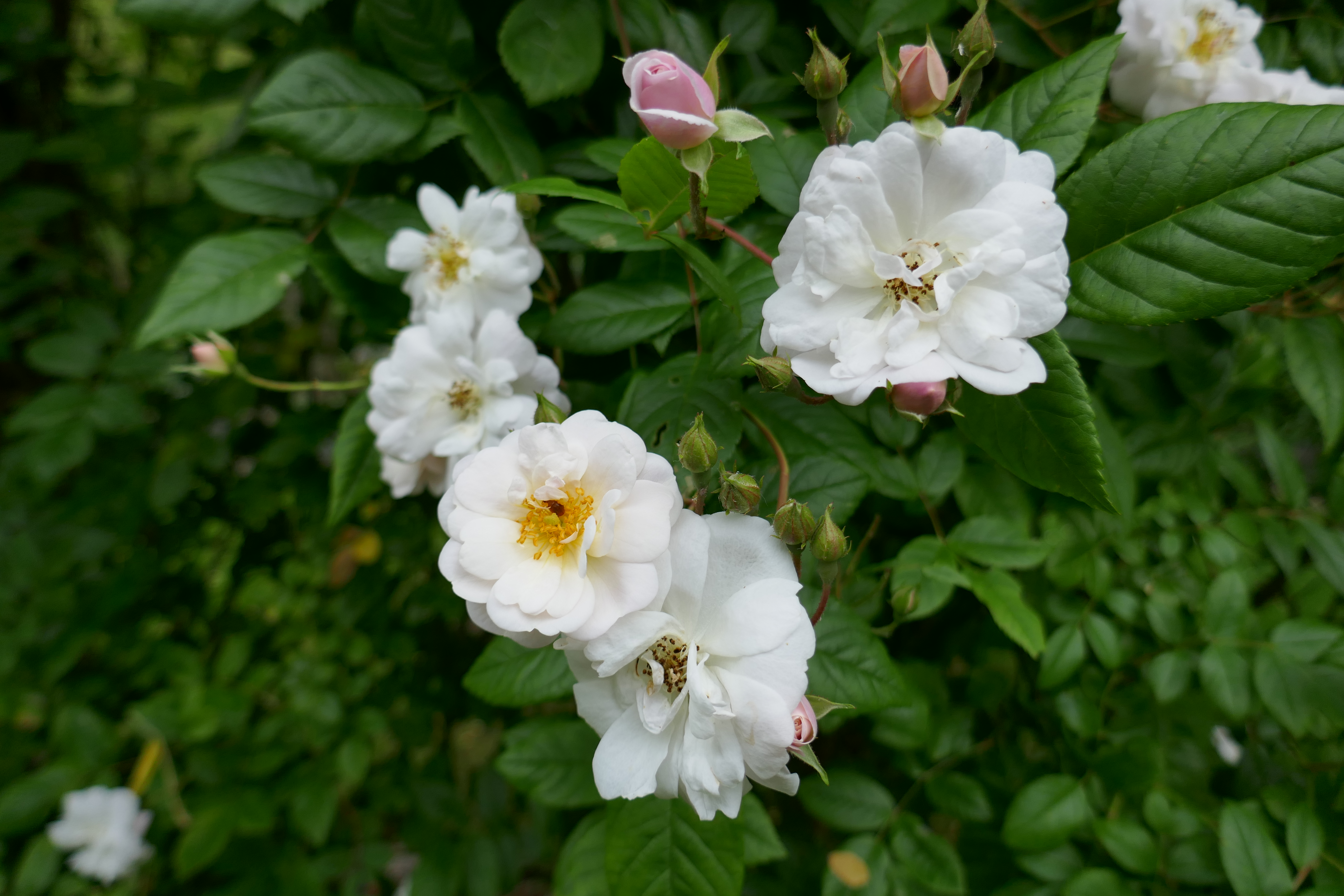
Fontaine des Loups (Louette, 2006)

## Filipes-hybriden
Rosa filipes komt van nature voor in de Chinese provincies Gansu, Shaanxi, Sichuan, Yunnan en in de Tibetaanse Autonome Regio. Ze groeien daar op hoogtes van 1300-2300 m en worden als heesters 3-5 m hoog. In bomen bereiken ze hoogten van 25 m. De wilde ramblerroos werd in 1908 in de Chinese provincie Sichuan gevonden en is voor het eerst benoemd in 1915 door de Engelse botanicus Ernest Henry Wilson en de Duits-Amerikaanse botanicus Alfred Rehder.
R. filipes 'Kiftsgate' werd 1954 door E. Murell als zaailing van R. filipes in Kiftsgate Court in Gloucestershire ontdekt.

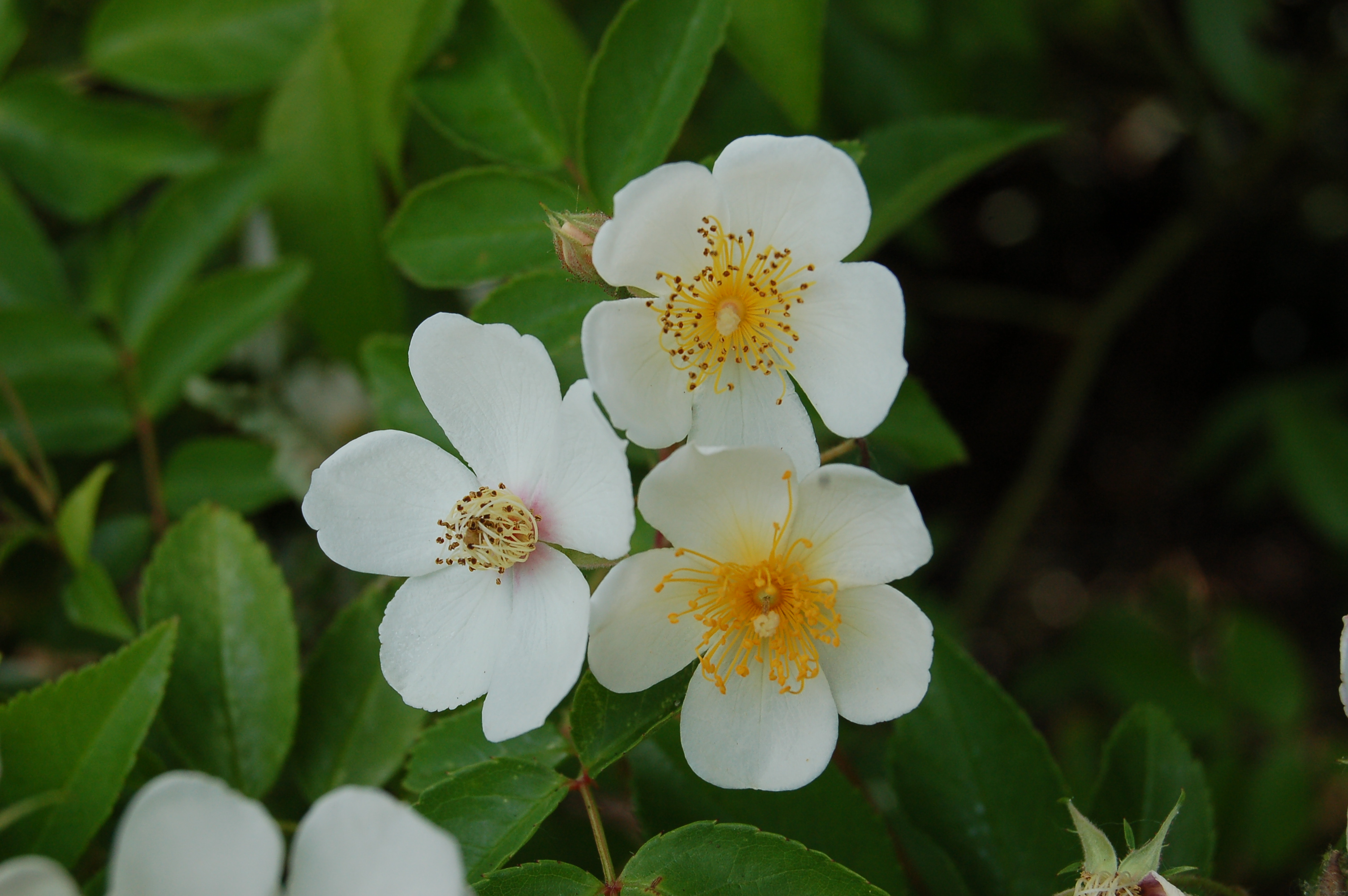
R. filipes (Rehder & E. H. Wilson 1915)
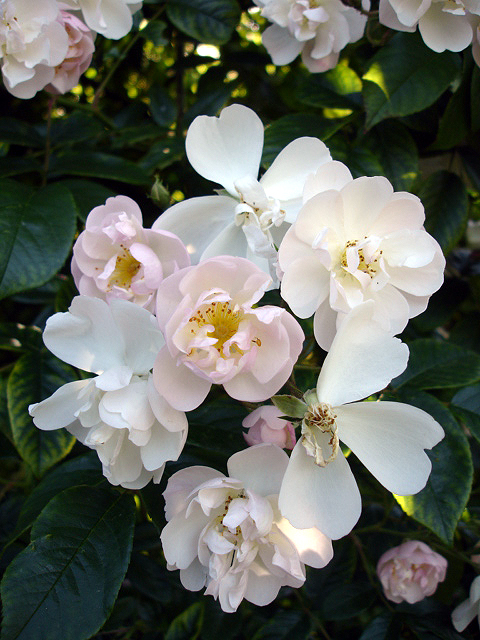
Brenda Colvin (Colvin 1970)
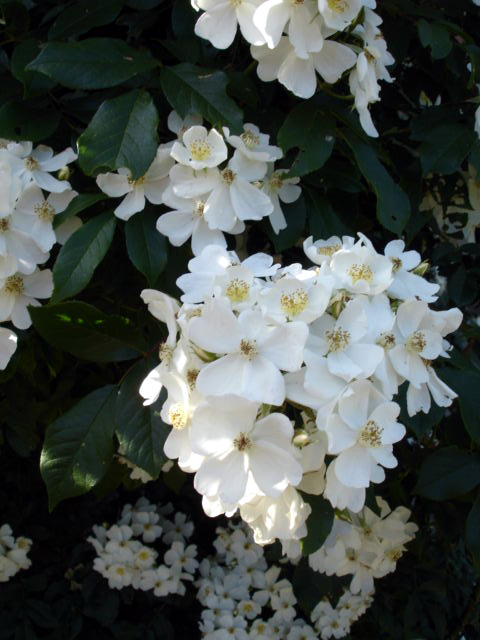
Kiftsgate (Murell 1954)
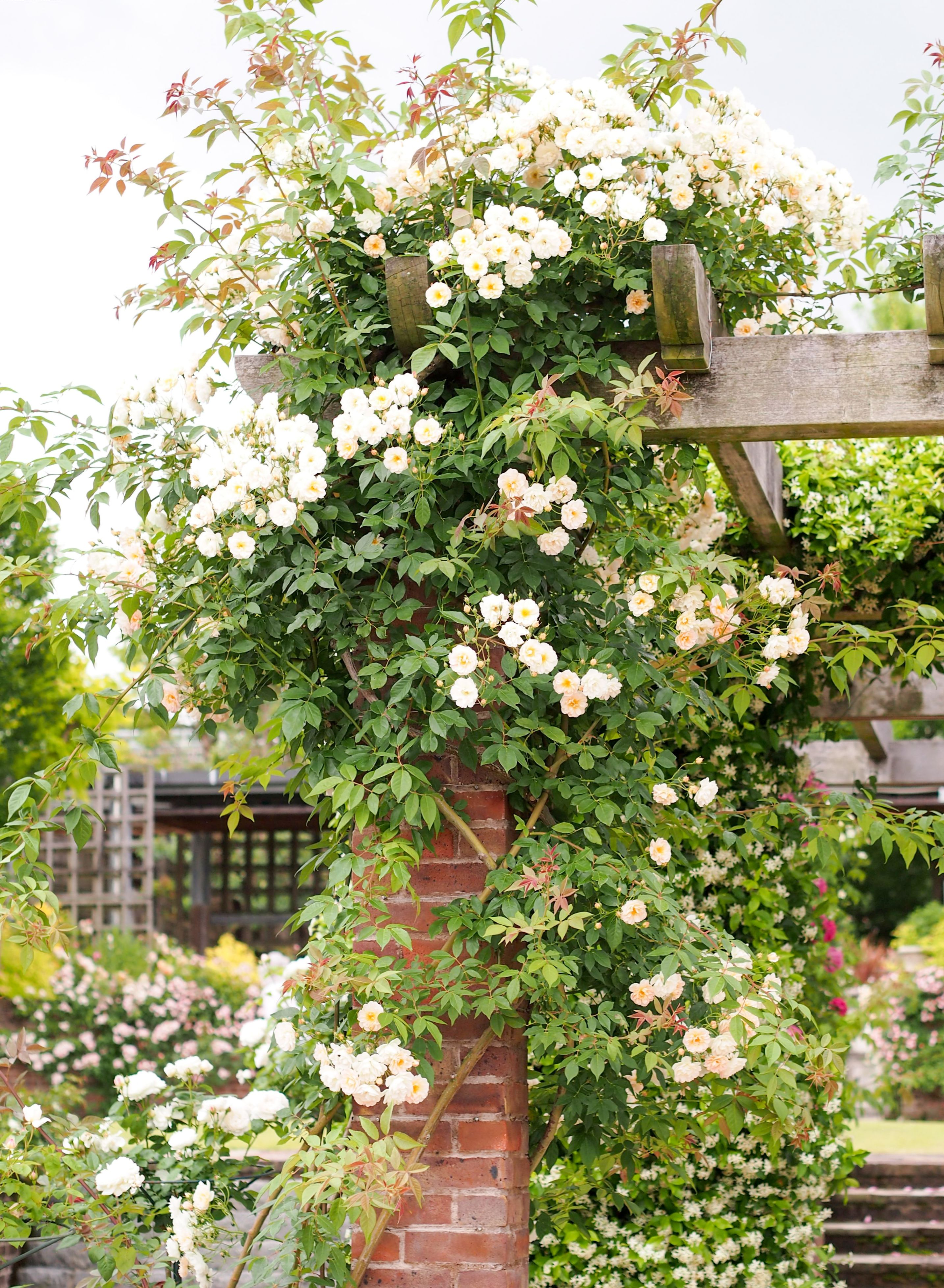
Treasure Trove (Treasure 1977)

## Helenae-hybriden
Rosa helenae komt van nature voor in Vietnam, Laos, Cambodja en in de Chinese provincies Gansu, Guizhou , Hubei , Shaanxi, Sichuan en Yunnan. Ze is daar een tot 7 m hoge heesterroos. De Engelse botanicus Ernest Henry Wilson bracht in 1900 de wilde ramblerroos mee voor het Arnold Arboretum en noemde deze rozensoort naar zijn vrouw Helen. Onder de Aziatische ramblerrozen is ze de meest winterharde.

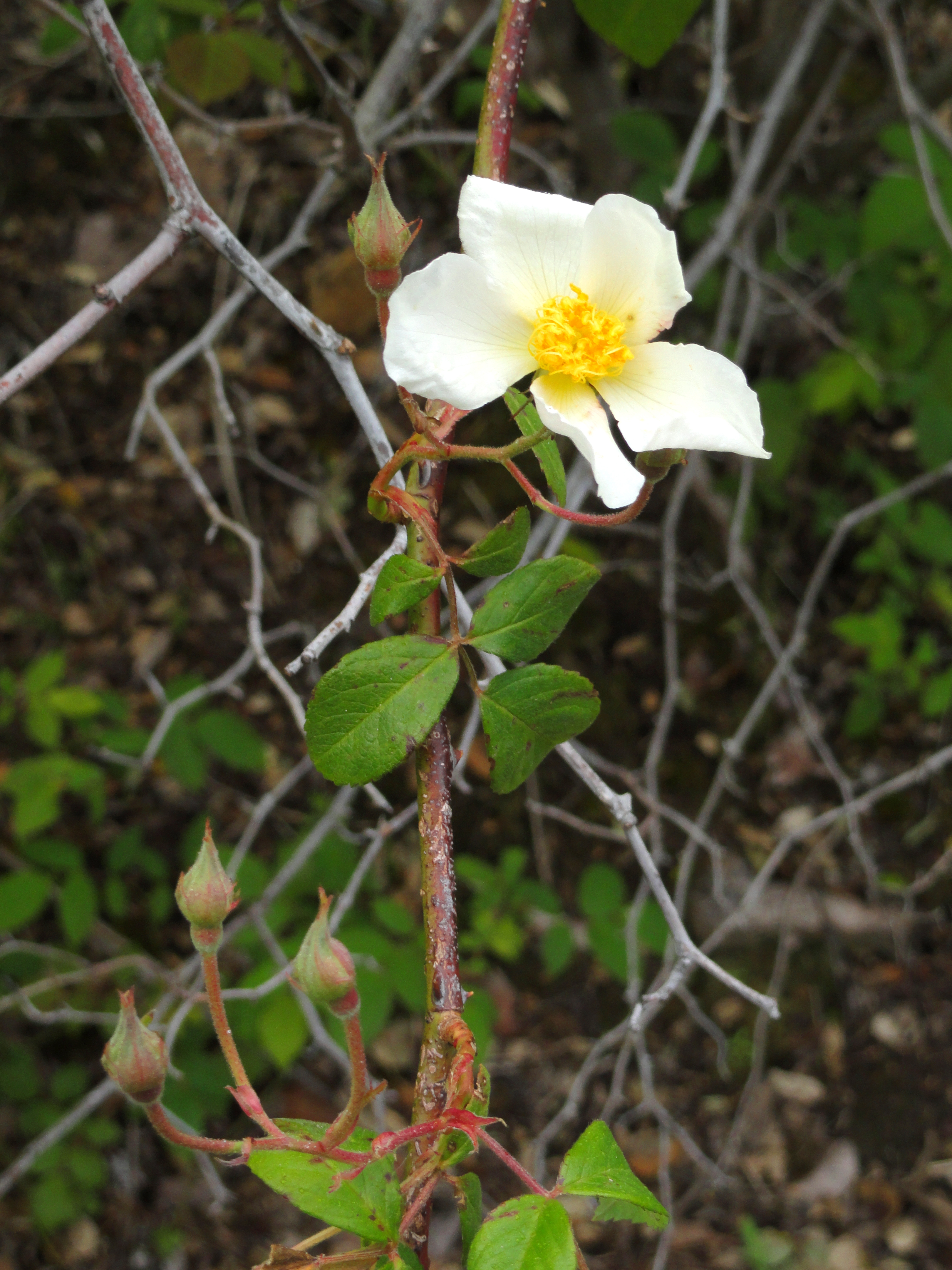
R. helenae (Rehder & E. H. Wilson 1900)
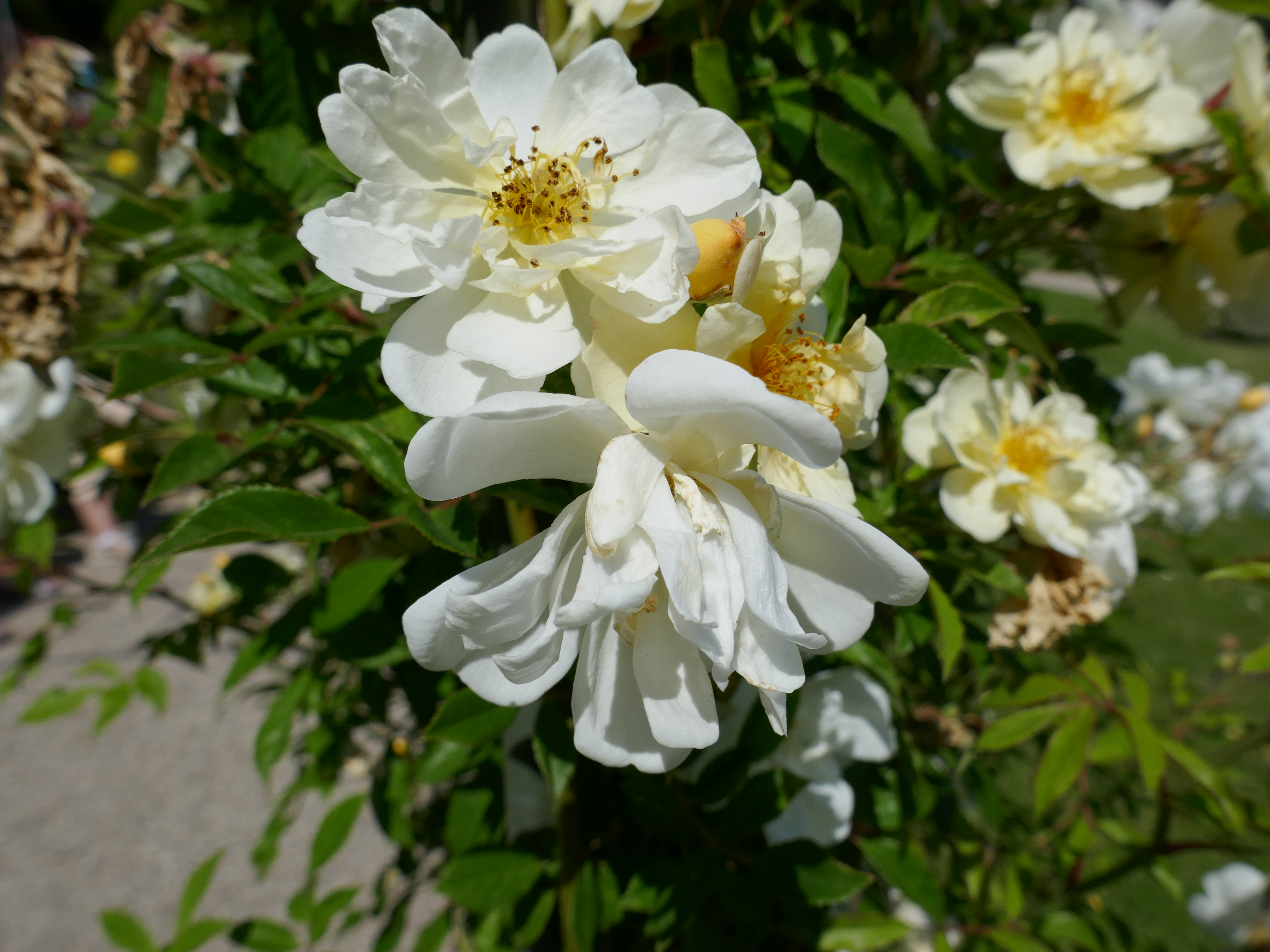
Christine Hélène (Meile 2005)
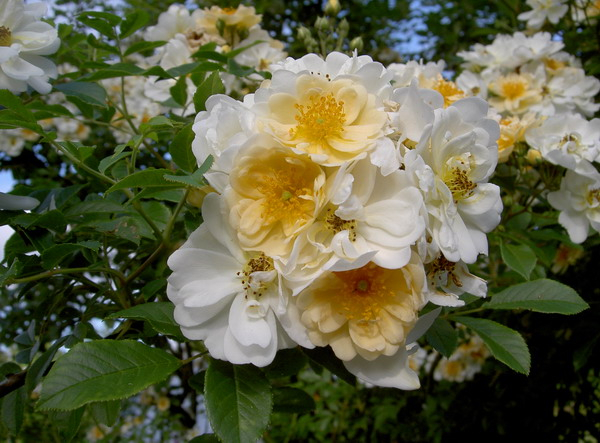
Hybrida (Petersen voor 2006)
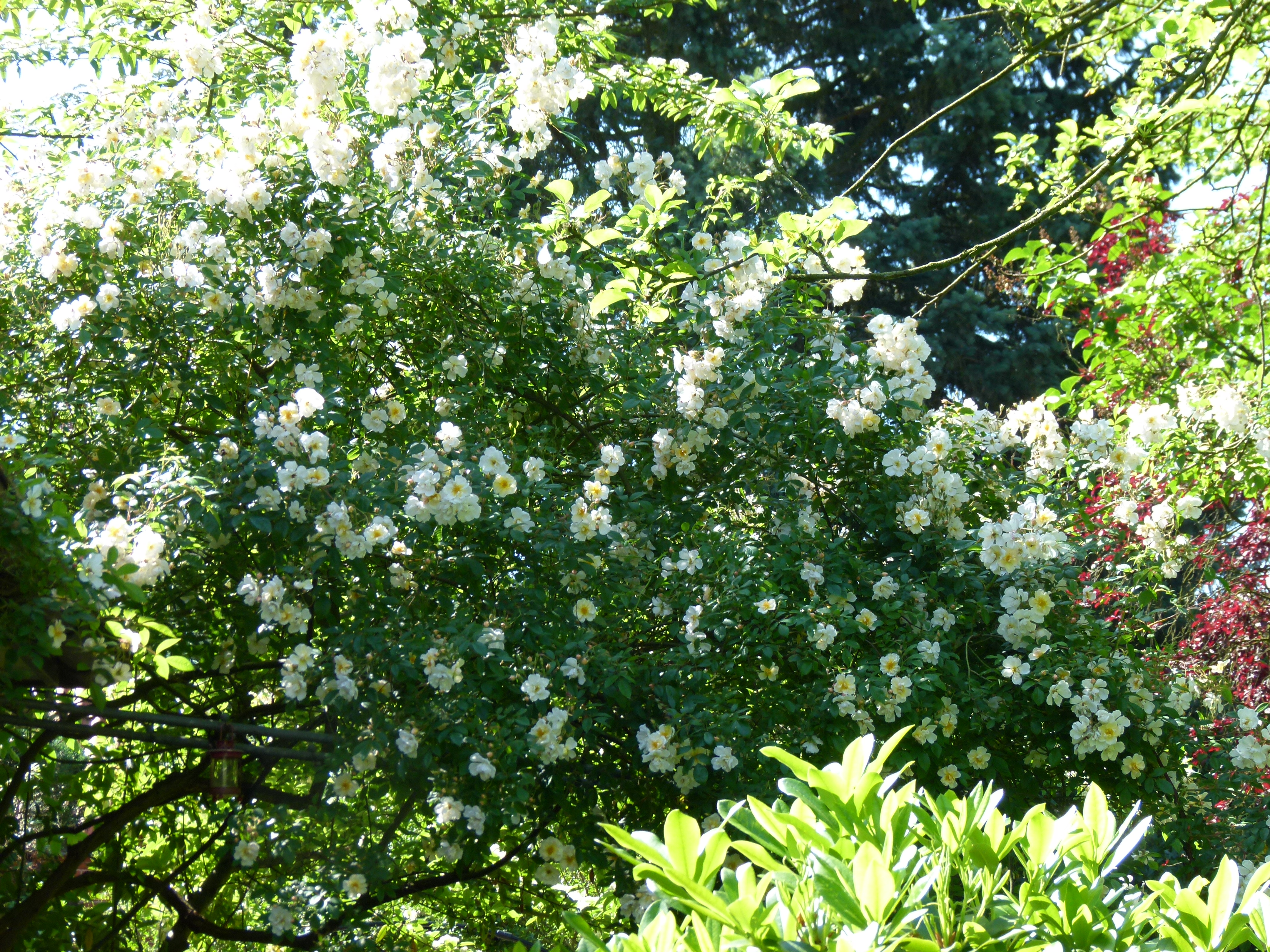
Lykkefund (Olsen 1930)

## Sempervirens-hybriden
Rosa sempervirens is een groenblijvende kruipende en klimmende roos, die van natura in Zuid-Europa en Noord-Afrika voorkomt. Ze is in België en Nederland niet winterhard. In het begin van de 19e eeuw kweekte de Franse rozenkweker Henri Antoine Jacques (1782-1866), tuinman bij de hertog van Orléans, met deze roos in de tuinen van de latere koning Lodewijk Filips een klein aantal hybriden, die wel min of meer winterhard zijn. Ze zijn hoofdzakelijk vernoemd naar de leden van de koninklijke familie. Deze ramblerrozen worden sempervirens-hybriden genoemd. Bijna alle sempervirens-hybriden zijn kruisingen van Jacques omdat na hem met deze rozen niet verder is gekweekt.

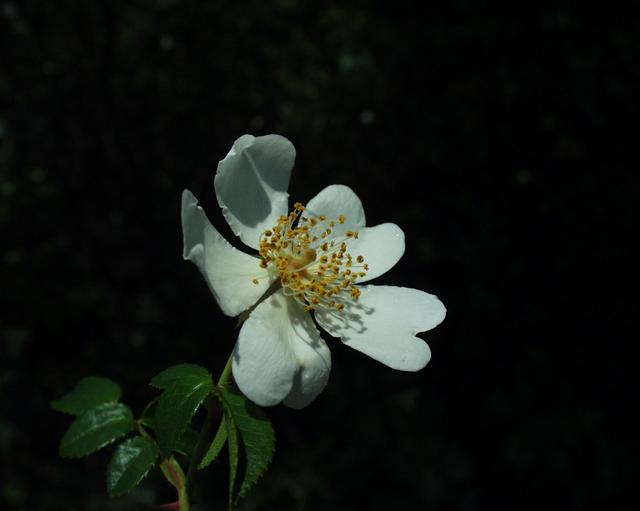
R. sempervirens (C. Linnaeus 1753 )
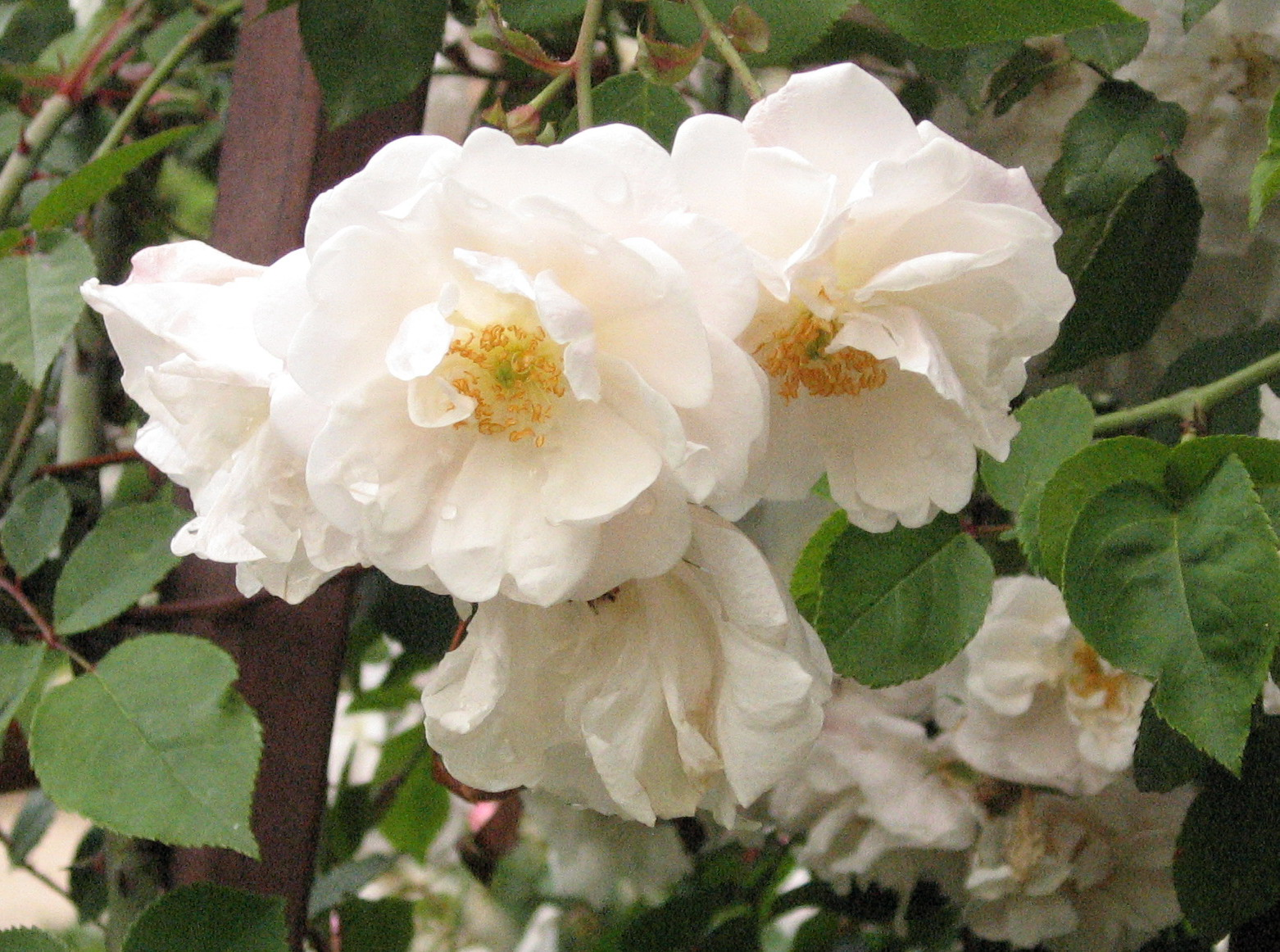
Adélaide d'Orléans (Jacques 1826)
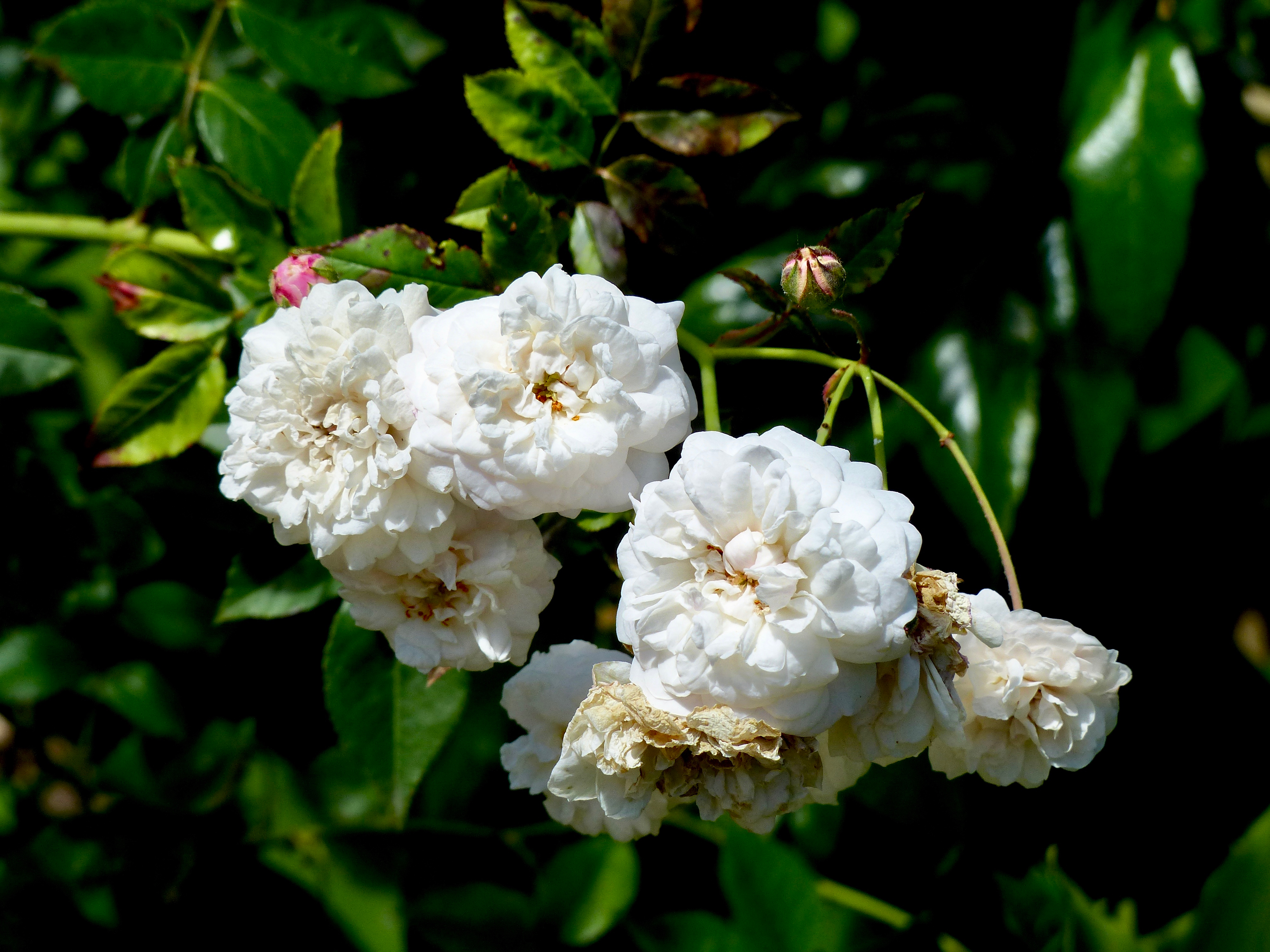
Félicité et Perpétue (Jacques 1828)
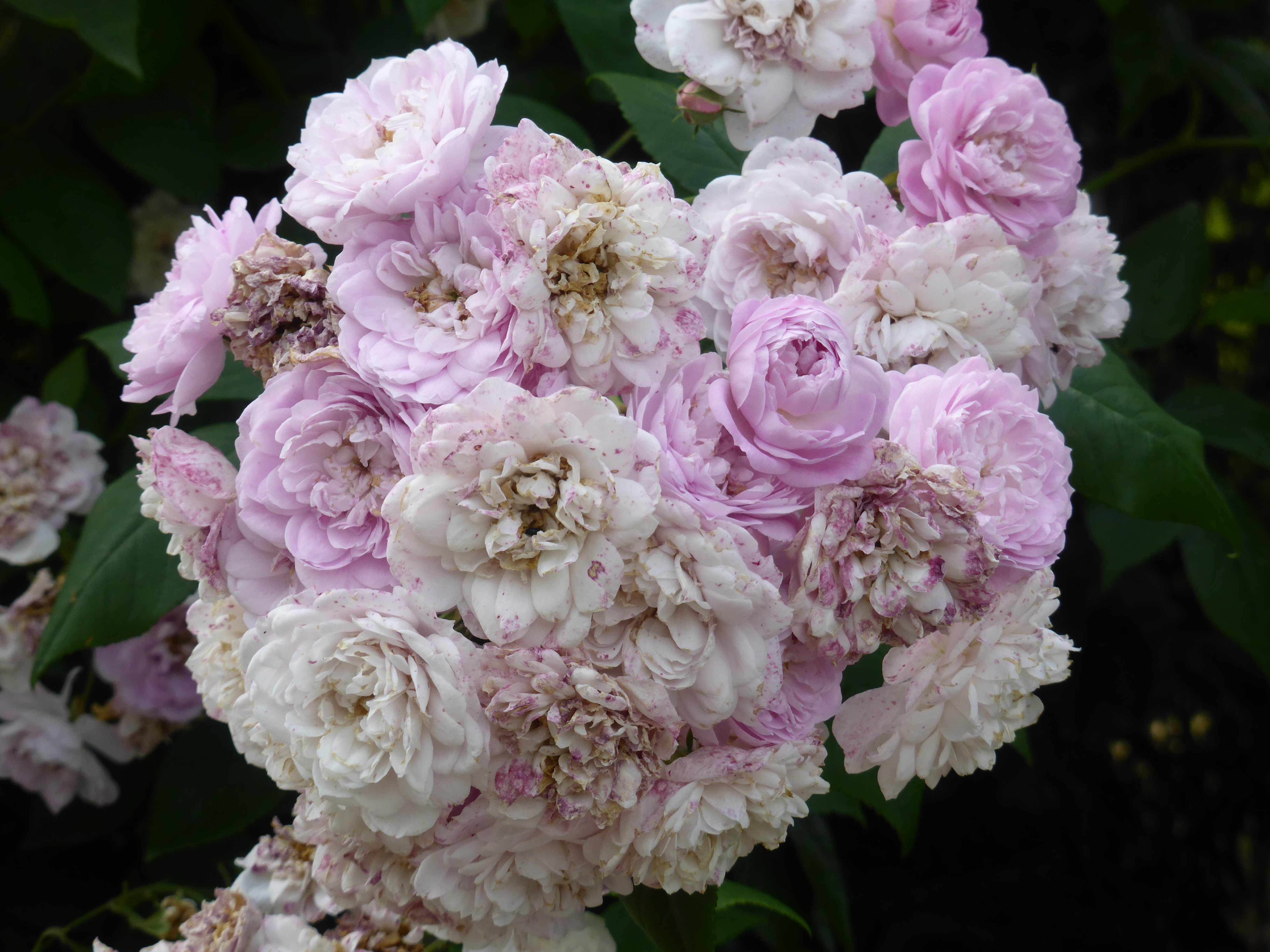
Laure Davoust (Laffay 1834)
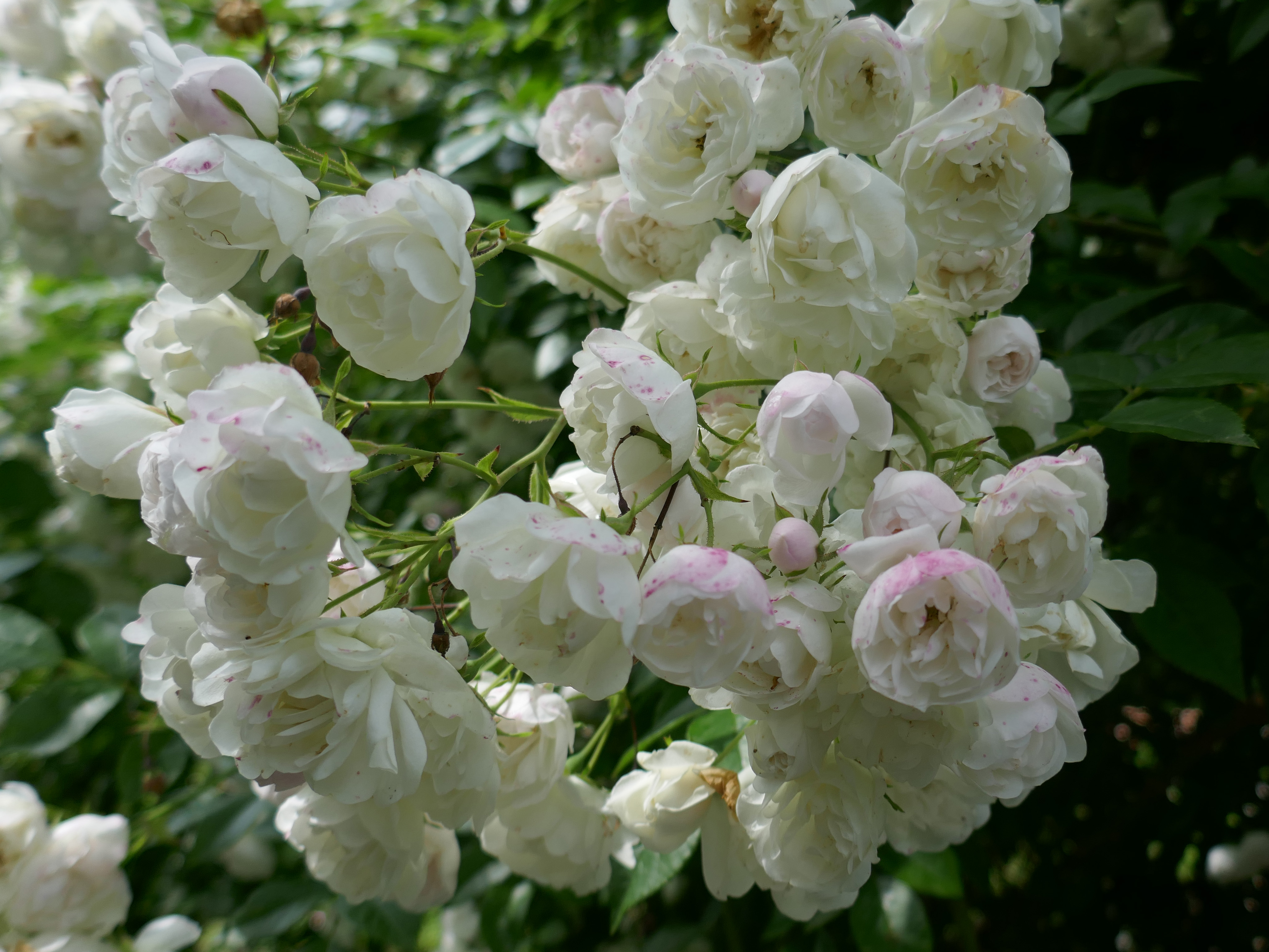
Princesse Louise (Jacques 1829)
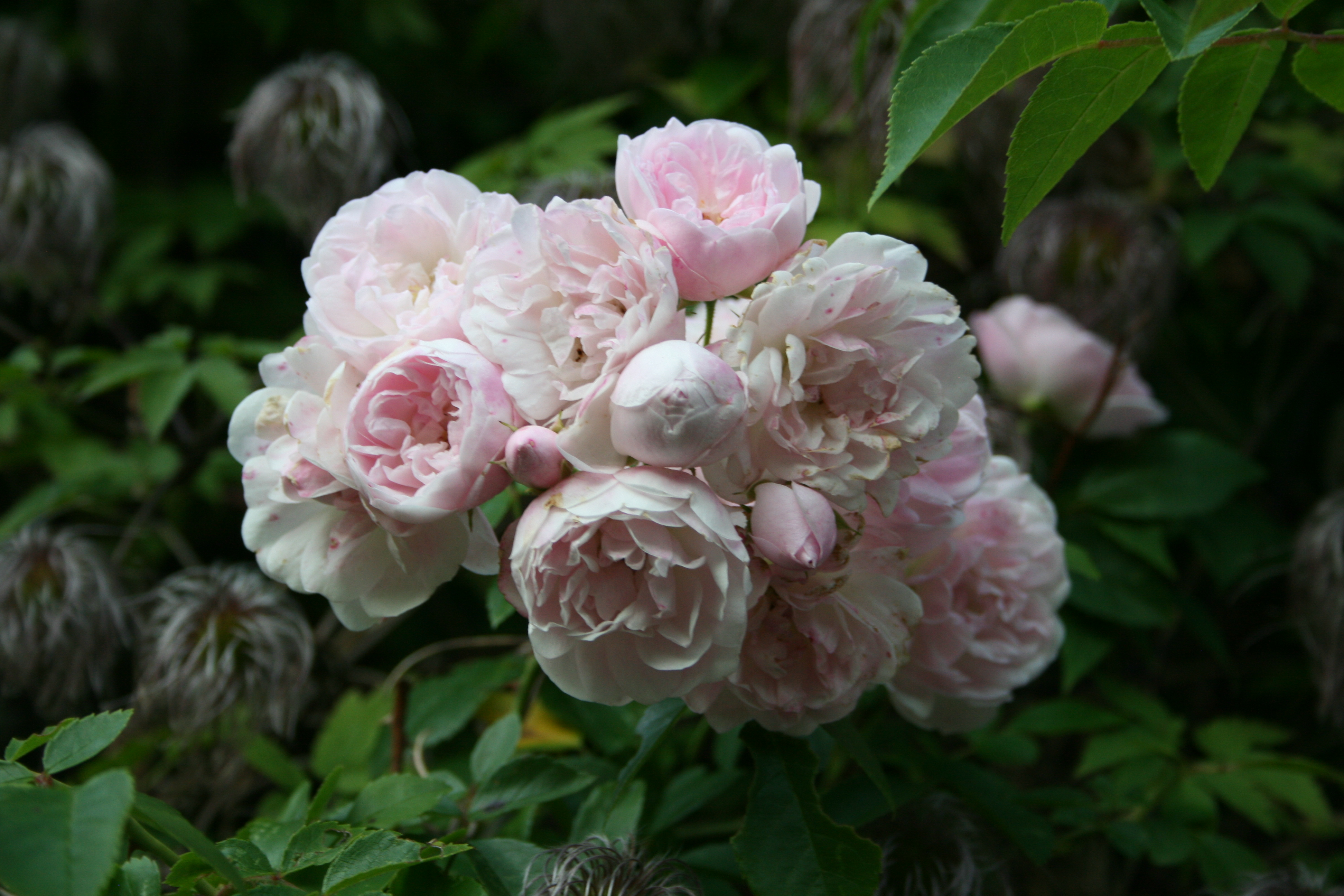
Princesse Marie (Jacques 1829)
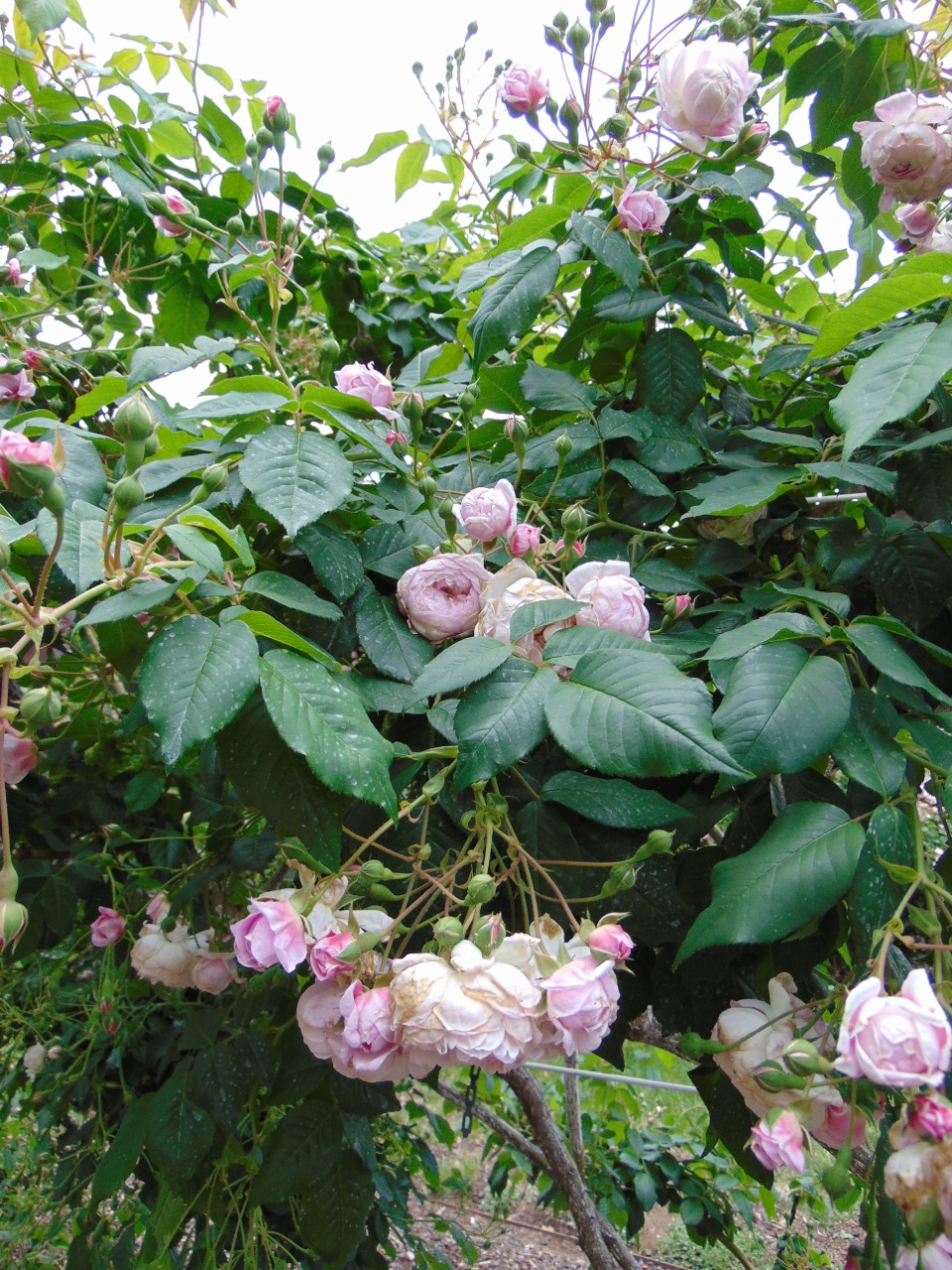
Spectabile (Casoretti voor 1833)

## Soulieana-hybriden
Rosa soulieana is een snelgroeiende wilde klimroos die van natura in Zuidwest-China voorkomt, op een hoogte van 2500-3700 m. Ze werd omstreeks 1895 door de Franse rooms-katholieke missionaris en botanicus Jean André Soulié naar Frankrijk gestuurd en in 1896 op naam gesteld door de Belgische botanicus François Crépin in het Bulletin van de Koninklijke Belgische Botanische Vereniging. Deze wilde ramblerroos is maar zelden gebruikt voor verdere kweek.

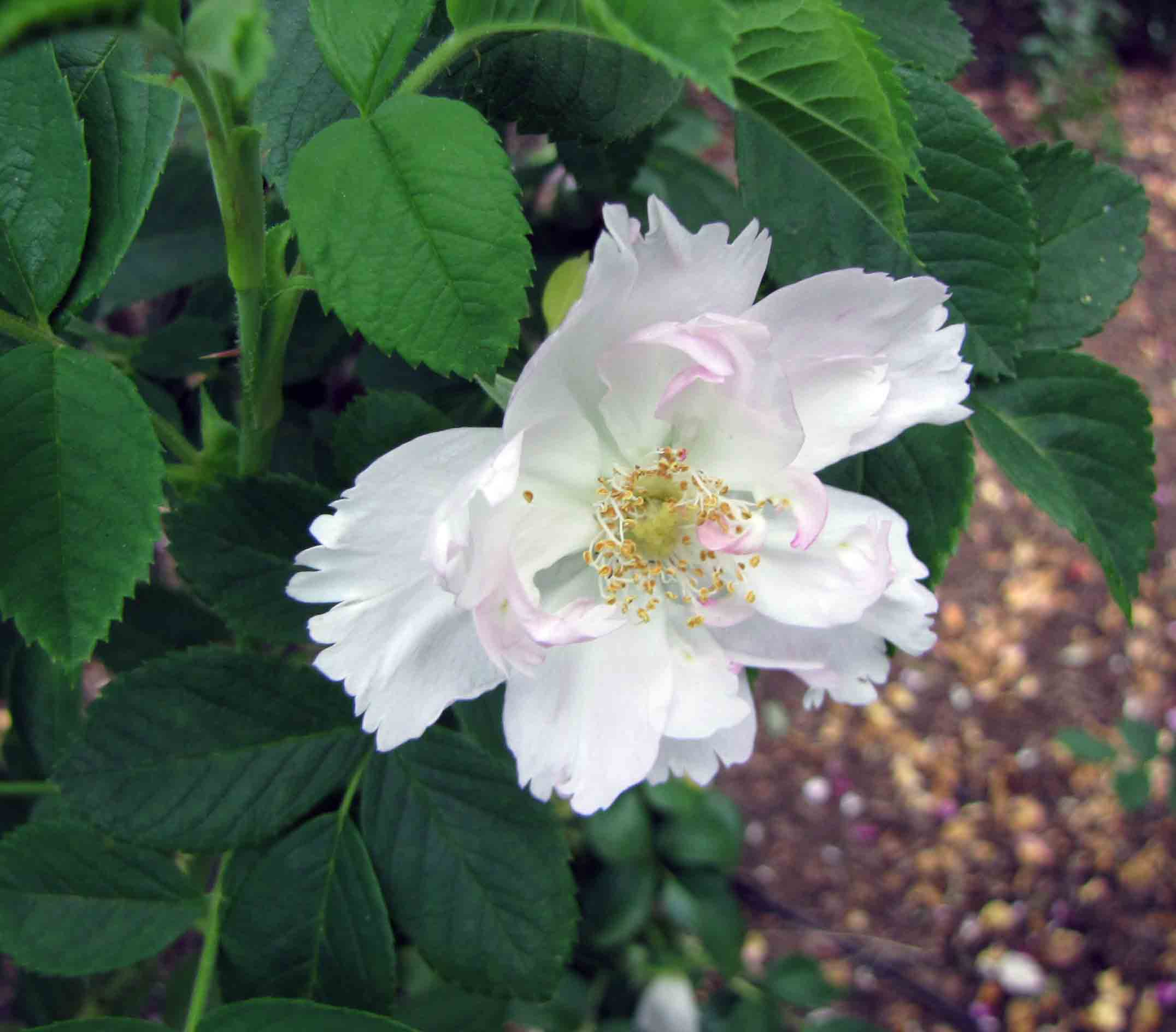
R. soulieana (F. Crépin 1896)
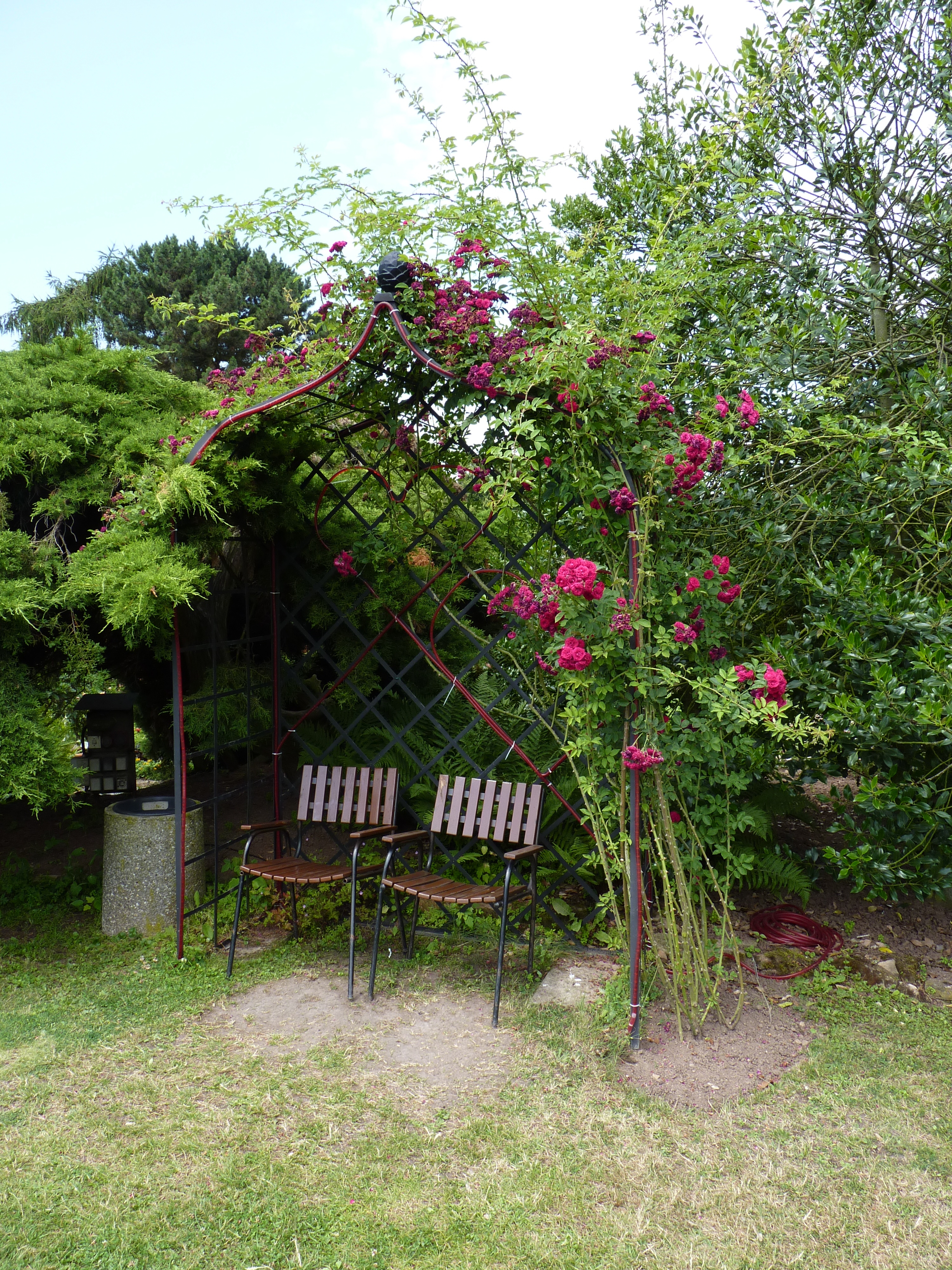
Chevy Chase (Hansen 1939)
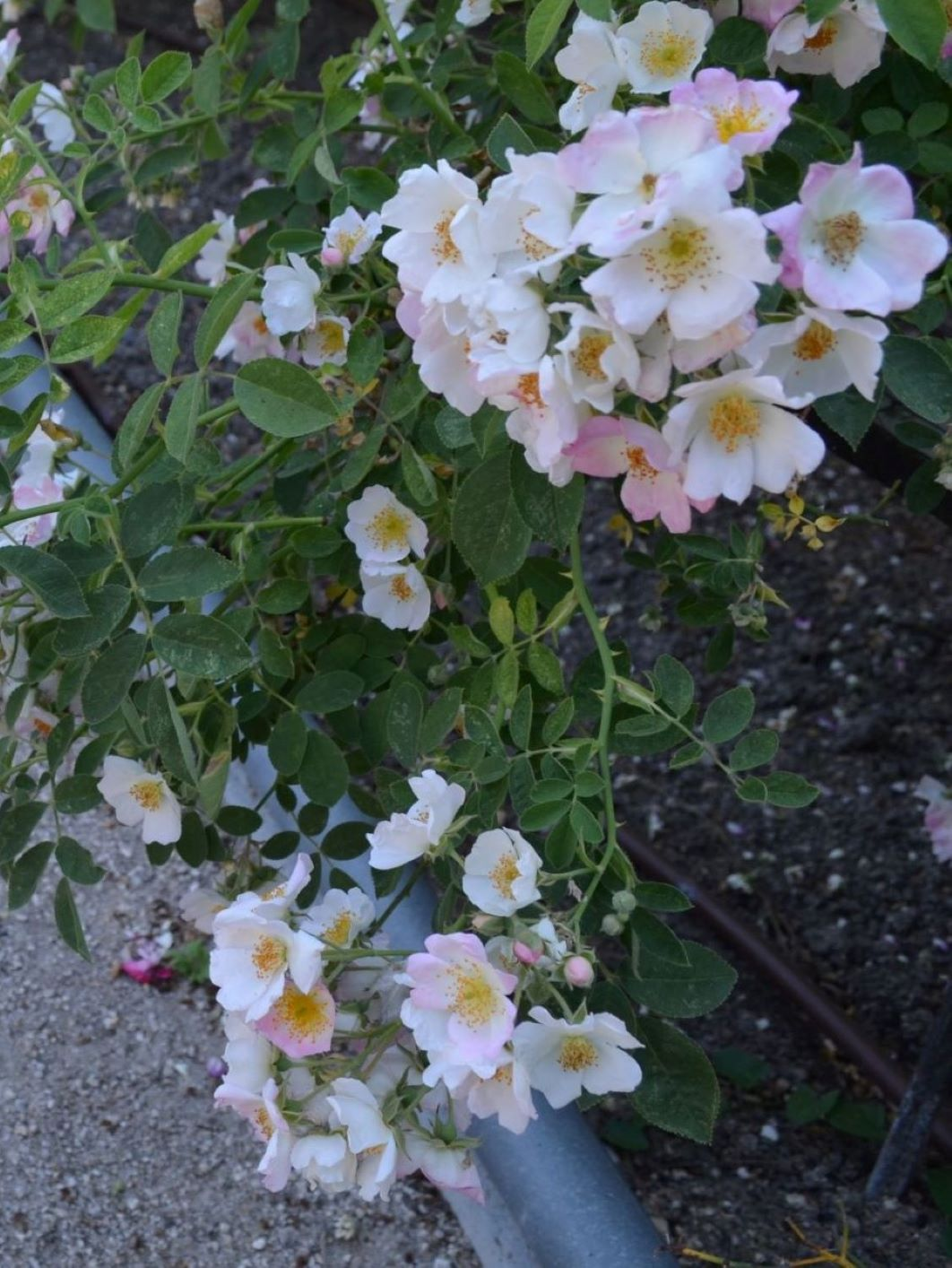
Kew Rambler (Kew Gardens 1912)